# Sturm der Liebe
Sturm der Liebe ist eine deutsche Telenovela, die seit 2005 im Ersten ausgestrahlt wird und deren Rechte von diesem TV-Sender vermarktet werden. Sie gilt als erfolgreichste werktäglich laufende Fernsehserie Europas.

## Ausstrahlung und Vermarktung
Sturm der Liebe wird seit dem 1. August 2005 produziert und gedreht und seit dem 26. September 2005 von Montag bis Freitag um 15:10 Uhr in der Erstausstrahlung gesendet.
Die Serie sollte zunächst ab Spätherbst 2005 ausgestrahlt werden, lief dann jedoch bereits ab Ende September 2005 im Fernsehen, wodurch die Macher der Ausstrahlung der Telenovela Julia – Wege zum Glück (ZDF) zuvorkamen. Bereits Ende Oktober 2005 wurde angekündigt, die Serie um 50 Folgen zu verlängern. Obwohl Sturm der Liebe anfangs nur unterdurchschnittliche Marktanteile erreichte, sollte sie nun 150 statt der ursprünglich geplanten 100 Folgen umfassen, da die Zuschauerzahlen eine steigende Tendenz zeigten. Im Februar 2006 wurde angekündigt, die Serie bis Ende des Jahres ausstrahlen zu wollen.
Mit Folge 166 begann der Österreichische Rundfunk Mitte Juni 2006, die Serie auf dem Sender ORF 2 auszustrahlen. Eine Zusammenfassung der Folgen 1 bis 165 wurde als eine Art „Pilotfilm“ gesendet. Auf ORF 2 wurde Sturm der Liebe lange Zeit ebenfalls immer um 15:10 Uhr gesendet. Ende Juli 2006 wurde die Serie um 200 Folgen verlängert, etwa zur selben Zeit erschien eine synchronisierte Fassung im italienischen Fernsehen. Seit 4. November 2019 erfolgt die Ausstrahlung schon um 14:25 Uhr und somit vor jener im Ersten.
Seit Folge 3257 vom 28. Oktober 2019 ist nach der TV-Ausstrahlung die nächste Folge bereits vorab in der ARD Mediathek abrufbar.
Vom 22. Dezember 2021 bis zum 31. Dezember 2023 war Sturm der Liebe erstmals auf dem kostenpflichtigen Video-on-Demand-Streamingportal Netflix verfügbar. Zum Abruf angeboten wurde die von 2019 bis 2020 erstausgestrahlte 16. Staffel um das von Léa Wegmann und Florian Frowein verkörperte Traumpaar Franzi und Tim.
Weltweit wurde Sturm der Liebe inzwischen von mehr als 20 Sendern aufgekauft. Die Rechte aller Folgen sind u. a. an die STV (Slowakei) und TV 3 (Estland, Lettland, Litauen) vergeben. In Italien wird die Serie vom Rete 4 italienisch synchronisiert unter dem Namen Tempesta d’amore gesendet. Der bulgarische Sender Nova TV strahlt sie seit Ende Juli 2009 unter dem Titel Wetrowete na Ljubowta (Die Winde der Liebe) aus. In Belgien sendet VTM 3 Sturm der Liebe auf Deutsch mit niederländischem Untertitel. Der polnische Sender TV Puls zeigt die Serie unter dem Titel Burza uczuć. Die Ausstrahlung in Kanada hatte ebenso wie die in Italien Einfluss auf die Dramaturgie mit Spielszenen in diesen Ländern. In Frankreich startete im Frühjahr 2013 die Ausstrahlung mit der Folge 1392 in der HD-Version und von France Télévisions synchronisiert. Der isländische Sender RUV stieg im Oktober 2012 mit der vierten Staffel und dem Protagonistenpaar Emma und Felix ein. Die Untertitelfassung der aktuellen Erstsendungen in der ARD wird vom ORF produziert. Nach einer Studie der britischen Forschungseinrichtung Digital TV Research erzielte der Produzent mit der Serie im Jahr 2012 Einnahmen von 93,2 Millionen US-Dollar auf dem europäischen Fernsehmarkt; Sturm der Liebe war somit die einzige Serie unter den Top 10, die nicht aus den Vereinigten Staaten kam.

## Handlung

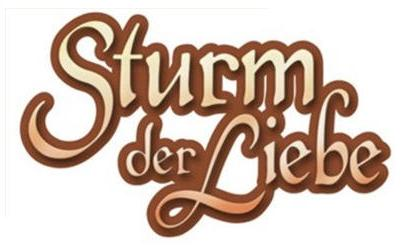
Bis 2010 alternativ verwendetes Logo

Die Telenovela erzählt in mehreren, miteinander verwobenen Handlungsfäden romantisch, dramatisch, humoristisch und/oder im Stil eines modernen Märchens angelegte Beziehungsgeschichten rund um das Fünf-Sterne-Hotel Fürstenhof. Dieses befindet sich in der fiktiven Gemeinde Bichlheim im ebenso fiktiven Landkreis Bichlheim-Krauting, welcher zwischen den realen oberbayerischen Landkreisen Bad Tölz-Wolfratshausen und Rosenheim angesiedelt ist.
Ein Alleinstellungsmerkmal neben der Märchengattung ist eine damit teilweise einhergehende gelegentlich zum Ausdruck kommende, tendenziell zunehmende Selbstironie in der Erzählung. Es wird bewusst mit den Grenzen der Glaubwürdigkeit gespielt, in die entstehende Komik hinein wiederum realistisch, wenigstens ernsthaft anmutende Detailschärfe gebracht und so ein möglichst origineller und unterhaltsamer Inhalt geboten. Eine lange Erzähldauer ermöglicht Handlungskomplexität und Bezugnahmen auf bis zu mehrere Jahre zurückliegende Ereignisse sowie gar deren Details. Nur Stammzuschauern verständliche Anspielungen, Begrifflichkeiten und Zusammenhänge sind keine Seltenheit.
Die Handlung dreht sich insbesondere um die Mitglieder der Familie Saalfeld, Inhaber des Hotels, im Verlauf der Geschichte auch Stahl und anderer und deren Angestellte.
Die seit 2005 gelaufenen Staffeln hatten den Fürstenhof und einige durchgehende Rollen wie das Ehepaar Sonnbichler und das Paar Werner und Charlotte Saalfeld als verbindende Elemente und Personen. Sie werden von jeweils einer in sich abgeschlossenen Hauptgeschichte vom sogenannten Traumpaar getragen, die als Märchen an teils die gesamte Staffel deutlich unterscheidbar machendem atmosphärischen und über einen längeren Zeitraum erzählt (mit durchschnittlich 220 Episoden etwa ein Jahr) generell an Tiefgang gewinnt. Neben diesen Protagonisten sind weitere Paar- oder bspw. auch Eltern-Kind-Konstellationen und Freundschaften ins Thema „Sturm“ der Liebe eingeflochten sowie eine in der Regel mit dem „Traumpaar“ in Verbindung stehende (Haupt-)Antagonistenrolle, typischerweise in Gestalt einer vorübergehenden Geliebten des männlichen Protagonisten, Partnerin des Hauptanteilseigners oder von dessen Erzfeind(in).

### Staffelübersicht
| Staffel | Erste Folge       | Letzte Folge      | Folgen- anzahl |                                                                      | Protagonistin                               | Protagonist |  | Bezug zu anderen Charakteren (Auswahl) |
| 1       | 1 (26.09.2005)    | 313 (31.01.2007)  | 313            | Laura Mahler                                                         | Alexander Saalfeld                          | Laura: Uneheliche Tochter von Werner Saalfeld, Halbschwester von Robert Saalfeld Alexander: Unehelicher Sohn von Charlotte Saalfeld und Alfons Sonnbichler, Halbbruder von Robert Saalfeld |  |                                        |
| 2       | 314 (01.02.2007)  | 520 (18.12.2007)  | 207            | Miriam von Heidenberg                                                | Robert Saalfeld                             | Miriam: Stieftochter von Barbara von Heidenberg Robert: Sohn von Charlotte und Werner Saalfeld, Halbbruder von Laura und Alexander Saalfeld |  |                                        |
| 3       | 521 (19.12.2007)  | 703 (08.10.2008)  | 183            | Samia Obote/Gruber                                                   | Dr. Gregor Bergmeister                      | Samia: Tochter von Vera und Joshua Obote, anerkannte Tochter von Johann Gruber Gregor: Ex-Freund von Laura Saalfeld |  |                                        |
| 4       | 704 (09.10.2008)  | 914 (14.09.2009)  | 211            | Emma Strobl                                                          | Felix Tarrasch/Saalfeld                     | Emma: Halbschwester von Rosalie Engel Felix: Sohn von Johann und Elisabeth Gruber |  |                                        |
| 5       | 915 (15.09.2009)  | 1117 (05.08.2010) | 203            | Annika Bruckner (bis Folge 933) und Sandra Ostermeyer (ab Folge 934) | Lukas Zastrow                               | Annika: Zwillingsschwester von Hendrik Bruckner Sandra: Uneheliche Tochter von Werner Saalfeld Lukas: Sohn von Cosima Saalfeld und Götz Zastrow |  |                                        |
| 6       | 1118 (06.08.2010) | 1391 (10.10.2011) | 274            | Eva Krendlinger                                                      | Robert Saalfeld                             | Eva: Nichte von Alfons und Hildegard Sonnbichler, Halbschwester von Jacob Krendlinger Robert: Sohn von Charlotte und Werner Saalfeld, Vater von Valentina Saalfeld, Witwer von Miriam Saalfeld (siehe Staffel 2) |  |                                        |
| 7       | 1392 (11.10.2011) | 1600 (05.09.2012) | 209            | Theresa Burger                                                       | Moritz van Norden und Konstantin Riedmüller | Theresa: Tochter von Nicola Westphal, Cousine von Kristin Nörtlinger Moritz: Unehelicher Sohn von Werner Saalfeld und Doris van Norden, Zwillingsbruder von Konstantin Riedmüller Konstantin: Unehelicher Sohn von Werner Saalfeld und Doris van Norden, Zwillingsbruder von Moritz van Norden                          |  |                                        |
| 8       | 1601 (06.09.2012) | 1814 (02.08.2013) | 214            | Marlene Schweitzer                                                   | Konstantin Riedmüller                       | Marlene: Tochter von Natascha Schweitzer Konstantin: Unehelicher Sohn von Werner Saalfeld und Doris van Norden, Zwillingsbruder von Moritz van Norden |  |                                        |
| 9       | 1815 (05.08.2013) | 2066 (10.09.2014) | 252            | Pauline Jentzsch                                                     | Leonard Stahl                               | Pauline: (Beste) Freundin von Coco Conradi und Tina Kessler Leonard: Sohn von Friedrich Stahl, Halbbruder von Martin Windgassen |  |                                        |
| 10      | 2067 (11.09.2014) | 2265 (28.07.2015) | 199            | Julia Wegener                                                        | Niklas Stahl                                | Julia: Schwester von Sebastian Wegener, beste Freundin und Doppelgängerin von Sophie Stahl Niklas: Sohn von Friedrich Stahl, Bruder von Sophie und Leonard Stahl |  |                                        |
| 11      | 2266 (29.07.2015) | 2499 (25.07.2016) | 234            | Luisa Reisiger                                                       | Sebastian Wegener                           | Luisa: Uneheliche Tochter von Friedrich Stahl Sebastian: Bruder von Julia Stahl |  |                                        |
| 12      | 2500 (26.07.2016) | 2692 (22.05.2017) | 193            | Clara Morgenstern                                                    | Adrian Lechner                              | Clara: Tochter von Melli Konopka, Enkelin von Alfons Sonnbichler Adrian: Sohn von Susan Newcombe, Halbbruder von William Newcombe |  |                                        |
| 13      | 2693 (23.05.2017) | 2812 (17.11.2017) | 120            | Eleonore „Ella“ Kessler und Rebecca Herz                             | William Newcombe                            | Ella: Cousine von Tina Kessler Rebecca: Beste Freundin von Ella Kessler William: Unehelicher Sohn von Werner Saalfeld und Susan Newcombe, Halbbruder von Adrian Lechner |  |                                        |
| 14      | 2813 (20.11.2017) | 3019 (18.10.2018) | 207            | Dr. Alicia Lindbergh                                                 | Viktor Saalfeld                             | Alicia: Ex-Frau von Christoph Saalfeld, Schwester von Paul Lindbergh Viktor: Sohn von Christoph und Xenia Saalfeld, Bruder von Boris Saalfeld |  |                                        |
| 15      | 3020 (19.10.2018) | 3264 (06.11.2019) | 245            | Denise Saalfeld                                                      | Joshua Winter                               | Denise: Tochter von Christoph und Xenia Saalfeld, Halbschwester von Annabelle Sullivan, Schwester von Boris und Viktor Saalfeld Joshua: Unehelicher Sohn von Robert Saalfeld, Halbbruder von Valentina Saalfeld, Enkel von Werner Saalfeld                                                                              |  |                                        |
| 16      | 3265 (07.11.2019) | 3515 (22.12.2020) | 251            | Franziska „Franzi“ Krummbiegl                                        | Tim Degen/Saalfeld                          | Franzi: Freundin von Lucy Ehrlinger, Romy Lindbergh und Tobias Saalfeld Tim: Sohn von Christoph und Xenia Saalfeld, Zwillingsbruder von Boris Saalfeld, Halbbruder von Annabelle Sullivan |  |                                        |
| 17      | 3516 (23.12.2020) | 3729 (01.12.2021) | 214            | Maja von Thalheim                                                    | Florian Vogt                                | Maja: Adoptivtochter von Selina von Thalheim, Tochter von Cornelius von Thalheim, Halbschwester von Constanze von Thalheim Florian: Bruder von Erik Vogt |  |                                        |
| 18      | 3730 (02.12.2021) | 3957 (02.01.2023) | 228            | Josephine „Josie“ Klee                                               | Paul Lindbergh                              | Josie: Tochter von Yvonne Klee, Adoptivtochter von Erik Vogt Paul: Witwer von Romy Lindbergh, Bruder von Alicia Lindbergh |  |                                        |
| 19      | 3958 (05.01.2023) | 4151 (22.11.2023) | 194            | Eleni Schwarzbach                                                    | Peter „Leander“ Saalfeld                    | Eleni: Uneheliche Tochter von Christoph Saalfeld und Alexandra Schwarzbach, Ziehtochter von Markus Schwarzbach, Halbschwester von Noah und Vroni Schwarzbach Leander: Sohn von Laura und Alexander Saalfeld, Enkel von Werner Saalfeld und Alfons Sonnbichler, Neffe von Robert Saalfeld, Cousin von Valentina Saalfeld |  |                                        |
| 20      | 4152 (23.11.2023) | 4334 (04.12.2024) | 183            | Ana Alves                                                            | Philipp Brandes und Dr. Vincent Ritter      | Ana: Tochter von Nicole Alves Philipp: Protegé von Markus Schwarzbach, Schulfreund von Noah Schwarzbach Vincent: Unehelicher Sohn von Markus Schwarzbach |  |                                        |
| 21      | 4335 (05.12.2024) |                   |                | Maxi Neubach/Saalfeld                                                | Henry Sydow                                 | Maxi: Tochter von Katja Saalfeld Henry: Sohn von Sophia Wagner, bester Freund von Vincent Ritter |  |                                        |

## Protagonisten und Hauptfiguren der aktuellen Staffel
Aufgrund der langen Laufzeit der Serie und der Komplexität vieler Handlungen wird im Folgenden mitunter verkürzt auf die Geschichten der jeweiligen Charaktere eingegangen, vor allem in Bezug auf länger zurückliegende, an Relevanz verlierende Ereignisse. Bei Überschneidungen wird die Geschichte der zuerst in Erscheinung getretenen Figur mit der der nachfolgenden weiterbehandelt.

### Protagonisten

#### Maxi Saalfeld
Die lebensfrohe Maxi Neubach, die ihr Leben bisweilen ohne größere Schwierigkeiten bewältigen konnte, kommt an den Fürstenhof, um dort nach Abschluss ihres Medizinstudiums eine Studie für ihre Doktorarbeit durchzuführen. Doch als sie im Hotel mitbekommt, dass Anteilseigner Christoph Saalfeld bei einer Eigentümerversammlung eine Abstimmung tätigen will, die ihrer Mutter Katja enorm schaden würde, begeht Maxi einen folgenschweren Fehler: Sie mischt Christoph heimlich Schlafmittel ins Getränk, um ihn an der Abstimmung zu hindern. Als Christoph daraufhin beinahe an den Folgen verstirbt, verliert Maxi ihre Approbation als Ärztin und kassiert zudem eine Bewährungsstrafe. Werner Saalfeld, der Ex-Mann von Katjas Cousine, dessen eigene Kinder den Fürstenhof mittlerweile alle verlassen haben, scheint in Maxi eine Art Tochterfigur zu sehen und bietet ihr prompt an, ins Hotel einzusteigen und den Namen Saalfeld anzunehmen. Maxi, die ihre eigentlich vorgesehene berufliche Zukunft verloren hat, willigt ein. Als sie in alten Unterlagen der Familie Saalfeld plötzlich eine alte, aber nicht minder gültige Glücksspielkonzession findet, entsteht der Plan für ein hoteleigenes Kasino im Fürstenhof. Da Maxi auf die Idee für das Kasino kam und Werner in ihr die Zukunft des Fürstenhofs sieht, überschreibt dieser ihr zudem 10 Prozent Fürstenhofanteile. Als Maxi und Werner kurz darauf ein privates Kasino in Österreich besuchen, um sich auf die Umsetzung des eigenen Kasinos vorzubereiten, begegnet sie einem mysteriösen, jungen Mann.

#### Henry Sydow
Henry Sydow ist der Name des äußerst charmanten und gutaussehenden Mannes, dem Maxi im Kasino begegnet. Als er Maxi am Roulettetisch erblickt, spricht er sie an und rät ihr, ihre gesamten Spielchips auf eine bestimmte Zahl zu setzen. Maxi kann nicht glauben, als sich die Vorhersage des mysteriösen Unbekannten bewahrheitet. Als er sich bereiterklärt, ihr erneut die richtige Zahl zu nennen und sie fragt, was es ihr denn wert wäre, bietet Maxi ihm einen Kuss an. Und tatsächlich: Henry sagt Maxi erneut die richtige Zahl voraus. Maxi ist völlig aus dem Häuschen und verliebt sich Hals über Kopf in ihren personifizierten Glücksbringer. Doch als sie ihn wie versprochen küssen will, wird Henry von einem schwarz gekleideten Mann gebeten, mitzukommen. Maxi und Henry müssen den Kuss abbrechen und auch als Maxi eine ganze Weile auf die versprochene Rückkehr ihres Traummannes wartet, erscheint er nicht. Doch dann, einige Tage später, steht Henry plötzlich in Bichlheim wieder vor ihr. Er hat sich mit seiner Mutter Sophia verstritten und will am Fürstenhof bei seinem besten Freund Vincent abtauchen. Henry, der mit dem goldenen Löffel im Mund aufgewachsen ist, muss nun alltägliche Situationen meistern, mit denen er sich zuvor nie beschäftigen musste, und hat dabei so seine Schwierigkeiten. Und so fängt er im Gestüt des Fürstenhofs als Stallbursche an.

### Hauptfiguren

#### Sophia Wagner
Sophia Sydow, die Mutter von Henry, ist eine intrigante und schillernde Geschäftsfrau und die Inhaberin eines Firmenimperiums. Sie checkt im Fürstenhof unter ihrem Geburtsnamen ‚Sophia Wagner‘ ein und will sich dort wieder mit ihrem Sohn versöhnen. Henry jedoch will davon nichts wissen – denn seine Mutter ist in kriminelle Machenschaften verstrickt.

#### Werner Saalfeld
Werner, Vater von Robert, Laura, Sandra, Moritz, Konstantin und William und gesetzlicher von Alexander, heiratete einst Charlotte Saalfeld, die Erbin des Fürstenhofs, deren Namen er auch annahm. Er hat das Hotel maßgeblich zu seinem heutigen Erfolg geführt. Sein Lebenswerk war ihm nicht weniger wichtig als die Dame an seiner Seite. Diesbezüglich erlag er früher gern einmal dem Charme schöner, aber gefährlicher Frauen, woran auch seine erste Ehe mit Charlotte scheiterte. Besonders Werners Ehe und darauffolgende jahrelange Erzfeindschaft mit seiner kriminellen Ex-Frau Barbara von Heidenberg bescherte dem Fürstenhof in der Vergangenheit zahlreiche Dramen, die in einem Bombenanschlag Barbaras gipfelten, infolgedessen das Hotel renoviert werden musste. Mehr als die Hälfte seiner Kinder lernte Werner als bis dahin jeweils unbekannte Resultate Charlotte verschwiegener Liebschaften, überwiegend Seitensprünge, kennen. Lange konnte er als Hoteldirektor und Familienpatriarch die Geschicke des Fürstenhofs allein bestimmen, mit den Jahren haben sich die Mehrheitsverhältnisse aber zunehmend geändert und teilweise ganz familienfremde Personen Anteile am Haus erworben. Selbst mit Robert zusammen hält er nunmehr bloß noch 40 % am Hotel. Unter den Beziehungen mit den Frauen, die Werner aufrichtig geliebt haben, sticht neben der mit Charlotte seine Ehe mit der wesentlich jüngeren Poppy Schweitzer hervor, die auf einer Kreuzfahrt zu Tode kam. Später ehelichte Werner Charlotte ein zweites Mal, wobei sie schon kurz darauf allein nach Afrika ging, nicht aus mangelnder Liebe, sondern weil ihr der Fürstenhof mit den ständigen Machtfehden fremd geworden war. Seitdem hat Werner sich in Liebesdingen weitgehend zur Ruhe gesetzt. Umso erbitterter kämpft er nun um den Erfolg und Besitz des Hotels. Als Maxi, die Tochter von Charlottes Cousine Katja, im Fürstenhof aufschlägt, schließt er sie alsbald ins Herz und beginnt in ihr eine Art Tochterfigur sowie die Zukunft des Hotels zu sehen – sind doch seine eigenen Kinder mittlerweile alle außer Haus.

#### Katja Saalfeld
Katja, die Cousine von Charlotte Saalfeld und Mutter von Maxi, kommt kurz nach der Trennung von ihrem Ehemann an den Fürstenhof, um dort Erholung zu suchen. Werner, der Ex-Mann ihrer Cousine, zu dem Katja einen guten Draht hat und der für sie nach wie vor Familie ist, stellt sie dort bald als Sommelière ein. In Liebesdingen nähert sich Katja am Fürstenhof dem Anteilseigner Markus Schwarzbach an, hat jedoch zu Beginn ihre Schwierigkeiten mit ihm und seinem intriganten Verhalten – besonders als sie erfährt, dass er ihrer Familie in der Vergangenheit geschadet hat. Doch die beiden können ihre Differenzen überwinden und werden ein Paar. Dies bringt Katja ungewollt in die Schusslinie von Christoph Saalfeld, dem Erzrivalen von Markus. Besonders schlimm trifft es Katja, als ihre Tochter Maxi ihre ärztliche Zulassung und damit ihren Traumberuf verliert, da sie Katja mit einer unüberlegten Aktion vor Christoph schützen wollte. Umso mehr ist Katja nun darauf bedacht, Maxis Werdegang im Hotel zu unterstützen.

#### Christoph Saalfeld

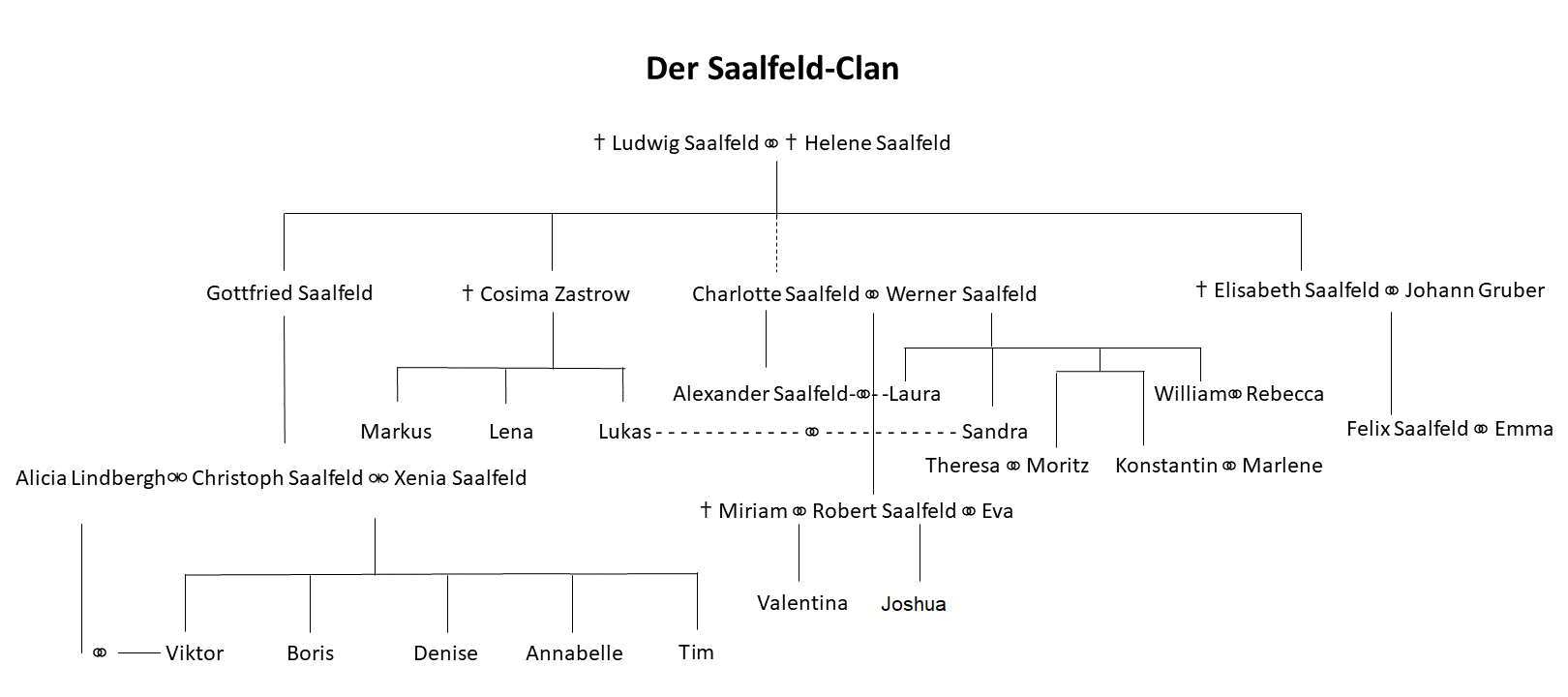
Stammbaum der Familie Saalfeld (Stand 2020)

Christoph ist der Sohn von Charlotte Saalfelds entfremdetem Bruder Gottfried und während seiner ersten Jahre in Bichlheim Eigentümer von Top Comfort, einer Billig-Hotelkette mit Niederlassungen weltweit. Aus wegen der Spielsucht seines Vaters ärmlichen Verhältnissen stammend, hat Christoph sich mit eisernem Willen und eigenen, nicht immer moralisch vertretbaren Mitteln nach ganz oben gekämpft. Er kann gleichermaßen charmant und einnehmend wie dominant und bedrohlich auftreten. Für seine Familie strebt Christoph nur das Beste an und definiert gern einmal selbst, was das ist. Er kommt nach Bichlheim, um den Fürstenhof zu seinem Familiensitz zu machen, da er sich als einzig legitimer Nachfolge seines Großvaters Ludwig Saalfeld sieht. Durch Intrigen erlangt er vorübergehend die Mehrheit der Hotelanteile. Der Verlust seiner großen Liebe Alicia an seinen eigenen Sohn Viktor ist ein herber Schlag für Christoph. Dazu kommt ein mehr und mehr ausufernder Machtkampf um das Hotel, nicht nur mit den anderen Saalfelds, sondern auch seiner Ex-Frau Xenia. Seinen ihm bis dahin treu ergebenen Sohn Boris verstößt er, als er von dessen Homosexualität erfährt, da sich in seinem Jugendalter im Sportverein ein Mann an ihm vergangen hat. In einem emotionalen Moment kommt es vor der Hochzeit von Boris und dessen Partner Tobias zu einer Versöhnung, nachdem Christoph seine Vorurteile überdacht hat.
Während Christophs Söhne den Fürstenhof mit ihren Ehepartnern verlassen, ziehen seine Töchter Denise und Annabelle zu ihm ins Hotel. Denise kann sich wie eh und je mit ihrer Empathie, Uneigennützigkeit und Ehrlichkeit der Liebe ihres Vaters gewiss sein, Annabelle hingegen entpuppt sich als Kuckuckskind Xenias, das sich ins gemachte Nest setzen will. Für ihre dafür begangenen Verbrechen, etwa einen Mord an Xenia, wird Annabelle in eine geschlossene Psychiatrie eingewiesen und nach einer kurzen Rückkehr ins Hotel zu einer lebenslangen Haftstrafe verurteilt. Zuvor hatte Christoph lange kein Problem damit, sie für seine eigenen Intrigen gegen die anderen Saalfelds einzuspannen. Christoph verliebt sich mit Eva in die Frau seines Feindes Robert Saalfeld, die sich gegen eine gewisse Erwiderung seiner Gefühle nicht zur Wehr setzen kann. Zunächst will sie zwar an ihrer Ehe festhalten, doch Christoph kämpft mit allen Mitteln um sie und provoziert Konflikte zwischen Eva und dem eifersüchtigen Robert. Nachdem Christoph und Eva einen Flugzeugabsturz überlebt und mehrere Tage auf sich allein gestellt in der Wildnis der Karpaten ausgeharrt haben, entwickeln sich die Dinge auf der Grundlage dieses Extremereignisses so, dass Eva sich auf eine Nacht mit Christoph einlässt. Eva versucht ihre Ehe mit Robert zu retten, ihr von Christoph bestochener Psychotherapeut versucht ihr allerdings einzureden, dass sie beide nicht mehr miteinander glücklich würden. An ihrem 18. Geburtstag erfährt Valentina von den Eheproblemen ihrer Eltern und dem Grund dafür. Sie betrinkt sich, steigt in ein Shuttle-Fahrzeug des Hotels und übernachtet darin. Als sie am nächsten Morgen Christoph im Dorf sieht, fährt sie ihn, immer noch stark alkoholisiert, an und begeht Fahrerflucht. Nach mehrwöchigem Koma genest Christoph wieder vollständig und Valentina entgeht einer Haftstrafe. Die Hochzeit von Denise und Roberts Sohn Joshua nehmen sich Christoph und die anderen Saalfelds zum Anlass, nach diesem Familiendrama Frieden zu schließen. Christoph verabschiedet seine Tochter nach Paris. Als Eva und Robert das Ergebnis eines Tests erfahren, das Robert als Vater von Evas erwartetem Sohn Emilio ausweist, sind sie wieder so glücklich wie früher. Dass in Wahrheit Christoph Emilios Vater ist und dies dazu führt, dass Eva Robert und den Fürstenhof nach der Geburt doch verlässt, erfährt Christoph selbst nicht.
Dafür darf er sich über erneuten Familienzuzug freuen, als seine Schwester Linda Baumgartner sich nach einem lange zurückliegenden Zerwürfnis mit ihm ausspricht und nach Bichlheim zieht, um dort den Traum von ihrem eigenen Café Liebling zu realisieren. Darüber hinaus erfährt Christoph von der Existenz eines weiteren leiblichen Sohnes, Tim Degen, Boris' Zwillingsbruder. Als Xenia die beiden per Hausgeburt zur Welt brachte, wurde sie ohnmächtig, sodass man ihr Tim heimlich wegnahm und Unbekannte von Christoph Lösegeld für ihn erpressen wollten. Da die Zwillingsschwangerschaft unbemerkt blieb, glaubte Christoph nicht an Tims Existenz und verweigerte die Zahlung. Entsprechend schwer gestaltet sich der Aufbau eines Vater-Sohn-Verhältnisses, erst recht, als Tim davon erfährt, dass sein Vater ihn einst im Stich gelassen hat und ihn dies am liebsten nicht erfahren lassen wollte. Durch aufrichtige Vaterliebe, aus der nach gut gemeinten später auch dankenswerte Handlungen hervorgehen, kann Christoph aber die Zuneigung seines Sohnes gewinnen, der den Namen Saalfeld und später auch 10 % von Christophs Hotelanteilen als Geschenk annimmt.
Doch schon bald wird Christoph erneut von seiner Vergangenheit eingeholt: Ariane Kalenberg, die Tochter einer ehemaligen Pensionsleiterin, die von Christoph hintergangen wurde, daraufhin einen schweren Unfall hatte und zum Pflegefall wurde, will sich rächen. Doch nach langen Machtkämpfen und einigen Mordanschlägen seitens Ariane kann sie überführt werden. Sie wird zu einer lebenslangen Haftstrafe mit anschließender Sicherheitsverwahrung verurteilt.
Ihre Anteile verkauft Ariane an die Schwarzbach AG, die von Alexandra und Markus Schwarzbach geleitet wird. Alexandra ist eine Ex-Freundin von Christoph, die er einst für die wohlhabendere Xenia verlassen hat, während Markus ein alter Freund von Christoph ist. Als Alexandra an den Fürstenhof kommt, kommt die einstige Liebe der beiden schnell wieder hoch, sie werden ein Paar und schon bald offenbart Alexandra ihm, dass ihre Tochter Eleni nicht Markus', sondern seine Tochter ist. Ein langer Machtkampf zwischen Christoph und Markus entbrennt. Und so kommt es, dass Christoph auch mit Markus' neuer Lebensgefährtin Katja Saalfeld aneinander gerät. Als Christoph bei einer Eigentümerversammlung eine für Katja fatale Entscheidung treffen will, mischt ihm Katjas Tochter Maxi unüberlegt ein Schlafmittel ins Getränk, um ihn an der Abstimmung zu hindern. Eine folgenschwere Entscheidung, denn Christoph erleidet einen Unfall und verstirbt fast an den Folgen. Christoph fällt aus allen Wolken, als er erfährt, dass Maxi für seinen Unfall verantwortlich ist. Er nutzt die Gunst der Stunde und erpresst Katja mit der Tat ihrer Tochter, um Markus weiter zu schaden. Als Alexandra davon erfährt, platzt ihr der Kragen und sie trennt sich kurzerhand von Christoph. Zudem übernimmt sie das Mandat von Maxi, die sich nach einer Selbstanzeige vor Gericht verantworten muss. Dies nimmt Christoph zum Anlass, um trotz seiner Vorbehalte zugunsten von Maxi auszusagen, was seine Beziehung mit Alexandra rettet. Dennoch kann Christoph nicht vergessen, was Maxi ihm – ungewollt oder nicht – angetan hat. Mit großer Skepsis beobachtet er nun deren neuerlichen Werdegang im Fürstenhof.

#### Alexandra und Markus Schwarzbach
Die Schwarzbachs sind Anteilseigner des Fürstenhofs und im Vergleich zu den Saalfelds noch relativ neu in der Geschäftsleitung des Hotels. Die Ehe von Alexandra und Markus, aus der scheinbar drei Kinder hervorgingen – Eleni, Vroni und Noah –, gerät durch Alexandras Liebe für Christoph in die Brüche. Doch nicht nur das: Alexandra offenbart ein jahrelang wohlgehütetes Geheimnis – Eleni ist in Wahrheit nicht Markus' Tochter, sondern Christophs. Einen schweren Schicksalsschlag erleben sie zudem, als ihre Tochter Vroni an den Folgen eines Motorradunfalls verstirbt. Einige Zeit später findet Markus in Katja Saalfeld eine neue Beziehungspartnerin und begegnet in Bichlheim außerdem seinem unehelichen Sohn Vincent Ritter, von dem er einst nichts wissen wollte. Doch mit der Zeit finden Vater und Sohn zueinander. Zu Katjas Tochter Maxi hat Markus ein gutes Verhältnis und gerne unterstützt er deren Karriere im Fürstenhof. Auch Alexandra ist Maxi – trotz deren schwerwiegenden Fehlers, der Christoph beinahe das Leben kostete – nicht abgeneigt, vor allem da sie der Auffassung ist, dass Maxi durch die anhaltenden Streitereien von Christoph und Markus in Mitleidenschaft gezogen wurde und nie in böser Absicht, sondern stattdessen unüberlegt und mit dem Interesse des Schutzes ihrer Mutter, gehandelt hat.

#### Hildegard und Alfons Sonnbichler
Die Sonnbichlers sind seit Jahrzehnten am Fürstenhof angestellt, sie in der Küche als Souschefin und er als höchst korrekter Chefportier. Alfons genießt ein besonderes Vertrauensverhältnis zu den Saalfelds, nicht zuletzt deswegen, weil er in Jugendjahren mit Charlotte Saalfeld liiert war und Alexander deren gemeinsamer Sohn ist. Durch ihn hat Alfons mit Hannah und Leander Saalfeld auch zwei Enkelkinder im Saalfeld-Clan. Hildegard engagiert sich im Gemeinderat und war Kandidatin für das Bürgermeisteramt. Ihr gemeinsames Kind ist Marie, die allerdings den Fürstenhof verlassen hat und mit ihrem Mann Hendrik Bruckner ein Bogensportgeschäft in London führt; aus der Ehe der beiden ist ein Sohn, Finn, und damit Enkel der Sonnbichlers hervorgegangen. Daneben lebt eine uneheliche und später von den Sonnbichlers adoptierte Tochter Alfons', Melli, bei ihrer Tochter und Alfons' Enkelin Clara und deren Mann Adrian in Tokyo. Ferner gibt es mit Nora und Jonas Dammann eine Nichte und einen Großneffen auf Hildegards Seite. Alfons hat einen ihm zum Verwechseln ähnlich aussehenden Halbbruder, Gustl Moosburger, der eine Zeit lang mit Hildegards wie sie aus Lübeck stammender Schwester Käthe Hansen liiert war. Alfons empfindet sie als sehr anstrengend und versucht sich vor Besuchen bei ihr zu drücken.
Aufgrund ihres warmen Charakters, ihrer Lebenserfahrung und Stellung im Hotel sind die Sonnbichlers gefragte Ansprechpartner für andere Bichlheimer, die Hilfe oder einfach einen guten Rat gebrauchen können. So begleiten sie etwa so manche Liebesgeschichte oder kommentieren unter sich die Geschehnisse im Hotel. Dies geschieht nicht selten, wenn Hildegard ihrem Alfons Kaffee und Kuchen an die Rezeption schmuggelt, in der Erwartung, dass er dort wieder das Eine oder Andere mitbekommen hat. Kleinere Reibereien zwischen den beiden entstehen zuweilen dadurch, dass Hildegard sich manchmal zu sehr in anderer Leute Angelegenheiten einmischen will, was Alfons nicht immer begrüßt, auch aus Professionalitätsgründen, wenn etwa der laufende Hotelbetrieb tangiert wird. Gern lassen sie andere bei sich zur Miete oder, falls kurzfristig, auch unentgeltlich bei sich wohnen. Eine Zeit lang führten sie ihr Haus aus finanzieller Notwendigkeit auch als Pension. Trotz steigenden Alters und möglichen Rentenbezugs arbeiten die Sonnbichlers weiter für den Fürstenhof, sind im Gemeindeleben aktiv und waren mehrere Jahre zusätzlich Eigentümer von Burger Bräu.

#### Dr. Michael Niederbühl
Michael kommt an den Fürstenhof, um die Praxis der nach Kanada ausgewanderten Evelyn Konopka zu übernehmen; bereits sein Vater Korbinian war zu seiner Zeit Hausarzt der Saalfelds. Michael ist ebenfalls als Allgemeinmediziner tätig, nimmt im Krankenhaus allerdings auch chirurgische Eingriffe vor. Bei einem One-Night-Stand mit Tanja Liebertz im Rahmen eines Waldfestes wurde sein Sohn Fabien gezeugt. Michaels ältere Tochter Debbie entstammt der früheren Beziehung mit einer Amerikanerin. Debbie stattete ihrem Vater einmal einen mehrwöchigen Besuch ab, wobei sie mit dem Bruder von Roberts Frau Eva, Jacob Krendlinger, anbandelte und mit ihm nach Italien ging. Fabien wuchs als kleiner Junge für ein paar Jahre in Bichlheim bei Tanja und ihrem damaligen Mann Nils Heinemann einerseits und Michael andererseits als Patchwork-Familie auf. Als Jugendlicher zurückgekehrt, lebte er mit Michael und der mit diesem verheiratet gewesenen Natascha zusammen im Scheunenhaus. Fabien verliebte sich in Roberts Tochter Valentina und verließ mit ihr schließlich ebenfalls den Fürstenhof. Michaels engste Freunde sind Robert und André. Besonders erinnerungswürdig an Michaels Leben in Bichlheim sind seine beiden längsten Liebesgeschichten mit Natascha und Rosalie sowie eine vorübergegangene Blindheit und besiegte Tablettensucht, in die er sich aufgrund eines vermeintlich begangenen Arztfehlers flüchtete. Nach einem erneuten gescheiterten Versuch einer Beziehung mit Rosalie und einer relativ kurzen Romanze mit seiner alten Studienkollegin Carolin Lamprecht führte Michael zuletzt eine Beziehung mit Nicole Alves. Mittlerweile leidet Michael an der unheilbaren Krankheit Manus Immobilis, die seine linke Hand zusehends lähmt und seinen Arbeitsalltag als Arzt grundlegend auf die Probe stellt.

#### Dr. Vincent Ritter
Der warmherzige und intelligente Vincent kommt nach Bichlheim, um dort als Tierarzt zu arbeiten. Hier lernt er seinen leiblichen Vater kennen – Markus Schwarzbach. Er verliebt sich sofort in die junge Pferdeliebhaberin Ana Alves, aber sie hat nur Augen für den verschlagenen Geschäftsführer Philipp Brandes. Nach langem Hin und Her und einer aufrichtigen Läuterung Philipps muss Vincent sich jedoch geschlagen geben – Ana heiratet Philipp. Doch für Vincent gibt es auch Grund zur Freude: Mit seiner Mitbewohnerin Maxi Saalfeld entwickelt Vincent eine Art stiefgeschwisterliche Beziehung – ist doch sein Vater Markus mit Maxis Mutter Katja liiert. Und auch sein bester Freund aus seiner Jugendzeit, Henry Sydow, kommt nach Bichlheim.

#### Erik Klee
Erik Klee (geb. Vogt) ist der derzeitige Restaurantleiter im Fürstenhof. Nach seiner Ankunft am Fürstenhof und dem Antritt der Stelle als PR-Manager erfährt er, dass er zur Familie Saalfeld gehört, wodurch ihm und seinem Bruder Florian Landrechte zustehen. Er warf ein Auge auf die intrigante Ariane Kalenberg und wurde schnell zu deren Liebhaber und Komplizen. Nach zahlreichen Intrigen gegen die Saalfelds kam Eriks Mitschuld am Finanzskandal ans Licht, der vier Jahre zuvor dazu geführt hatte, dass Cornelius von Thalheim verdächtigt wurde und eine neue Identität annehmen sowie untertauchen musste. Aufgrund dessen wurde Erik zu einer Bewährungsstrafe verurteilt. Es wurde angenommen, dass er der leibliche Vater von Yvonne Klees Tochter Josie ist, aber selbst nachdem sich herausstellte, dass er es nicht ist, blieben sie einander nahe und sie erlaubte Erik, sie zu adoptieren. Derzeit ist er mit Yvonne verheiratet.

#### Yvonne Klee
Yvonne Klee ist Barchefin des Fürstenhofs. Sie kommt nach Bichlheim, um ihre Tochter Josie zu besuchen. Yvonne war eine junge Mutter, und obwohl sie ihre Tochter liebt, störte die Verantwortung für ein kleines Kind ihren Lebensplan. Deshalb verbrachte Josie einen Großteil ihrer Kindheit bei ihrer Oma. Yvonne und Josie haben deshalb eine komplizierte Beziehung, aber Yvonne hofft, dass sie die verlorene Zeit wieder gutmachen kann. Sie trifft ihren Ex-Freund Erik Vogt und verrät, dass er Josies Vater ist, was sich jedoch später als unwahr herausstellt. Yvonne beginnt eine Beziehung mit Christoph Saalfeld, die jedoch nicht von Dauer ist, da er kein Interesse an einer ernsthaften Beziehung hat. Erik und Yvonne verlieben sich erneut. Bei Yvonne wird Brustkrebs diagnostiziert, aber glücklicherweise erholt sie sich nach der Behandlung. Yvonne und Erik verloben sich, doch kurz vor ihrer Hochzeit schläft Yvonne mit Christoph. Die Wahrheit kommt nach der Hochzeit ans Licht, aber Erik vergibt seiner Frau.

### Weitere handlungstragende Rollen
Die Geschichten der 21. Staffel handeln auch von der Fitnesstrainerin Lale Ceylan, der Köchin Greta Bergmann, dem Restaurantbesitzer Luis Sommer, Beauty-Salon-Chef Miro Falk und Anderen in Neben- sowie Gastrollen mit teilweise unregelmäßigen Auftritten.

## Geschichte der Hauptprotagonistenpaare
Im Folgenden wird auf den Haupthandlungsstrang der jeweiligen Staffel eingegangen. Es handelt sich nicht um Gesamtinhaltsangaben, sondern Zusammenfassungen unter Schilderung von Höhepunkten oder für etwaige Grundkonflikte des Paars beispielhafte Auszüge aus dem Gesamtwerk. Auch wird an dieser Stelle auf das Vorkommen der Figuren in Nebengeschichten und die Auswirkungen von deren Verläufen auf die Protagonistenstory hingewiesen. Die Folgenangaben markieren den Zeitraum von der ersten Begegnung des Paares bis zum Abschied aus der Serie (Gastauftritte ausgenommen) und damit faktisch Anfang und Ende der Liebesgeschichte.

### Folge 1–313: Laura Mahler und Alexander Saalfeld
Laura Mahler, Dessertköchin, reist nach München, nachdem sie ihren Verlobten Lars in flagranti mit einer anderen Frau erwischt hat. Dort will sie ihre beste Freundin Tanja Liebertz überraschen und einen Neuanfang wagen. Als sie Tanja nicht auffinden kann, verbringt sie ihren Tag in der Stadt und trifft im Englischen Garten unverhofft auf Alexander Saalfeld, den Junior-Chef des familieneigenen Fünf-Sterne-Hotels Fürstenhof, und verliebt sich auf einen Schlag in ihn – und er sich in sie. Die beiden verbringen einen schönen Tag und verabreden sich zu einem erneuten Treffen – doch Alexander erscheint nicht. Als Laura daraufhin herausfindet, wo Tanja mittlerweile arbeitet, sucht sie sie dort auf – im Fürstenhof. Die Überraschung ist groß, als sie dort ganz zufällig wieder Alexander begegnet. Im Hotel findet Laura wenig später eine Anstellung als Küchenhilfe.
Laura und Alexander haben eine schöne Zeit zusammen, nachdem sie sich wieder getroffen haben. Doch Laura ahnt nicht, dass Alexander nicht ganz ehrlich zu ihr ist, und so sitzt der Schock umso tiefer, als plötzlich Alexanders Verlobte Katharina Klinker-Emden im Hotel eintrifft. Alexanders Familie und auch die intrigante PR-Managerin Cora Franke, die zugleich die Geliebte des Hotelchefs Werner Saalfeld ist und sich längst als zukünftige Frau Saalfeld an dessen Seite sieht, hegen ein großes Interesse an der Hochzeit von Alexander und Katharina, denn eine Fusion des Fürstenhofs mit der Klinker-Emden-Hotelgruppe ist in Planung. Laura lernt kurz darauf Alexanders Vater Werner kennen und es stellt sich heraus, dass Lauras verstorbene Mutter Susanne Mahler Werners Jugendliebe war. Cora fürchtet, als Werners Geliebte von Laura verdrängt werden zu können und beginnt gegen sie zu intrigieren. Doch Werner vermutet unterdessen, dass Laura seine Tochter sein könnte, und gibt einen Vaterschaftstest in Auftrag. Er ahnt nicht, dass seine Frau Charlotte ebenfalls ein Geheimnis hütet: Alexander ist nicht Werners Sohn, sondern der von Chefportier Alfons Sonnbichler. Und tatsächlich: Werners Vaterschaftstest ist positiv. Während Charlotte ihren Mann über Alexander im Unklaren lässt, erzählt Werner ihr, dass Laura seine Tochter ist. Die beiden ahnen nichts von Lauras und Alexanders Romanze und beschließen, die Wahrheit für sich zu behalten.
Alexander verkündet kurz darauf, dass er Katharina nicht mehr heiraten will. Cora, die um die Hotelfusion fürchtet, verursacht deshalb mit ihrem Handlanger Andreas Wagner einen Reitunfall von Katharina, der sie erblinden lässt. Dadurch erhofft sie sich, Alexander durch sein Mitleid für seine Ex-Verlobte wieder in deren Arme zurückzuführen. Dieser Plan geht zunächst nicht auf. Katharina hört schließlich ein Gespräch von Laura und Alexander und begreift, dass die beiden ein heimliches Liebespaar sind. Als sie wieder sehen kann, beschließt sie deshalb, allen weiter die Blinde vorzuspielen. Cora merkt schon bald, dass Katharina wieder sehen kann, und bekräftigt sie in ihrem Vorhaben. Tatsächlich gelingt es ihr, Alexander zurückzugewinnen. Als Lauras Ex-Verlobter Lars Hoffmann im Fürstenhof auftaucht und Laura zurückerobern will, flieht sie in seine Arme, da eine Beziehung mit Alexander unmöglich scheint. Doch als sie heiraten wollen, rennt Laura aus der Kapelle und lässt den verletzten Lars vor dem Traualtar stehen. Laura und Alexander finden insgeheim wieder zueinander. Als Werner schließlich schockiert vom Verhältnis von Laura und Alexander erfährt, offenbart er, dass er Lauras Vater ist. Schmerzlich müssen Laura und Alexander akzeptieren, dass sie vermeintlich Geschwister sind und nicht zusammen sein können.
Kurz darauf erlebt Laura einen weiteren Schicksalsschlag: Ihr Ziehvater Peter Mahler kommt an den Fürstenhof und will sich an Werner rächen, für dessen DDR-Flucht – bei der ein Wachmann zu Tode kam – er jahrelang unschuldig im Gefängnis saß. Von Werners Fluchthelfer hat er eine schriftliche Zeugenaussage, die besagt, Werner habe den Wachmann absichtlich getötet. Er erpresst Werner und will ihn dazu zwingen, Laura den Fürstenhof zu überschreiben. Cora kann das nicht zulassen und schmiedet mit Andreas einen kaltblütigen Plan, um Peter loszuwerden: Andreas ermordet ihn. Als Andreas wenig später versucht, Cora mit ihrer Mittäterschaft zu erpressen, bezahlt auch er mit seinem Leben. Kurz darauf geht ein weiterer Plan von Cora auf, denn Alexander und Katharina heiraten und die Fusion mit der Klinker-Emden-Hotelgruppe wird durchgeführt. Während sich Alexander mit Katharina in die Flitterwochen verabschiedet, reist Laura auf Werners Initiative nach Brüssel, um dort bei einem Praktikum in einer renommierten Confiserie ein wenig Abstand von den Dramen der vergangenen Wochen zu gewinnen. In ihrer Abwesenheit fliegt Werners Affäre mit Cora auf, woraufhin Werner, der unterdessen hinter Coras Machenschaften gekommen ist, sie mit einer Falle des Mordes überführt. Als Laura und Alexander zurückkehren, erfahren sie entsetzt von den Geschehnissen und dem Skandal in den Medien.
Alexander hat kurz darauf einen lebensgefährlichen Unfall: Im Streit versucht er seinen angetrunkenen Bruder Robert daran zu hindern, mit dem Auto loszufahren, und wird dabei angefahren. Am nächsten Tag wacht Alexander nicht mehr auf und wird mit einer Hirnblutung ins Krankenhaus eingeliefert. Dort fällt Alexander ins Koma. Laura kümmert sich daraufhin um ihren vermeintlichen Bruder, gerät jedoch immer wieder mit der eifersüchtigen Katharina aneinander, die ihr sogar das Besuchsrecht verweigern will. Im Krankenhaus lernt sie außerdem den sympathischen Christian Deville kennen, dessen Frau Sophia ebenfalls im Koma liegt. In der Nacht, in der Alexander wieder aufwacht, verstirbt Sophia. Laura und Christian, der am Fürstenhof als Haustechniker anfängt, nähern sich in der darauffolgenden Zeit an, was zeitweise zu Konflikten zwischen Laura und Tanja, die ebenfalls ein Auge auf Christian wirft, führt.
Charlotte, die sich aufgrund der Affäre von Werner getrennt hat, will kurz darauf nach Afrika reisen. Auf dem Weg dorthin stürzt sie jedoch mit dem Flugzeug ab und wird für tot gehalten. Durch Charlottes Tagebuch erfährt Werner schließlich, dass Alexander nicht sein Sohn ist. Alfons hat es noch von Charlotte erfahren. Die beiden beschließen, die Vergangenheit ruhen zu lassen und die Wahrheit für sich zu behalten. Unterdessen kommt Christians Schwägerin Helen Marinelli an den Fürstenhof. Helen und Christian verbindet ein dunkles Geheimnis: Nach ihrer Ankunft stellt sich heraus, dass Christian in Wahrheit Gregor Bergmeister heißt und Arzt ist. Der echte Christian ist tot; er wurde von der verstorbenen Sophia in Notwehr getötet. Um sie zu schützen, entschieden Gregor und Helen damals, Christians Leiche verschwinden zu lassen und Gregor nahm Christians Identität an. Helen hat die damaligen Geschehnisse jedoch nie wirklich verarbeitet und eine Psychose entwickelt. Vergeblich versucht Helen mit allen Mitteln, Gregor für sich zu gewinnen. Katharina indes verliebt sich bei ihrer Arbeit als Galeristin unerwartet in den Künstler Sven Maiwald und beginnt ein Verhältnis mit ihm. Alexander und Katharina trennen sich, woraufhin Katharina mit Sven den Fürstenhof verlässt. Laura und Gregor verloben sich schließlich und planen ihre Hochzeit.
Unterdessen fängt Helen eine Affäre mit Alexander an und wird schwanger von ihm. Doch auch Laura landet bei einem Seitensprung mit Alexander im Bett und wird schwanger – von ihrem Bruder, wie sie glauben muss. Alexander erzählt Alfons im Vertrauen davon, woraufhin Alfons in die Kirche geht und im Gebet verzweifelt über seine heimliche Vaterschaft spricht. Ausgerechnet Gregor betritt währenddessen die Kirche und hört alles mit. Durch ihn erfährt Laura schließlich die Wahrheit. Laura trennt sich von Gregor und kommt mit Alexander zusammen. Helen, die ihr Kind verloren hat, steigert sich unterdessen immer weiter in ihren Wahn. Am Tag der geplanten Hochzeit von Laura und Alexander entführt sie Laura in ein Verlies, weil sie der festen Überzeugung ist, dass das Kind in Lauras Bauch ihr gehört. Sie will Laura bis zur Geburt gefangen halten, ihr das Kind anschließend wegnehmen und Laura umbringen. Laura gelingt die Flucht, wird aber im Wald von Helen entdeckt und erneut überwältigt. Zurück im Verlies entzündet sich durch den Defekt einer Lampe ein Feuer. Alexander findet und rettet Laura im letzten Moment und bringt sie mit einer Rauchvergiftung ins Krankenhaus. Wieder genesen begeht Laura mit Alexander ihre Hochzeit. Helen holt unterdessen zum letzten Schlag aus und will mit einer Pistole bewaffnet in die Kapelle stürmen und Laura erneut entführen. Doch Gregor stellt sich ihr in den Weg und bewegt sie dazu, ihm die Waffe zu geben. Helen wird daraufhin verhaftet und in eine Psychiatrie eingewiesen. Laura und Alexander gehen nach ihrer Hochzeit nach Brüssel, wo Alexander einen Geschäftsführerposten und Laura eine Stelle als Confiseurin bei einem berühmten Pâtissier antritt.
Zwischendurch kehrt Alexander noch einmal zum Fürstenhof zurück, um die Scheidungspapiere für Werner und Charlotte zu überbringen. Wenige Wochen später kommt das gemeinsame Kind von Laura und Alexander zur Welt: Hannah Saalfeld. Als Alexanders Bruder Robert ins Koma fällt, bangt er persönlich vor Ort mit der Familie um sein Leben. Zwei Jahre später kommt auch Laura noch einmal zu einer Jubiläumsfeier an den Fürstenhof, wo sie ihre Halbschwester Sandra kennenlernt. Bei einem weiteren Besuch allein infiziert Alexander sich mit einem hochgefährlichen Virus und das Hotel wird unter Quarantäne gestellt. Zum großen Glück seiner Familie kann Alexander gerettet werden. Zurück bei Laura in Brüssel, bringt diese ihr beider zweites Kind zur Welt: Peter (Alfons Werner) Saalfeld, benannt nach seinen Großvätern, insbesondere Lauras verstorbenem Stiefvater. Abermalige Besuche von Alexander haben die Hochzeit seiner Mutter Charlotte mit Friedrich Stahl und den 75-jährigen Geburtstag seines gesetzlichen Vaters Werner zum Anlass. Ihr Sohn Peter, der inzwischen den Rufnamen Leander – eine Zusammensetzung der Vornamen seiner Eltern – trägt, kommt Jahre später selbst an den Fürstenhof, wo auch er um seine große Liebe kämpfen muss (siehe Eleni und Leander).

### Folge 189–520: Miriam von Heidenberg und Robert Saalfeld
Miriam von Heidenberg kommt, auf einen Rollstuhl angewiesen, mit ihrer Stiefmutter Barbara an den Fürstenhof. Robert Saalfeld, Spitzenkoch und Küchenchef des Hotels, ist der gemeinsame leibliche Sohn von Charlotte und Werner. Miriam und Robert verlieben sich sofort ineinander – zum Missfallen von Miriams im Hotel anheuernder Jugendliebe Felix Tarrasch und vor allem Barbara. Diese hat einst Miriams Vater umgebracht, um an sein Vermögen zu kommen. Wolfgang von Heidenberg hat jedoch Miriam als Alleinerbin eingesetzt – unter der Voraussetzung, dass sie vor Vollendung ihres 25. Lebensjahres heiratet. So versucht Barbara mit allen Mitteln eine Hochzeit vor Ablauf der Frist zu verhindern. Zwar heiratet Miriam dennoch rechtzeitig – allerdings ist es Felix, mit dem sie die Ehe eingeht. Doch die Liebe von Miriam und Robert bricht sich trotz dieses eingegangenen Lebensbundes Bahn. Es stellt sich heraus, dass Miriams Behinderung durch ein Trauma bedingt ist. Als dieses mit den wahren Hintergründen von Wolfgangs Tod aufgearbeitet wird, gelingt es Miriam wieder auf den eigenen Beinen zu stehen. Noch vor ihrer ordnungsgemäßen Scheidung feiern sie und Robert eine symbolische Hochzeit und ziehen nach Paris, wo Miriam eine Stelle als Parfümeurin annimmt und Robert ein kleines Restaurant eröffnet.
Einige Zeit später kehrt Miriam für einige Tage an den Fürstenhof zurück, um sich von Felix scheiden zu lassen. Robert kommt zusammen mit Laura zur Jubiläumsfeier des Hotels, wo er auch seine Halbschwester Sandra kennenlernt. Bei seiner Abreise verkündet er, dass Miriam und er eine Tochter erwarten. Eine weitere Rückkehr von ihm erfolgt zwecks Aussage in einem Prozess gegen Barbara. Nur wenige Wochen später geschieht eine Tragödie, die Robert wieder dauerhaft zu seinem Elternhaus führt: Miriam stirbt bei der Geburt des gemeinsamen Kindes Valentina. In tiefer Trauer begräbt er seine Frau in Bichlheim.

### Folge 356–704: Samia Obote und Gregor Bergmeister
Gregor, der anfangs unter falschem Namen im Fürstenhof als Hausmeister angestellt wird geht mit Laura Mahler eine Beziehung ein und beide wollen eigentlich heiraten. Seine Schwägerin Helen steht jedoch zwischen ihnen, ebenso wie Lauras Gefühle für Alexander, sodass die Verbindung letztendlich zerbricht.
Samia Obote ist illegal nach Deutschland gereist, um sich vor ihrem herrschsüchtigen Vater zu verstecken, der sie mit einem Viehhändler zwangsverheiraten will, und findet bei Charlotte Saalfeld Zuflucht, der sie einst das Leben gerettet hat. Mit der Zeit verlieben sich Samia und Gregor ineinander, doch Gregor beginnt aus verschiedenen Gründen ein Verhältnis mit Leonie Preisinger, die er schnell an Marc Kohlweyer verliert. Für Samias und Gregors Liebe scheint sich Alles zum Guten zu wenden, bis Joshua, Samias Vater, von Fiona Marquardt in Zusammenhang mit einem Diamantraub erschlagen wird und der Verdacht auf Gregor fällt. Mit der ermittelnden Kommissarin Jana Schneider kommt Gregor erneut mit einer anderen Frau als Samia zusammen. Schließlich sogar von Gregor schwanger, erleidet Jana eine Fehlgeburt aufgrund einer Gebärmutteranomalie. Nach einiger Zeit geht Samia ihrerseits eine Liaison mit André Konopkas Sohn Simon ein. Am Tag der Hochzeit kann sie ihre Gefühle für Gregor allerdings nicht mehr verleugnen und verlässt Simon. Nachdem sich der Tatverdacht gegen Gregor nicht bestätigt hat und er und Jana sich voneinander entfremdet haben, geben Samia und Gregor sich auf einer romantischen Hochzeit an Bord eines Dampfers das Ja-Wort und brechen endlich in ein neues Leben gen Afrika auf.
Nach einigen Jahren kommt Gregor noch einmal zu Besuch an den Fürstenhof.

### Folge 590–914: Emma Strobl und Felix Saalfeld
Emma Strobl, Zimmermädchen im Fürstenhof, hat sich schon bei der ersten Begegnung mit Elisabeth Saalfelds und Johann Grubers Sohn Felix, der damals Restaurantleiter im Hotel war, in ihn verliebt. Nachdem die beiden auf der Hochzeit von Samia und Gregor miteinander getanzt haben, verliebt sich Felix jedoch Hals über Kopf in Emmas intrigante Halbschwester Rosalie Engel. Als Geschäftsführer und vor allem Anteilseigner ist Felix eine gute Partie für Rosalie und so lässt sie zwischen ihnen beiden nichts anbrennen. Auf Emma will sie keine Rücksicht nehmen, zumal diese von ihrem leiblichen und Rosalies Stiefvater stets mehr Liebe erfahren hat. Felix braucht Monate, um zu begreifen, dass Rosalie ihn bloß ausnutzt, erkennt es aber doch noch – und entwickelt Gefühle für Emma. Die hängt Felix umgekehrt noch lange nach, bis sie eine Beziehung mit Ben Sponheim eingeht.
Emmas und Felix' Geschichte wird auch von den Entwicklungen um Bens leibliche Mutter Barbara von Heidenberg am Fürstenhof getragen. Infolge einer Amnesie als Sylvia Wielander ins Hotel zurückgekehrt, findet sie ihr Gedächtnis wieder. Ganz die Alte, will sie Werner mit einem wiederum ihn vergesslich machenden Gift in den Wahnsinn treiben. Als sie von Emma enttarnt wird, sperrt sie sie und Felix in ein Kraftwerk, wo die beiden, ihr Ende kommen sehend, reinen Tisch machen und einander ihre Liebe gestehen. Sie werden gerettet und trennen sich von ihren Partnern. Während Ben einsehen muss, dass er Emma nicht halten kann, reißt Rosalie noch einmal alle Register und täuscht Felix eine Schwangerschaft vor. Will er sie anfangs noch als verantwortungsbewusster Vater heiraten, lässt Felix im letzten Moment von dem Plan ab und macht Rosalie klar, dass er sich nicht von ihr mit dem Kind erpressen lässt und sie auch als getrennt lebende Eltern gut für es sorgen können. An ihrer statt ehelicht er Emma. Im Trubel der Hochzeit schafft es die nicht geladene Rosalie, sich mit Emma von den anderen Anwesenden unbemerkt in ein Auto zu setzen, um Emma und sich damit umzubringen. Trotz aller Vergehen von Rosalie findet Emma liebevolle Worte für ihre Schwester, die Emma daraufhin den Autoschlüssel übergibt. Emma und Felix beginnen gemeinsam ein neues Leben in Kanada bei Felix’ Vater Johann.
Im darauffolgenden Winter statten Felix und die inzwischen schwangere Emma dem Fürstenhof einen kleinen Besuch ab, in dessen Zuge Emma vom Schicksal der ins Koma gefallenen Rosalie erfährt. Im Krankenhaus verzeiht sie ihrer Schwester endgültig. Etwa ein halbes Jahr später bringt Emma ihre beiden Söhne Max und Moritz zur Welt. Für eine Modenschau-Präsentation kehren Emma und Felix Jahre danach für kurze Zeit erneut an den Fürstenhof zurück.

### Folge 897–1117: Annika Bruckner, Sandra Ostermeyer und Lukas Zastrow
Nachdem kurz vor dem Weggang von Emma und Felix ans Licht gekommen ist, dass Cosima Zastrow, Dr. Korbinian Niederbühls Haushälterin, bei ihrer Geburt wegen ihres Herzfehlers mit Charlotte Saalfeld vertauscht wurde und sie somit die einzige noch lebende Tochter von Ludwig Saalfeld ist, kommt ihr Sohn Lukas an den Fürstenhof, zu dessen Geschäftsführer er ernannt wird. Im Hotel trifft er auf seine ehemalige Klassenkameradin Annika Bruckner, die sich aus seiner Sicht vom hässlichen Entlein in einen schönen Schwan verwandelt hat. Annika bereitet sich zusammen mit ihrem Zwillingsbruder Hendrik auf die nächsten Weltmeisterschaften im Bogenschießen vor und jobbt im Hotelrestaurant als Beiköchin. Lukas ist von Annika bezaubert, schon bald auch charakterlich. Mit viel Mühe von der Aufrichtigkeit seiner Gefühle überzeugt, geht Annika eine Beziehung mit Lukas ein. Da wird sie in einen von Lukas verschuldeten Verkehrsunfall verwickelt und stirbt an überraschenden Spätfolgen im Krankenhaus. Dort lernt Lukas die lebensfrohe Sandra Ostermeyer kennen, der die Ärzte aufgrund einer Herzinsuffizienz nur noch wenige Tage geben. Als sie nach Annikas Tod deren Herz transplantiert bekommt, sitzt Lukas an ihrem Bett und gesteht Annika seine Liebe. Sandra, von ihm für schlafend gehalten, hört seine Worte und ist tief berührt.
Als Sandra ihre Reha am Fürstenhof auf Einladung von Werner Saalfeld, einem guten alten Bekannten ihrer Mutter Astrid, beginnt, stellt sich heraus, dass sie Werners Tochter ist. Ist es zunächst Lukas' Trauer um Annika, die einer Liebe mit Sandra im Wege steht, geraten Sandra und Lukas später im Krieg ihrer beiden Elternhäuser als „echte“ und „falsche“ Saalfelds zwischen die Fronten und Sandra verliert durch Intrigen von Cosima und der ebenfalls an Lukas interessierten Rosalie das Vertrauen zu ihm. Ausgerechnet unmittelbar nach seiner Trauung mit Rosalie finden Sandra und Lukas wieder zueinander. Rosalie, die nach ihren Erfahrungen mit Felix nicht wieder an einer offenkundig unerreichbaren Liebe festhalten will, zeigt sich relativ gefasst. Sie will ihre Zelte in Bichlheim abbrechen und nach Nizza gehen. Cosima, die die Anteile am Hotel haltende Rosalie mit Lukas verheiraten wollte, um das Eigentum mit dem ihren zu bündeln, sieht rot. Um eine Scheidung von Lukas zu verhindern, verübt sie einen Mordanschlag auf Rosalie, der ihr zwar nicht glückt, in dessen Folge Rosalie aber für mehrere Monate komatös wird. Als Lukas ins Visier der Ermittler gerät, beschafft Cosima ihrem Sohn und damit auch sich selbst ein falsches Alibi. Ihre Verachtung für Sandra kennt keine Grenzen, sodass sie diese sogar mit einer möglichen Revidierung ihrer Falschaussage dazu erpresst, Lukas zu verlassen. Erst als sich herausstellt, dass Sandra von Lukas schwanger ist, lässt Cosima von ihrer Erpressung ab. Mit ihrem transplantierten Herz geht Sandra eine Hochrisikoschwangerschaft ein und verliert, trotzdem daran festhaltend, ihr Kind.
In dieser Zeit taucht Lukas’ Vater Götz am Fürstenhof auf, der Cosima vor Jahren verlassen, nun aber von ihrem neuen Reichtum erfahren hat. Als er mitbekommt, wie Sandra und Lukas von einer Lawine verschüttet werden, ruft er keine Hilfe und täuscht stattdessen eine Entführung vor, mit der er Cosima und Werner zu erpressen versucht. Auch wenn sich vor allem für Sandra, die dringend ihre Immunsuppressiva braucht, die Lage in der im Schnee versunkenen Hütte zuspitzt, gelingt eine rechtzeitige Rettung, an der sich auch Götz beteiligt, nachdem sein Plan gescheitert ist. Mit Götz' Hilfe, der sie vordergründig im Kampf gegen die anderen Saalfelds unterstützt und ihr seine wiederentdeckte Liebe schwört, gelangt Cosima kurzweilig in den mehrheitlichen Besitz der Fürstenhof-Anteile, von denen sie aber wieder einige abgeben muss, als Werner und Charlotte zum Gegenschlag ausholen. Daneben sieht Cosima sich mit der aus dem Koma erwachten Rosalie konfrontiert. Cosima geriert sich vor ihr als fast schon beste Freundin, kann aber nicht verhindern, dass Rosalie sich an den Anschlag auf sie erinnert und Cosima damit erpresst. Als Cosima auch noch erfahren muss, dass Götz sie mit der von ihm vor Gericht vertretenen Barbara von Heidenberg betrügt, und von ihrem eigenen Sohn verstoßen wird, gibt ihr Herz auf. Im Sterben liegend bittet sie Lukas mit letzten Worten um Verzeihung und erklärt, dass sie den Verlust seines Bruders Markus seinerzeit nicht verkraftet hat und deshalb verbittert wurde. Sandra und Lukas heiraten und gehen gemeinsam ins Riesengebirge nach Tschechien, um ein altes Kloster zu einem neumodischen Öko-Hotel umzubauen. Die beiden adoptieren ein kleines Mädchen namens Anna.
Zu Werners 75. Geburtstag kommt Sandra Jahre später noch einmal zu Besuch an den Fürstenhof.

### Folge 1087–3381: Eva Krendlinger und Robert Saalfeld
Robert Saalfeld gibt nach dem Verlust seiner großen Liebe Miriam sein Restaurant in Paris auf und kehrt mit dem gemeinsamen Baby Valentina als Chefkoch an den Fürstenhof zu seinen Eltern zurück. Wochenlang sieht Robert keinen Sinn mehr im Leben und macht, noch viel tragischer, Valentina für Miriams Tod verantwortlich. Erst das ihm von Werner und Charlotte an die Seite gestellte Kindermädchen Eva Krendlinger, Alfons' neu kennengelernte Nichte, lässt Robert auf besondere Weise die Liebe zu seinem Kind erfahren. Von ihrem Geliebten Götz Zastrow aufgenommen, nistet sich die vor Gericht freigesprochene Barbara von Heidenberg ebenfalls wieder im Hotel ein. Auf Rache an den Saalfelds sinnend und gierig nach Valentinas von Miriam geerbtem Vermögen, sorgt sie dafür, dass Robert aufgrund der anfänglichen Ablehnung von Valentina das Kind vom Jugendamt genommen und es in die Obhut von Alain Briand gegeben wird, einer angeblichen Affäre von Miriam während ihres Lebens mit Robert in Paris und Valentinas vermeintlichem Vater. Obwohl Valentina unter Briand zu verwahrlosen droht, geschieht dem Baby dank Eva nichts weiter, da diese von Briand, das Familiengericht im Nacken, als Nanny weiterbeschäftigt wird. Am Ende erhält Robert das alleinige Sorgerecht zurück.
Eva verliebt sich früh in Robert und erobert ihrerseits, wenn auch schleichend, sein Herz. Als die beiden auf einer Reise nach Verona zusammenkommen, gibt es für ihre Liebe kein Halten mehr. Doch zurück in Bichlheim, muss Robert erkennen, dass er in Wahrheit nie über Miriam hinweggekommen ist. Und als Eva auch noch von ihm schwanger wird, trennt er sich, die traumatische Erfahrung mit Miriams Geburt vor Augen, von ihr. Eva traut den ihren nicht, als sie im Hotelpark ihrer einst ebenfalls verlorenen, totgeglaubten Liebe begegnet: Markus Zastrow, Götz' und Cosimas ältester Sohn, ist nicht wie offiziell verkündet vor elf Jahren bei einem Segelunfall ums Leben gekommen, sondern in Gefangenschaft der italienischen Mafia gewesen. Vor seiner Ankunft am Fürstenhof hat Markus Barbara kennengelernt und, ihren Charakter nicht kennend und nicht wissend, dass er in Bichlheim auf Eva treffen würde, eine Nacht mit ihr verbracht. Barbara wird von ihm schwanger und versucht das Kind Götz anzuhängen, verliert es aber bei einem schweren Treppensturz, für den sie Robert verantwortlich macht, mit dem es unmittelbar zuvor zu einer heftigen Auseinandersetzung kommt. Nach diesem Ereignis wächst ihr Groll gegen Robert und die Saalfelds ins Unermessliche. Als Robert nun doch für Eva und das Kind bereit ist, kommt Eva mit Markus zusammen und Robert zu spät. Nach einer wiederum von ihr erlittenen Fehlgeburt scheint Eva gar nichts mehr bei Robert zu halten. Vereinzelte nahe Momente zwischen ihnen können nicht verhindern, dass Eva und Markus sich verloben.
Weil Götz am Tag der Hochzeit von Barbara ermordet wird, kommt es dennoch nicht zu einer Heirat. Die Beziehung von Eva und Markus wird von da an immer unharmonischer, denn Markus ist von Robert als Täter überzeugt – anders als Eva, die zu Robert hält und ihm sogar dabei hilft, vermeintliche Beweise gegen ihn zu vernichten. Barbara wird lange nicht ernsthaft von der Polizei verdächtigt, da sie sich neben Götz mit einer geringeren Dosis selbst vergiftet und ein handlangender Arzt ihr den Verlust ihres Kindes erst dadurch bescheinigt hat. Eva und Robert finden wieder zusammen, müssen ihr Glück aber verheimlichen: Markus bekommt einen Hirntumor. Damit er den Kampf gegen den Krebs nicht aufgibt, bleibt Eva an seiner Seite und macht ihm weiter Hoffnungen auf eine gemeinsame Zukunft. Von Markus zur Hochzeit gedrängt, muss sie ihm dann die Wahrheit sagen. Daraufhin versucht Markus sich das Leben zu nehmen, wird aber gerettet und findet, auch dank körperlicher Heilung, zu einer optimistischeren Einstellung zurück. Er verlässt Bichlheim Richtung Sylt.
Robert kann seine Unschuld bezüglich Götz' Tod beweisen, doch die Gefahr durch Barbara ist noch nicht gebannt. Erst lässt sie Eva verschleppen, damit Robert nach Miriam seine zweite große Liebe verliert. Weil Eva jedoch von Robert gerettet werden kann, lässt Barbara in einem letzten Vergeltungsakt einen Sprengsatz im Fürstenhof detonieren – es ist der Tag von Evas und Roberts Hochzeit. Bei der Flucht verunglückt sie und wird trotz unauffindbarer Leiche für tot erklärt. Eva und Robert helfen seinen Eltern noch bei den Wiederaufbau- und Renovierungsarbeiten, dann zieht es die frisch Vermählten mit Valentina nach Verona, wo Robert wieder ein Restaurant führen darf – unterstützt von Eva, die selbst auch als Kinderbuchautorin erfolgreich wird.
Als seine Mutter ihr Gedächtnis verliert, kommt Robert nach langer Zeit zu Besuch an den Fürstenhof, um ihr beizustehen – so wie zusammen mit Eva als Gäste auf der zweiten Hochzeit seiner Eltern wenige Monate danach.
Zu einem späteren Zeitpunkt verwaltet Robert vor Ort die Anteile seiner sich in Afrika aufhaltenden Eltern. Als Charlotte Werner verlässt, ergibt sich eine Aufgabe des Restaurants in Italien und eine dauerhafte Rückkehr mit Eva und Valentina zu seinem Vater an den Fürstenhof. Eva und Robert sind nach wie vor sehr glücklich miteinander – einzig mit ihrem unerfüllt gebliebenen Wunsch nach einem eigenen, leiblichen Kind von Robert hadert Eva ab und an, während weiterer Nachwuchs für Robert noch eher entbehrlich ist. Da es irgendwann zu oft nicht geklappt hat, setzt Eva sich mit einem Angebot von Jessica Bronckhorst als mögliche Leihmutter auseinander. Dieses erweist sich aber nicht als zufriedenstellende Lösung. Eva findet sich mit den Dingen, so wie sind, ab und will sich ganz auf Valentina konzentrieren, die für sie als Tochter nicht weniger zählt. Eine von Valentina überstandene Krebserkrankung schweißt die drei als Familie noch mehr zusammen. Dennoch brechen bei Eva ein paar alte Wunden auf, als sie unerwartet Roberts in dessen Jugend gezeugten Sohn Joshua mit seiner Mutter Madeleine kennenlernt.
Mit Erschrecken muss sie feststellen, dass sich ausgerechnet zwischen ihr und Christoph Saalfeld als Erzfeind ihrer Familie eine erotische Anziehung aufbaut. Eva tabuisiert es für sich, Christoph dagegen will sie zur Frau an seiner Seite machen. Rücksichtslos schürt er Roberts Eifersucht und damit Konflikte zwischen ihm und Eva. Die Ehe zeigt sich aber nicht so leicht zu erschüttern. Da stürzen Eva und Christoph auf einer Geschäftsreise mit dem Flugzeug allein über den Karpaten ab. In der Wildnis müssen sie schier ums Überleben kämpfen. Das schicksalhafte Erlebnis schafft eine besondere, auch nach ihrer Rettung anhaltende Verbindung zwischen Eva und Christoph. Weil Eva nach diesen Ereignissen von Panikattacken heimgesucht wird und nur bei Christoph zur Ruhe kommt, nehmen die Streitigkeiten zwischen ihr und dem nicht damit umgehen könnenden Robert zu. Am Tiefpunkt angekommen, zieht es Eva zu Christoph und sie verbringen eine Nacht miteinander. Aus Liebe zu Eva will Robert sie all dem zum Trotz nicht aufgeben. Evas von Christoph bestochener Psychotherapeut versucht ihr allerdings einzureden, dass sie beide nicht mehr miteinander glücklich würden. An ihrem 18. Geburtstag erfährt Valentina von den Eheproblemen ihrer Eltern und dem Grund dafür. Sie betrinkt sich, steigt in ein Shuttle-Fahrzeug des Hotels und übernachtet darin. Als sie am nächsten Morgen Christoph im Dorf sieht, fährt sie ihn, immer noch stark alkoholisiert, an und begeht Fahrerflucht. Nach mehrwöchigem Koma genest Christoph wieder vollständig und Valentina entgeht einer Haftstrafe. Die Hochzeit von Joshua und Christophs Tochter Denise nehmen sich die beiden Saalfeld-Zweige zum Anlass, nach diesem Familiendrama Frieden zu schließen. Vor allem aber gibt Christoph sich geschlagen, als etwas nicht mehr für möglich Gehaltenes eintritt: Eva und Robert erwarten ein Kind! Mit einer romantischen Zeremonie ziehen die beiden einen Schlussstrich unter die letzten Monate und besiegeln ihre Ehe auf ein Neues.
Nach der Geburt von Evas Sohn Emilio stößt sie ihn betreffend auf Ungereimtheiten. Emilio gehört weder ihrer noch Roberts Blutgruppe an. Notgedrungen eröffnet Werner seiner Schwiegertochter, dass er das Ergebnis eines seinerzeit in Auftrag gegebenen Vaterschaftstests hat fälschen lassen und Christoph Emilios Vater ist. Nur so glaubte er Eva bei Robert halten zu können. Werner schwört Eva darauf ein, Robert niemals die Wahrheit zu sagen. Aber das kann Eva nicht und so zerbricht ihre Ehe mit Robert entgegen erneuten Bemühungen beider. Eva verlässt Robert mit Emilio und geht an einen den Saalfelds unbekannten Ort. Christoph bleibt über seine Vaterschaft im Unklaren.

### Folge 1380–1600: Theresa Burger, Moritz van Norden und Konstantin Riedmüller
Nach ihrem abgeschlossenen Studium zur Diplom-Braumeisterin kehrt Theresa Burger aus Berlin in ihre Heimat Bichlheim zurück und findet zu ihrem Entsetzen den familieneigenen Betrieb Burger Bräu heruntergewirtschaftet und verlassen vor. Entgegen der Warnung ihrer besten Freundin aus Kindertagen, der Unternehmensberaterin Gitti König, entschließt sie sich dazu, die Produktion wieder aufzunehmen und die Brauerei zu sanieren. Als sie auf dem Gelände alte Bierfässer reinigt, begegnet sie dem Architekten Moritz van Norden, und beide sind sofort voneinander angetan. Dessen Mutter Doris – Immobilienmaklerin und Eigentümerin der Firma Van Norden Bau – plant in Bichlheim allerdings eine Luxuswohnanlage, wofür sie bereits zahlreiche Grundstücke aufgekauft hat. Da nun lediglich noch die alte Brauerei ihren Plänen im Wege steht, agiert sie hinter dem Rücken der neuen Freundin ihres Sohnes und versucht dem angeschlagenen Betrieb den Todesstoß zu versetzen. In Argentinien erfährt zeitgleich ein junger Mann namens Konstantin Riedmüller nach dem Tod seiner Mutter, dass er als Säugling adoptiert wurde, und reist gegen den Rat seiner Tante nach Deutschland. Als Moritz von angeblichen Begegnungen erfährt, die so nie stattgefunden haben, stellt er sein fremdes Ebenbild auf einer Brücke zur Rede. Dort kommt es schließlich zu einer handgreiflichen Auseinandersetzung, in deren Verlauf Moritz über die Brüstung stürzt und im Fluss verschwindet. Nach langer, erfolgloser Suche beschließt Konstantin sich seiner Schuld zu stellen, schlüpft dann aber, immer noch unter Schock, in die Rolle seines Bruders und muss die Scharade gezwungenermaßen weiterführen. Der bewusstlose und entstellte Moritz wird derweil von der jungen Roma Elena Majoré und ihrem Vater an einem Flussufer gefunden und ins Krankenhaus gebracht. Elena, die über Hildegard eine Stelle als Küchenhilfe im Fürstenhof erhält, überredet einen Schönheitschirurgen, der als Gast im Hotel abgestiegen ist, sich Moritz’ Fall anzunehmen. Mit neuem Gesicht, aber ohne jegliche Erinnerung an sein früheres Leben wird dieser schließlich als „Peter Bach“ entlassen und arbeitet fortan als Hotelgärtner.
Da Werner nicht ihn, sondern Robert als zweiten Hoteldirektor ernennen wollte, probt André erneut den Aufstand gegen seinen älteren Bruder und steigt als Teilhaber in die Brauerei ein, um sich ein zweites Standbein aufzubauen. Daneben gelingt es Theresa, Gittis Vater Julius, den ehemaligen Brauer und Mälzer von Burger Bräu, in den Betrieb zurückzuholen. Dennoch nagen die Trauer um Moritz und Schuldgefühle ihm gegenüber an ihr, da sie sich inzwischen aufrichtig in Konstantin verliebt hat, nachdem dieser sich ihr offenbarte, und ihn heiratet. Als Moritz’ Erinnerung während einer Auseinandersetzung mit Konstantin zurückkehrt, zeigt er Konstantin an, da der ihm die Identität und sein Leben gestohlen hat. Obwohl Doris das Spiel ihres verstoßenen Sohnes schnell durchschaut hatte und ihn anfangs dafür hasste, setzt sie sich nun für Konstantin ein, um ihn kein weiteres Mal zu verlieren, was wiederum Moritz als Verrat auffasst. Erst in der Gerichtsverhandlung siegt die Vernunft über ihn und er gesteht, dass er es war, der Konstantin zuerst angegriffen hat, worauf sein Bruder und Theresa zu Bewährungsstrafen verurteilt werden. Konstantins Tante Pilar, die zu dem Gerichtstermin aus Buenos Aires angereist ist, setzt derweil Doris mit dem Terminkalender ihres ermordeten Bruders Miguel unter Druck, der an seinem Todestag mit ihr verabredet war. Wenig später verübt Doris einen tödlichen Anschlag auf Pilar, dem beinahe Moritz zum Opfer fällt. Da Konstantin auf einem Beweisvideo auftaucht, vermutet Moritz nun, dass ihm sein Bruder weiterhin nach dem Leben trachtet, obwohl beide erst vor kurzem Frieden geschlossen hatten. Als Theresa die Beweise vernichtet, fordert Moritz als Vertrauensbeweis, dass sie mit ihm den Fürstenhof verlässt. Zu diesem Zweck nimmt Theresa das Angebot von Xavers Patentante Nicola Westphal an, in deren Brauerei in Porta Westfalica zu arbeiten, kann sich aber letztendlich nicht von Burger Bräu trennen.
Das Unternehmen gerät erneut in eine Krise, als Doris zunächst Theresas alten Schulfreund, den insolventen Getränkehändler Jan Augustin, zu einem Liefervertrag mit der Brauerei überredet, worauf diese auf der vereinbarten Lieferung sitzen bleibt, und obendrein noch Putzmittel in das erst kürzlich vorgestellte Produkt „Fürstenhof Royal“ kippt. In Verdacht gerät allerdings Nicolas Nichte Kristin Nörtlinger, die bei Burger Bräu ein Praktikum absolviert. Nachdem Konstantin mit einer SMS dafür gesorgt hat, dass sich Theresa und Moritz trennen, findet dieser schnell Gefallen an Kristin, was Theresas Verdacht gegen sie noch schürt. Bei einer Image-Veranstaltung, in deren Rahmen Theresa ihren Namen für die hervorragende Qualität von Burger Bräu verbürgt, taucht überraschend ihr Vater Hans wieder auf, der ein schreckliches Geheimnis vor seiner Tochter verbirgt: Nach dem Tod ihres leiblichen Kindes entführte seine Frau Caroline einst ein Baby aus einem Kinderwagen und tarnte das Verschwinden als tödlichen Unfall. Als Theresa im Wald auf eine Grabplatte mit ihrem Namen stößt, kommt sie ihrem Schicksal allerdings auf die Spur: Über alte Zeitungsberichte zu dem damaligen Unglück nährt sich der Verdacht, dass Theresa Nicolas totgeglaubte Tochter Nina sein könnte. In der Hoffnung auf Gewissheit entschließen sich die beiden zu einem Gentest, der jedoch von Doris manipuliert wird – denn über Kristin, die inzwischen mit Moritz verlobt ist, hat sie es auf Nicolas Vermögen abgesehen. Durch die bevorstehende Hochzeit seines Sohnes verspricht sich Werner nämlich einen Kredit, der den Fürstenhof aus einem Knebelvertrag retten würde, den er sich nach der Explosion abzuschließen gezwungen sah, um seine Anteile nicht in fremde Hände geben zu müssen. Als Nicola vom schuldgeplagten und von Doris unter Druck gesetzten Hans die ganze Wahrheit erfährt und fälschlicherweise annimmt, dass Kristin und Doris bezüglich des Gentests unter einer Decke stecken, regt sie sich während einer Auseinandersetzung mit ihrer Nichte derart auf, dass ihr Aneurysma, an dem sie seit langem leidet, platzt. Ohne sich ihrer Tochter noch offenbaren zu können, stirbt Nicola in Theresas Armen.
Laut Testament ist Kristin gezwungen, innerhalb von drei Monaten einen Mann zu heiraten, der sie aufrichtig liebt, doch Moritz willigt erst nach einem angeblichen Herzinfarkt Werners in eine Ehe ein – und nur unter der Bedingung, dass sich auch Theresa damit einverstanden zeigt, mit der er inzwischen wieder zusammengekommen ist. Als er allerdings wenig später hinter das falsche Spiel seiner Eltern kommt, beschließt er sich zu stellen und die Scheinehe annullieren lassen, weshalb Kristin unter Zeitdruck gerät. Als sie von Pachmeyer den Erbschein erhält, wandelt sie das Brauereivermögen in Diamanten um und versucht sich abzusetzen, doch Doris kommt ihr auf die Schliche und bedroht sie mit einer Waffe. Bei einem Handgemenge löst sich ein Schuss, durch den Kristin verletzt wird, welche wiederum instinktiv die geschockte Doris überwältigt und sie gemeinsam mit Theresa in einen alten Luftschutzkeller auf dem Brauereigelände sperrt. Dort geraten die beiden Frauen in Lebensgefahr, als Kristin, die wegen Doris’ Weigerung, ihre Mitschuld an der ganzen Situation zu gestehen, zunehmend aggressiver wird und versehentlich in eine Gasleitung schießt. Dem Tod ins Auge blickend, gesteht Doris Theresa ihre Intrigen, wodurch Theresa auch endlich von ihrer eigentlichen Herkunft erfährt. Nachdem sich die beiden Frauen versöhnt haben, können sie im letzten Moment von Konstantin und Moritz gerettet werden. Nach Kristins Verhaftung und ihrer späteren Einwilligung in eine Annullierung der Ehe heiraten Moritz und Theresa in der Bergkapelle, in der letztere einst getauft wurde. Kurz darauf erfährt sie allerdings, dass die Westphalia-Brauerei durch Kristins Kapitalabzug in eine ernste Schieflage geraten ist, und entschließt sich nach der Beisetzung der richtigen Theresa Burger auf einem Friedhof, mit Moritz zusammen nach Porta Westfalica zu ziehen und Nicolas Vermächtnis vor dem Ruin zu bewahren.
Werners 75. Geburtstag führt Moritz im Jahr 2018 noch einmal zu Besuch an den Fürstenhof.

### Folge 1570–1814: Marlene Schweitzer und Konstantin Riedmüller
Mit Theresa verliert Konstantin seinen Glauben an die eine wahre, große Liebe. Kurz vor der Hochzeit seines Zwillingsbruders kommt die Pianistin Marlene Schweitzer als Managerin ihrer Mutter, der berühmten Sängerin Natascha, an den Fürstenhof. Wegen eines nach einem Unfall lädierten Beines ist Marlene seit ihrem dritten Lebensjahr auf eine Krücke angewiesen. Bei einer unkonventionellen Begegnung mit dem argentinischen Barkeeper ist es sofort um die junge Frau geschehen. Begeistert, nicht von Marlene, sondern der Idee, ihre Mutter für exklusive Musikabende mit ihr im Hotel zu engagieren, schenkt Konstantin Marlene seine Zeit. Von ihm geführt und wegen ihrer Krücke getragen, tanzen die beiden spontan und ohne Hintergedanken zu Can’t Help Falling in Love – für Marlene ein magischer Moment. Sodann wird ein Vertrag mit Natascha unterschrieben, die sich persönlich im Fürstenhof einfindet, wo sie ihrer eigentlich ramponierten Karriere neuen Auftrieb verleihen will. Deshalb schluckt sie die von ihr so wahrgenommene Provinzialität hier auch eher weniger als mehr subtil herunter. Feuer und Flamme für die schwer zufrieden zu stellende Diva nimmt Konstantin sich ihrer an. Natascha zeigt sich ihrerseits angetan von Konstantins Charme und Temperament. Sie hat offenkundig Gefallen daran, von einem jungen Heißblüter etwas Abwechslung zu bekommen. Marlene erzählt ihrer Mutter von ihren Gefühlen für Konstantin, worauf Natascha zunächst Rücksicht zu nehmen scheint. Dann landet sie allerdings doch mit Konstantin im Bett. Der versteckt sich schnell, als Marlene ins Zimmer kommt – und erfährt gezwungenermaßen durch Mithören eines Gesprächs, wie Marlene für ihn empfindet. Um sich einigermaßen aus der Verlegenheit zu befreien und wenigstens ein sich inzwischen entwickeltes freundschaftliches Verhältnis zu Konstantin wahren zu können, gibt Marlene vor, schnell über Konstantin hinwegzukommen und überhaupt nichts gegen eine Affäre zwischen ihm und Natascha zu haben.
Bei einem Badeausflug mit Freundin Mandy lässt Marlene sich dazu verleiten, ihr Handicap unterschätzend, schwimmen zu gehen. Als sie schon zu ertrinken droht, ist Konstantin zur Stelle und rettet sie. Bei einem anschließenden Krankenhausaufenthalt erfährt Marlene über Dr. Michael Niederbühl von einer neuen Operationsmethode und damit Heilungschancen für ihre Gehbehinderung, steht diesem Vorschlag nach vielen enttäuschenden vormaligen Behandlungen aber zunächst ablehnend gegenüber. Dann gelingt es Konstantin, Marlene zu der gelingenden Operation zu ermutigen. Mit seiner Unterstützung macht Marlene rasch Fortschritte und kann schließlich beide Beine normal bewegen.
Weil Natascha ihre Liebschaft öffentlich zur Schau stellt, versucht Marlene, Konstantin trotz aller schönen Erfahrungen zusammen wirklich und endgültig zu vergessen, und geht eine Beziehung mit Michael ein. Von Natascha unbewusst gepiesackt, lernt Marlene auch im übertragenen Sinne auf eigenen Beinen zu stehen; sie distanziert sich beruflich von ihrer Mutter und will ihre Begabung im Schmuckdesign zum Beruf machen, statt weiter die in Nataschas Schatten spielende Pianistin zu sein. Während Natascha sehr viel von Konstantin nimmt und wenig zurückgibt, tut Michael alles dafür, Marlene glücklich zu machen; schon nach wenigen Monaten wollen die beiden heiraten. Ausgerechnet am geplanten Hochzeitstag findet ein Billardspiel zwischen Konstantin und Marlenes Ex-Freund, dem Billardweltmeister Gonzalo Pastoriza, statt, und Charlotte bricht in der Lobby zusammen – sodass Michael sie medizinisch versorgen muss, die Trauung ins Wasser fällt und Marlene daher der Partie zwischen Konstantin und Gonzalo beiwohnen kann. Marlene ist die Einzige, die auf Konstantin gesetzt hat. Ihr Glaube an ihn verhilft Konstantin zum Sieg. Da Gonzalo neben seiner Ehre auch um einen Kuss von Marlene gewettet hat, ist es Konstantin, der sich diesen im Überschwang der Gefühle ahnungslos von Marlene schenken lässt.
Der erfolgreiche Schmuckdesigner Veit Bergmann nimmt sich ein Zimmer im Fürstenhof und gibt sich als Marlenes Vater zu erkennen, den sie nie kennengelernt hat. Marlene muss dahinterkommen, dass Veit nur auf der Suche nach einer Spenderleber in ihr Leben getreten ist. Nach der Entführung von Marlenes seither vermisstem Halbbruder Karl vor langer Zeit ist Veit gefühlskalt geworden. Marlene beweist Edelmut, indem sie Veit rettet, obwohl sie zuvor auch noch erfährt, dass er Natascha seinerzeit dazu drängen wollte, Marlene abzutreiben. Damit erwärmt Marlene überdies wieder Veits Herz. Die beiden werden unfreiwillig in die Flucht von Konstantins altem Freund Thiago vor einem bewaffneten Drogenboss involviert. Die Dinge spitzen sich derart zu, dass Veits Zustand erneut kritisch wird. Konstantin jedoch wird zum Helden und überwältigt den Verbrecher. Völlig erleichtert, gibt Marlene ihm einen weiteren Kuss, der erwidert wird.
Weil Konstantin sich nach einem anzüglichen Traum von Marlene merkwürdig verhält, vermutet Natascha Gefühle für eine andere Frau. Auch Werner glaubt, dass es Konstantin mit Marlene um mehr als nur Freundschaft geht. Konstantin will das nicht so recht wahrhaben, entwickelt sich die Vertrautheit zwischen Marlene und ihm doch weiter zu unterbewusst. Als Natascha von Konstantin schwanger wird und offen mit dem Gedanken spielt, das Kind abzutreiben, will er stattdessen ihr einen Heiratsantrag machen. Jedoch bringt er die Worte nicht heraus und probt den Antrag ausgerechnet mit Marlene; auf das Ja-Wort folgt der Kuss. Des Kindes wegen hält Konstantin dann um Nataschas Hand an, die sich zu einer Hochzeit bereit erklärt. Sie muss sich eingestehen, Konstantin mehr zu lieben als jeden Mann vor ihm. Da hört Natascha mit, wie Konstantin Werner berichtet, dass sich der geprobte Antrag mit Marlene richtiger angefühlt hat als der echte Antrag mit Natascha. Sie treibt ab und täuscht anschließend eine Fehlgeburt vor.
Noch bevor Konstantin die Wahrheit erfährt, singt Marlene, von ihm auf der Gitarre begleitet in der Pianobar Can’t Help Falling in Love und Konstantin wird endlich klar, wem seine Liebe gilt. Konstantin ärgert sich über sich selbst, weil er Marlene so lange nicht auf diese Art wahrgenommen hat, und glaubt, dass es für ein gemeinsames Glück nun zu spät ist. Kurz darauf überrumpelt Natascha Konstantin mit dem Vorschlag, schnell zu heiraten und ein kleines Mädchen zu adoptieren. Konstantin sagt nichts und lässt die Dinge kommen, bis es fast schon zu spät ist: Wegen seiner starken Gefühle für Marlene lässt Konstantin Natascha vor dem Standesamt stehen, ohne den Grund dafür zu verraten. In ihrer Wut geht Natascha mit einem Messer von hinten auf ihren Ex-Verlobten los, der noch von Michael gewarnt werden kann und daher nur leichte Verletzungen davonträgt.
Als Marlene von Konstantins Gefühlen erfährt, bringt sie es nicht übers Herz, ihre Mutter und Michael zu enttäuschen, und kämpft gegen ihre Liebe an. Außerdem zieht sie in Zweifel, dass Konstantin sich nun ernsthaft in sie verliebt hat. Konstantin erklärt ihr, dass er nach dem Verlust von Theresa lange nicht zur wahren Liebe fähig war, Marlene aber alles verändert hat. Seine Worte berühren Marlene im tiefsten Herzen, aber aus Rücksicht auf Natascha, die auf der bisherigen Tragödie aufbauend auch noch verunfallt und ihre Gesangsstimme verliert, will sie weiter stark bleiben. Konstantin hat für Natascha wenig Mitleid übrig, erst recht, als sie ihn mit Genugtuung von ihrer Abtreibung in Kenntnis setzt.
Werner verschafft Marlene und Konstantin Zeit in einer von allen Problemen abgeschotteten Almhütte, wo sie ihren Gefühlen freien Lauf lassen. Unmittelbar nach ihrer Rückkehr entdecken sie einen Abschiedsbrief von Natascha, in dem sie ihren Selbstmord mitteilt; nach einer Tablettenvergiftung kann ihr rechtzeitig der Magen ausgepumpt werden.
Marlene sieht ein, dass das Unglück nur größer wird, je länger sie mit der Wahrheit hinterm Berg hält, und gesteht Michael, dass sie ihn nicht mehr liebt. Nur aus Sorge um Natascha verzichtet der darauf, Marlene und Konstantin sofort hochgehenzulassen. Doch Natascha beobachtet Marlene und Konstantin selbst heimlich bei einem Kuss. Tiefgekränkt, will sie sich rächen. Sie verfasst einen Brief an Konstantin in Theresas Namen, wonach Theresa Moritz für Konstantin verlassen wolle und dafür ein Zeichen von ihm genüge. Theresas angebliche Worte lassen Konstantin tatsächlich an seinen Gefühlen zweifeln und Marlene fürchtet um ihr gerade erst gefundenes Glück. Doch als Konstantin sich die nötige Zeit zum Nachdenken nimmt, gelangt er auf allzu schicksalhaften Wegen zu der Erkenntnis, dass er Marlene liebt und sie die Frau seines Lebens ist. Nataschas Intrige fliegt auf, und sie bricht offen mit ihrer Tochter.
Marlene gibt nicht auf und sucht weiter das Gespräch mit ihrer Mutter. Als es an Marlenes Geburtstag im Wald zum Streit kommt, fällt Marlene unglücklich und wird ohnmächtig. Die Angst um sie lässt Natascha ihre Mutterliebe wiederfinden. Sie bringt Marlene zu Michael in die Praxis, wo Marlene schon wieder bei Bewusstsein ist und es keine Hinweise auf ernstzunehmende Schäden gibt.
Einem Antrag von Konstantin beim gemeinsamen Billardspiel folgend geben Marlene und er sich aus terminlichen Gründen bereits zwei Tage später von einer schwimmenden Insel getragen auf dem Starnberger See das Ja-Wort. Natascha springt zuvor über ihren Schatten, erscheint ebenso wie Marlenes Vater Veit überraschend bei der Hochzeit und gibt dem Brautpaar ihren Segen. Obwohl sie zur Schwiegermutter ihres früheren Geliebten wird, hält Natascha Michael von den anderen Gästen unbemerkt davon ab, die Trauung zu unterbrechen. Nach den Feierlichkeiten taucht Marlenes verschollener Halbbruder Karim alias Karl auf, der von ihrem jahrelang gebrochenen Vater Veit überglücklich in die Arme geschlossen wird. Von ihren Liebsten werden Marlene und Konstantin nach Florenz verabschiedet, wo Marlene sich auf die Arbeit als Designerin an der neuen Schmuckkollektion ihres Vaters freut. Ein Jahr später werden die Riedmüllers Eltern eines Sohnes: Miguel, benannt nach Konstantins Adoptivvater.
Nachdem es Konstantin zunächst noch einmal allein nach Bichlheim verschlägt, dürfen Natascha, Michael und Werner sich an dessen 75. Geburtstag über den Besuch von beiden zusammen freuen. Da sind auch schon längst Natascha und Michael miteinander verheiratet, und was einmal war, ist endgültig vergessen.

### Folge 1783–2066: Pauline Jentzsch und Leonard Stahl
Pauline Jentzsch kommt mit ihrer besten Freundin Coco Conradi, die sich als Restaurantleiterin bewirbt, an den Fürstenhof. Der Fürstenhof hat früher Paulines Familie gehört, bis ihr Großvater Erich von Weyersbrunn ihn an Charlottes Vater verkauft hat. Dort lernt Pauline Leonard Stahl kennen, der mit seinem Vater Friedrich, der ehemaligen Jugendliebe von Charlotte, an den Fürstenhof gekommen ist. Als Friedrich diesen mit 90 % der Anteile kauft, stellt er Leonard als Geschäftsführer ein. Pauline bekommt im Fürstenhof eine Stelle als Konditorin. Als sie Leonard kennenlernt, verliebt sie sich sofort in ihn. Dieser beginnt aber eine kurzzeitige Affäre mit Patrizia Dietrich. Als Patrizias Großvater Joseph Dietrich Pauline trifft, erinnert sie ihn an Paulines Großmutter und ein dunkles Kapitel aus seiner Vergangenheit. Er war damals als Notar anwesend, als Erich von Weyersbrunn den Fürstenhof an Ludwig Saalfeld verkaufen wollte. Kurz bevor Erich den Vertrag aber unterzeichnen konnte, erlitt er einen Herzanfall und starb. Ludwig und Joseph haben daraufhin die Unterschrift gefälscht, Erichs Leiche vergraben und behauptet, er habe sich mit dem Geld ins Ausland abgesetzt. Joseph hat als Gegenzug einen Anteil am Verkaufserlös bekommen. Nun will er das damalige Unrecht wiedergutmachen und Pauline das Geld vermachen. Patrizia sieht sich um ihr Erbe betrogen und ermordet deshalb ihren Großvater, noch bevor er Pauline die Wahrheit sagen kann.
Pauline möchte weiterhin mit Leonard zusammenkommen. Deshalb bedroht sie Patrizia wiederholt, damit Pauline die Finger von ihm lässt. Als Leonard aber merkt, wie Patrizia wirklich ist, trennt er sich von ihr. Stattdessen hat sie eine Liebesnacht mit Friedrich. Außerdem taucht Barbara von Heidenberg wieder am Fürstenhof auf. Sie ist die Gemahlin eines wichtigen Diplomaten und heißt alias Consuela Moralez-Diaz. Es stellt sich außerdem heraus, dass Patrizia Barbaras Halbschwester ist, da sie dieselbe Mutter hatten. Diese unterstützt sie in ihren Intrigen gegen Pauline. Patrizia hat derweil den originalen Kaufvertrag vom Fürstenhof gefunden und erpresst Friedrich mit ihrem Wissen um die wahren Besitzverhältnisse. Denn wenn Pauline erfährt, dass ihr der Fürstenhof eigentlich noch gehört, wäre Friedrich finanziell ruiniert. Er geht auf ihre Forderungen ein und beschäftigt sie als PR-Managerin. Einige Zeit später stellt Patrizia fest, dass sie aus der Affäre mit Friedrich schwanger ist. Als er davon erfährt, stößt er sie eine Treppe runter und Patrizia fällt ins Koma. Leonard und Pauline finden derweil zusammen und beginnen eine Beziehung. Um sich nicht weiter von Patrizia, falls diese je wieder aufwachen sollte, erpressen lassen zu müssen und um nicht mehr um seine Anteile bangen zu müssen, drängt er Leonard zu einer Hochzeit mit Pauline. Als Pauline dahinterkommt, dass Friedrich sie nur zu einer Hochzeit zwingen will, da ihr eigentlich noch der Fürstenhof gehört, trennt sie sich von Leonard. Sie bekommt daraufhin 20 % von Friedrichs Anteilen.
Als einige Zeit später Leonards alter Studienfreund Daniel Brückner an den Fürstenhof kommt, macht dieser Pauline Avancen. Anfangs ist sie von Daniel nur genervt. Doch als dieser bei einem Hubschrauberabsturz beinahe ums Leben kommt, scheint Pauline tatsächlich Gefühle für ihn zu entwickeln. Schließlich wird aus den beiden doch ein Paar. Daran zerbricht die Freundschaft von Daniel und Leonard. Alles ändert sich jedoch schlagartig, als der Schlagersänger Christian „Chris“ Brenner am Fürstenhof auftaucht. Er hatte einst eine Beziehung mit Daniel und erpresst diesen damit, das Geheimnis vor Pauline auffliegen zu lassen. Schließlich kommt es so weit, dass Chris Pauline und Daniel entführt und in einen Keller sperrt, wo sie erfrieren sollen. Durch Leonard können die beiden jedoch gerettet werden und Chris stirbt bei der Flucht, als er angefahren wird. Da Leonard immer noch Pauline liebt, lässt er nichts unversucht, sie zurückzugewinnen. Während einer ausgedehnten Partynacht, bei der Pauline, Leonard und sein Halbbruder Pfarrer Martin Windgassen, versehentlich unter einem drogenähnlichen Einfluss standen, hat er Pauline und Leonard unwissend verheiratet. Zwar ist die Ehe nicht rechtsgültig, doch erkennt Pauline, dass sie immer noch Gefühle hat. Als Daniel davon erfährt, trennt er sich vorerst von Pauline. Leonard hofft auf eine zweite Chance bei Pauline und will ihr einen Heiratsantrag machen. Noch bevor er diesen machen kann, verliert er aber den Ring. Als dieser zufällig von Daniel gefunden wird und Pauline plötzlich dazu kommt, macht er ihr spontan einen Heiratsantrag, den sie annimmt. Doch Pauline merkt im Unterbewusstsein, dass ihre Gefühle für Leonard irgendwie stärker sind als für Daniel. Als sie auch noch erfährt, dass letzterer seinen Antrag eigentlich mit Leonards Ring gemacht hat, trennt sich Pauline endgültig von Daniel.
Die immer noch im Koma liegende Patrizia bringt derweil per Kaiserschnitt ihre Kinder zur Welt, von denen sie aber behauptet, sie seien von Leonard. Von den Zwillingen überlebt aber nur Mila. Nachdem Leonard erfahren hat, dass Pauline mit Daniel verlobt ist, kümmert er sich verstärkt um Mila und die wieder aufgewachte Patrizia, die eine Zeit lang eine Amnesie vortäuscht. Kurz darauf soll der Fürstenhof eine Auszeichnung in Wien bekommen. Auch Pauline und Leonard sind dort. Dabei merken die beiden, dass sie sich doch noch lieben und Leonard macht Pauline sogar einen Heiratsantrag. Daniel ist erzürnt darüber und möchte Leonard sogar von einer Gondel des Wiener Riesenrads stürzen. Er lässt jedoch wegen Pauline davon ab. Danach verschwindet er spurlos. Als Patrizia von Leonard erfährt, dass er sich von ihr getrennt hat, weil er doch Pauline liebt, schmiedet sie mit Daniel einen Plan, um die beiden auseinanderzubringen. Daniel soll Mila entführen und diese schließlich bei Barbara in San Cortez verstecken. Der verzweifelte Leonard erfährt, dass Daniel hinter all dem steckt und beschließt sich von Pauline zu trennen und Patrizia zu heiraten, damit dieser keinen Grund mehr für Rache hat. Pauline ahnt jedoch, dass Patrizia etwas verbirgt. Leonard glaubt ihr jedoch nicht, bis er Patrizia bei einem Gespräch mit Barbara ertappt. Er lässt die Ehe mit ihr annullieren. Diese dreht daraufhin durch und möchte Pauline mit einem Küchenmesser töten. Coco kann jedoch Schlimmeres verhindern. Daraufhin weiß Pauline, wie sie dafür sorgen kann, dass Mila wieder an den Fürstenhof kommt: entweder Patrizia holt Mila zurück oder Pauline zeigt diese wegen versuchten Mordes an. Jedoch ist sie am nächsten Tag verschwunden und von Mila fehlt weiterhin jede Spur. Schließlich kommt aber Leonard durch Pauline drauf, wo Mila ist und so kommt die Kleine wieder zu ihrer Familie. Patrizia taucht dann ebenfalls wieder am Fürstenhof auf. Sie sagt Leonard, dass nicht er, sondern eigentlich Friedrich der Vater von Mila ist. Trotz der Vermittlungsversuche von Charlotte und Pauline bricht Leonard mit seinem Vater.
Diese Situation möchte Patrizia ausnutzen und schmiedet einen Racheplan gegen die Familie Stahl: Durch Gift, das sie von Barbara erhalten hat, soll Friedrich nach und nach vergiftet werden und schließlich sterben. Der Verdacht soll daraufhin auf Leonard fallen, der dann im Gefängnis landen soll. Als schließlich Patrizia Friedrich insgeheim durch einen Cupcake von Pauline die tödliche Dosis geben will, isst aus Versehen Leonard die vergiftete Backware. Sie kann ihn jedoch im letzten Augenblick durch ein Gegengift von Barbara retten. Schließlich versöhnen sich auch durch Pauline Leonard und Friedrich wieder. Letzterer ahnt, dass Patrizia hinter dem Giftanschlag und erpresst sie mit einer Anzeige. Er möchte ihr schließlich Geld auszahlen, damit sie vom Fürstenhof verschwindet. Das Geld dazu möchte Friedrich aus einem Fonds seiner verschollenen Tochter Sophie nehmen. Als es jedoch ein Lebenszeichen von Sophie gibt, droht der Deal zu platzen. Patrizia überfährt deshalb diese, die daraufhin stirbt. Umso verwirrter ist sie, als Sophie trotzdem am Fürstenhof auftaucht, ohne zu wissen, dass in Wirklichkeit deren beste Freundin Julia Wegener ihre Identität angenommen hat. Pauline und Leonard wollen daraufhin endlich heiraten. Kurz davor stellt Pauline fest, dass sie schwanger ist. Nach einer lustigen Hochzeit, zu der auch Leonards Bruder Niklas aus Barcelona auftaucht, brechen Pauline und Leonard in ein neues Leben nach Wien auf, wo Pauline eine Stelle als Konditorin bekommen hat. Ein Jahr später kommt ihr Sohn zur Welt: Gabriel Stahl, benannt nach Leonards verstorbener Mutter Gabrielle. Zur Hochzeit von Niklas und Julia kommen Pauline und Leonard wieder an den Fürstenhof. Jedoch werden sie dort Zeugen eines dramatischen Showdowns: Patrizia möchte erneut Mila entführen und wird von Friedrich aus Notwehr erschossen. Da sich Barbara für den Tod ihrer Schwester rächen und Mila zu sich holen will, nehmen Pauline und Leonard diese mit nach Wien, wo sie nun sicher ist. Zur Beerdigung von Friedrich, der bei einem Wagenrennen ums Leben gekommen zu sein scheint, kommen Leonard und Pauline zwei Jahre später erneut an den Fürstenhof. Leonard überschreibt mit Zustimmung seiner anderen Geschwister die Anteile seines Vaters an Christoph Saalfeld.
Ein paar Jahre später kehren Pauline und Leonard auf Bitten ihres alten Freundes Robert Saalfeld in das Hotel zurück, um ihn in der Geschäftsleitung zu unterstützen. Leonard vertritt Werner Saalfeld als Anteilseigner, der zuvor von der Intrigantin Ariane Kalenberg nach Italien gelockt worden ist, damit sie möglichst ungehindert ihren Racheplan an Christoph in die Tat umsetzen kann: Sie will den Fürstenhof in den Ruin treiben. Ariane versucht den unparteiischen Leonard gegen Christoph aufzuhetzen. Infolge einer Recherche nach der Familie Stahl erfährt sie von Friedrichs Unfall und will den Eindruck entstehen lassen, Christoph habe seinen Handlanger Schulz zum Mord an Friedrich angestiftet. Sie behauptet, vor Ort Zuschauerin bei dem Rennen gewesen zu sein und sich erinnern zu können, Schulz damals gesehen zu haben. Sie fälscht ein Foto, das Schulz am vermeintlichen Tatort zeigt, und spielt es Leonard zu. Zudem nimmt sie sich ein offiziell gerade von Christoph genutztes Auto und schneidet damit vorsätzlich Leonard auf einer Landstraße. Dieser soll denken, dass Christoph ihn aus dem Weg räumen will, um keines Auftragsmordes überführt zu werden. Entgegen allen Bemühungen von Ariane kann Christoph Leonard jedoch letztlich mit dem Geständnis einer anderen Straftat glaubhaft versichern, mit dem Unfall selbst nichts zu tun gehabt zu haben. Stattdessen habe er Friedrichs Todeserklärung zum schnelleren Erhalt seiner Anteile trotz in Wahrheit nie gefundener Leiche durch Bestechung des Gerichtsmediziners forciert. Pauline und Leonard reisen daraufhin nach Schottland, um dort etwas über den Verbleib des lebendig gehofften Friedrich herauszufinden zu versuchen, kehren jedoch wenige Wochen später erfolglos nach Wien zurück.

### Folge 2062–2265: Julia Wegener und Niklas Stahl
Julia Wegener kommt zusammen mit ihrem Bruder Sebastian und dessen Freundin Sophie Stahl nach Bichlheim. Sebastian leidet an einer schweren Krankheit und Sophies Vater, Friedrich Stahl, hätte das Geld, um seine teure Therapie zu bezahlen. Sophie hat jedoch Angst vor dem Wiedersehen mit ihrem Vater. Sie hat sich einst mit ihm zerstritten, da ihr Vater ihrem Ex-Freund Sascha Geld gegeben hat, damit sich dieser von ihr trennt. Sophie verließ darauf ihre Familie in Richtung Thailand. Nach der Tsunami-Katastrophe von 2004 wurde sie für tot gehalten. Doch Sophie wird kurz darauf von Patrizia überfahren, da auch sie es auf Friedrichs Geld abgesehen hat. Mit ihren letzten Worten bittet Sophie Julia sich von nun an als sie auszugeben, da sie sich zum Verwechseln ähnlich sehen, damit sie das Geld für Sebastians Therapie bekommen können. Der vorm Sterben Angst habende Sebastian vergräbt Sophies Leiche im Wald und drängt Julia dazu deren letzten Wunsch zu erfüllen. Als sie ein paar Tage vor der Hochzeit von Leonard und Pauline zu einem See geht, um zu schwimmen, begegnet sie einem geheimnisvollen Fremden, in den sie sich auf der Stelle verliebt. Auch er ist von ihr hingerissen. Auf der Hochzeit begegnet Julia ihm erneut und muss feststellen, dass der Fremde Sophies Bruder Niklas Stahl ist. Da Niklas Julia aber nun für seine Schwester Sophie hält, müssen die beiden ihre Gefühle füreinander unterdrücken. Er bleibt auch nach der Hochzeit am Fürstenhof, da ihn Friedrich als Chefkoch einstellt. Auch Niklas hatte sich einst mit diesem zerstritten, da Friedrich nie seinen Wunsch, Sternekoch zu werden, akzeptierte. Sebastian hat inzwischen herausgefunden, dass Patrizia Sophie getötet hat. Doch anstelle Hass auf sie zu empfinden, beginnt er eine Affäre mit ihr. Außerdem hat Patrizia Niklas als Teil ihres Rachefeldzugs gegen die Stahls ins Visier genommen. Julia freundet sich mit der Zeit mit Tina Kessler an. Ihr gesteht sie auch als erstes, dass sie in Wirklichkeit nicht Sophie Stahl ist.
Niklas hat sich derweil trotz der Warnungen aus seinem Umfeld in Patrizia verliebt und eine Beziehung mit ihr begonnen, obwohl sie hinter seinem Rücken immer noch eine Affäre mit Sebastian hat. Zeitgleich empfindet er immer noch Gefühle für Julia. Mit ihrer Hilfe versöhnt er sich sogar wieder mit seinem Vater. Als es beinahe im Stall zu Sex zwischen den beiden kommt, werden sie von Patrizia fotografiert. Julia und Niklas bereuen ihren beinahe-Fehltritt jedoch und distanzieren sich wieder. Sebastian hingegen ist eifersüchtig auf Niklas und verfolgt die beiden sogar während eines Spaziergangs im Wald. Dabei löst er eine Gerölllawine aus, die Niklas und Patrizia unter sich begräbt und kommt unerkannt davon. Die beiden können jedoch gerettet werden. Niklas hat jedoch nachher infolge einer Blutvergiftung mit Lähmungserscheinungen am Arm zu kämpfen und überlegt sogar nach Barcelona zurückzugehen. Julia kann ihn jedoch davon überzeugen, am Fürstenhof zu bleiben. Niklas macht Patrizia daraufhin sogar einen Heiratsantrag, den sie annimmt.
Julia kümmert sich derweil vermehrt um Nils Heinemann. Nils ist nach dem Tod seiner Ehefrau Sabrina dem Alkohol verfallen. Auch ihm gesteht sie nach einer gewissen Zeit, dass sie in Wirklichkeit gar nicht Sophie Stahl ist. Die beiden verlieben sich sogar ineinander. Als Niklas seine Rede für die Hochzeit vorbereitet, kann er nur an Julia denken. Er beschließt mit ihr durchzubrennen und bekommt Zustimmung von ihr. Um Sebastians Therapie nicht zu gefährden, beschließt Julia, jedoch trotzdem am Fürstenhof zu bleiben. Als Patrizia davon erfährt, täuscht sie einen Selbstmordversuch vor, sodass Niklas sie aufgrund seines schlechten Gewissens heiratet. Diese möchte sogar einen Schritt weiter gehen und plant mit ihrem Ehemann ein Kind. Sebastian möchte jedoch mit ihr ein Kind und hat ein Stelldichein mit ihr. Da sie die Pille nachher nimmt, kann Patrizia eine Schwangerschaft verhindern. Als diese verdächtigt wird, ihre Komplizin Leonora Lopez ermordet zu haben, hat Niklas Zweifel, ob er seiner Frau noch trauen kann. Zwar kann Patrizia von Julia entlastet werden, trotzdem möchte Niklas die Scheidung.
Trotz der Scheidung zwischen Niklas und Patrizia glaubt Julia, dass sie Nils immer noch mehr liebt und verlobt sich mit ihm. Da sich Sebastians Zustand zu bessern scheint, möchte Julia bald die Wahrheit sagen. Dieser behauptet jedoch, dass sich sein Zustand weiter verschlechtert hat. Als sie erfährt, dass dessen Krankheit doch geheilt ist, will sie Friedrich die Wahrheit über ihre Identität sagen. Da Patrizia dadurch ihren Plan in Gefahr sieht, entführt sie Julia, doch Sebastian hindert Patrizia daran, diese zu ermorden. Stattdessen lassen sie Julia frei und behaupten, sie hätte eine Psychose. Als Julia gesteht, dass sie nicht Sophie ist, haben Friedrich und Niklas Zweifel daran. Ein Gentest bestätigt – da Patrizia ihn manipuliert hat – dass Julia mit Friedrich verwandt sein muss, woraufhin tatsächlich alle glauben, Julia sei Sophie. Julia möchte, dass Nils und sie nun so schnell wie möglich heiraten. Dieser glaubt durch den Test jedoch, dass Julia Sophie sei und lässt sie deswegen vor dem Traualtar stehen. Patrizia treibt ihren Plan weiter voran und will Charlotte erschießen und es Friedrich anhängen. Doch Sebastian erkennt, wie gefährlich Patrizia wirklich ist. Bei dem Versuch, Charlotte vor Patrizia zu schützen, wird er selbst von ihr angeschossen. Um sein Leben zu retten, spendet Julia ihrem Bruder Blut. Da beide das gleiche Blutbild haben, veranlasst Michael Niederbühl als behandelnder Arzt einen zweiten Gentest, der bestätigt, dass Julia und Sebastian Geschwister sind. Zwar ist Niklas zunächst schwer enttäuscht, dass Julia sie so lange belogen hat, sieht aber auch eine neue Chance für ihre Liebe. Friedrich ist jedoch empört über Niklas’ Liebe zu Julia, da er fest davon überzeugt ist, dass sie und Sebastian Sophie ermordet haben. Damit riskiert er einen erneuten Bruch mit seinem Sohn. Julia gesteht sich ein, dass sie Niklas mehr liebt als Nils und trennt sich endgültig von ihm.
Als im Wald Sophies Leiche gefunden wird, gesteht Sebastian seine Missetaten und will beweisen, dass Patrizia für ihren Tod verantwortlich ist. Um sich an Friedrich zu rächen, vergiftet sie Niklas, woraufhin dieser ins Koma fällt. Da sie offiziell noch verheiratet sind, kann Patrizia mit Niklas’ Patientenverfügung ermöglichen, dass seine lebenserhaltenden Geräte abgeschaltet werden und erpresst Friedrich damit. Sie verlangt, dass Julia die Schuld an Sophies Tod auf sich nimmt, damit sie nicht länger verdächtigt wird. Doch stattdessen gesteht Sebastian die Tat und wird verhaftet. Trotzdem lässt Patrizia ihren Rachegelüsten freien Lauf und lässt Michael als behandelnden Arzt absetzen, da dieser mit Niklas eng befreundet ist und lässt dessen Geräte durch den neuen Arzt abstellen. Als Julia und Friedrich über dem scheinbar toten Niklas stehen, merkt Julia, dass er noch atmet. Er wird daraufhin hinter Patrizias Rücken in eine andere Klinik verlegt. Aus Angst, dass diese ihn wieder versucht umzubringen täuschen die Stahls eine Trauerfeier für Niklas vor. Schließlich erwacht er aus dem Koma. Als die immer rachsüchtiger werdende Patrizia durch Friedrich erfährt, dass Niklas noch lebt, versucht sie ihn erneut umzubringen. Er kann sich jedoch verteidigen und Patrizia wird verhaftet. Sie kann jedoch entkommen, indem sie die Polizisten mit einer Waffe bedroht. Nach ihrer Flucht will sie sich ins Ausland absetzen. Sie entführt Charlotte und erpresst Friedrich, um Geld für ihren Neustart zu bekommen. Die Lösegeldübergabe scheitert aber und Patrizia wird endgültig verhaftet.
Sebastian widerruft sein Geständnis und wird aus der Untersuchungshaft entlassen. Daraufhin beginnt der Prozess gegen die Wegener-Geschwister und Patrizia. Während eines Gespräches zwischen Sebastian und Friedrich erfährt letzterer, dass Sebastian Sophie aufgrund ihrer starken Ähnlichkeit mit Julia nie wirklich geliebt hat. Friedrich möchte zunächst die Wegeners ins Gefängnis bringen. Doch vor dem Gericht erwähnt er in seiner Aussage, dass die beiden ihre Tat sicher bereuen. Schließlich werden Julia und Sebastian zu einer Bewährungsstrafe verurteilt und Patrizia verliert, dass Sorgerecht für Mila und muss lebenslang ins Gefängnis. Niklas und Julia wollen daraufhin endlich heiraten. Doch Patrizia kann mittels ihres Verteidigers Stefan Merz aus der U-Haft entkommen und möchte mit ihm eine neue Zukunft bei Barbara in San Cortez beginnen. Sie schleicht sich auf die Hochzeit von Julia und Niklas, um ihre Tochter Mila zu entführen. Bei ihrer Flucht stellt sich ihr Sebastian in den Weg, woraufhin sie ihn niederschießt. Er überlebt den Angriff dank Niklas’ Halbschwester Luisa. Auch Niklas und Leonard, der mit Pauline und Gabriel zur Hochzeit angereist ist, wollen Patrizia aufhalten. Als diese droht, beide zu erschießen, wird Patrizia von Friedrich in Nothilfe erschossen. Da Barbara sich rächen und Mila zu sich holen will, nehmen Leonard und Pauline die Kleine nach Wien mit, wo sie sicher ist. Nach der Hochzeit beginnen Julia und Niklas in Lissabon einen Neustart, wo er eine Stelle als Souschef bei einem bekannten Koch erhalten hat und sie einen eigenen Taschenladen in der Innenstadt eröffnet.

### Folge 2248–2502: Luisa Reisiger und Sebastian Wegener
Luisa Reisiger kommt nach Bichlheim, um ihrer Mutter Marta beizustehen, die im Sterben liegt. Dort lernt sie auch Julia und Sebastian Wegener kennen, die im Krankenhaus ihre Sozialstunden ableisten müssen. Luisa findet Sebastian sehr sympathisch, schreckt jedoch vor ihm zurück. Sie leidet an einem Wirbelsäulenschaden, der einen Buckel verursacht, als Folge eines Autounfalls in ihrer Kindheit. Schließlich stirbt Marta. Auf der Beerdigung begegnet Luisa ihrem Vater, dem Anwalt und Freund von Friedrich Hermann Stürzebecher, der einst Marta und sie im Stich gelassen hatte. Dort gesteht ihr aber dieser, dass er in Wirklichkeit gar nicht Luisas Vater ist und ihre Mutter deshalb den Kontakt mit ihm abgebrochen hatte. In dieser schweren Zeit wird sie von Sebastian unterstützt. Luisa rettet ihm sogar das Leben, nachdem er auf der Hochzeit von Julia und Niklas von Patrizia angeschossen wurde. Als Hermann überraschend an einem Herzinfarkt stirbt, wird Luisa seine Alleinerbin. Jedoch hat es auch seine Verlobte und Charlottes leibliche Schwester Beatrice Hofer auf das Erbe abgesehen. Sie manipuliert ihren Sohn David dazu, dass er Luisa Avancen machen und sie schließlich heiraten soll. David glaubt, dass er seinen Vater aus Versehen als Kind erschossen hat, obwohl ihn in Wahrheit einst Beatrice ermordet hat. Trotzdem kommen Luisa und Sebastian doch zusammen und wollen sogar ein neues Leben am Bodensee beginnen. Als jedoch nach einer Intrige von Beatrice Sebastian als Heiratsschwindler dasteht, zerbricht die Beziehung erneut. Luisa erfährt außerdem danach, dass in Wahrheit Friedrich Stahl ihr Vater ist. Friedrich hatte während seiner Ehe mit Gabrielle eine Affäre mit Marta. Diese stellte erst nachher fest, dass sie schwanger war, und wollte ihn mehrere Male telefonisch kontaktieren. Schließlich wollte ihn Marta in einer Silvesternacht mit dem Auto aufsuchen. Dort kam es auch zu dem Unfall, der für Luisa den Buckel als Folge hatte. Anfangs glaubt Luisa, dass auch Friedrich es nur auf Hermanns Erbe abgesehen hat. Mit der Zeit merkt sie jedoch, dass sie in ihrem Vater doch etwas Gutes sieht, und möchte ihn mehr kennen lernen.
Luisa beginnt, sich erneut David anzunähern. Doch dann taucht dessen Ex-Freundin Alina Steffen am Fürstenhofauf. David fängt erneut eine Beziehung mit ihr an. Und auch Luisa scheint sich Sebastian wieder anzunähern. Zudem glaubt Letzterer hinter Beatrice’ Machenschaften gekommen zu sein. Da diese durch Sebastian ihre Pläne gefährdet sieht, verübt Beatrice einen Mordanschlag auf ihn. Luisa kann ihn jedoch retten und Beatrice kommt unerkannt davon. Sie möchte, dass sich David wieder mehr Luisa widmet. Doch dann stellt Alina fest, dass sie schwanger ist. Als es im Wald zu einem Streit zwischen Alina und Beatrice kommt, geht Friedrich dazwischen. Dabei stürzt Alina und stößt hart mit dem Kopf auf einem Stein auf, worauf sie stirbt. Der Verdacht fällt zuerst auf David. Doch schließlich wird Friedrich verhaftet. Durch Beatrice’ Hilfe kommt dieser jedoch unschuldig davon. Doch diese erpresst ihn und es entsteht sogar eine Affäre zwischen Friedrich und Beatrice. David nähert sich daraufhin erneut Luisa an, weil sich diese mit Sebastian erneut zerstritten hat. Dieser tröstet sich derweil mit der neuen Angestellten Alexandra Auerbach. Nach und nach verliebt sich Luisa tatsächlich in David.
Nach einer Zeit verkrümmt sich Luisas Wirbelsäule weiter und Dr. Niederbühl rät ihr zu einer Rücken-OP durch einen Spezialisten. Sie entscheidet sich gegen die Operation, da sie sich von David dazu gedrängt fühlt. Kurz darauf macht ihr David einen Heiratsantrag, den sie mit Verzögerung annimmt. Jedoch hat Luisa danach mit Lähmungserscheinungen am Arm zu kämpfen, worauf sie in die Operation einwilligt. David wird von Beatrice gedrängt, Luisa noch vor der Operation zu heiraten, da er im Falle ihres Todes Hermanns Erbe bekommen würde. Die beiden heiraten nun. Am Tag der Operation stellt Michael fest, dass die Chirurgin an Angstzuständen leidet und Medikamente nimmt und eine Ärztin gesucht werden muss. Als am Tag darauf Luisa auch noch ihre Beine nicht mehr spüren kann, wird sie von Michael erfolgreich operiert. Während ihrer Genesung bekommt sie erneut Beistand von Sebastian, während sie von ihrem eigenen Ehemann eher vernachlässigt wird. Er täuscht jedoch dann den fürsorglichen Gatten vor. Sebastian glaubt dadurch seine große Liebe für immer an David verloren zu haben und überlegt, den Fürstenhof zu verlassen. Als Luisa jedoch wegen starker Rückenschmerzen alleine zusammenbricht und zeitgleich ein Brand ausbricht, rettet Sebastian ihr im letzten Augenblick das Leben. Trotzdem kehrt Sebastian dem Fürstenhof für eine Zeit den Rücken.
Da sich bald darauf der Todestag von Davids Vater nähert, den er glaubt, einst erschossen zu haben, bekommt er mehr Beistand von Luisa. Durch die Zeit mit seiner Ehefrau entwickelt er echte Gefühle für sie. Beatrice sieht in Davids Liebe zu Luisa eine Gefahr für ihre Pläne und möchte deshalb, dass er sich von ihr scheiden lässt, um zumindest an ein Teil des Erbes zu kommen. Doch David widersetzt sich seiner Mutter. Beatrice sorgt darauf mithilfe einer gefälschten Tonaufnahme von Luisa dafür, dass Sebastian wieder an den Fürstenhof zurückkommt. Obwohl sich alles als Irrtum herausstellt, beginnt Sebastian seinen Job am Fürstenhof wieder. Als bei ihm der Verdacht besteht, dass er an einem tödlichen Virus erkrankt ist, merkt Luisa, wie wichtig ihr Ex-Freund für sie noch ist. Sie trennt sich erneut von David und steht offen zu ihrer Liebe zu Sebastian. Beatrice sieht keine andere Wahl und versucht mittels eines radikalen Weges, an Luisas Erbe zu gelangen: Beatrice beauftragt Eric Larsen, der David entführen soll. Schließlich soll die Hälfte von Hermanns Vermögen als Lösegeld übergeben werden. Sebastian übergibt Larsen das Lösegeld. Als dieser Beatrice damit erpresst, David zu töten, erschießt sie ihn. David erkennt daraufhin schockiert, dass er Teil einer hinterlistigen Intrige geworden ist. Obwohl seine Mutter ihm anbietet, sich mit dem Geld ins Ausland abzusetzen, ist er fest dazu entschlossen zum Fürstenhof zu gehen und allen die Wahrheit zu sagen. Beatrice bricht in Panik aus und schlägt ihren Sohn mit einem Stock nieder. Im Krankenhaus stellen die Ärzte fest, dass David im Koma liegt. Als er aufwacht, leidet er leider an Amnesie und weiß nicht mal, wer er selbst ist. Beatrice sieht darin ein Mittel, um die Beziehung von Luisa und Sebastian wieder zu zerstören, und erzählt ihrem Sohn, dass er immer noch eine feste Beziehung mit ihr hat. Luisa hat Angst, dass David, sollte er erfahren, dass sie und Sebastian wieder ein Paar sind, einen so heftigen Schock bekommt, dass sich seine Heilung verlangsamt, und bittet Sebastian darum, ihre Beziehung vor David zu verheimlichen. Dieser spürt dadurch einen schweren Dämpfer ihrer Beziehung.
Sebastian gesteht Luisa zudem, dass er bereits eine gescheiterte Ehe hinter sich hat. Und tatsächlich taucht Isabelle Raspe auf und behauptet, immer noch mit Sebastian verheiratet zu sein. Zudem stellt sich heraus, dass dieser mit ihr einen Sohn namens Paul hat, der an der gleichen Krankheit wie Sebastian erkrankt ist. Dieser ist nun sichtlich verwirrt und möchte mit allen Mitteln Pauls Therapie finanzieren. Er und Luisa ahnen jedoch nicht, dass Isabelle hinter ihrem Rücken einen Pakt mit Beatrice geschlossen hat: Beatrice hat Isabelle versprochen, dass sie Pauls Therapie finanziert, wenn sie ihr dabei hilft, die Beziehung von Sebastian und Luisa zu zerstören. Zuerst ist Isabelle empört über die Forderung, doch aus Sorge um ihren Sohn sieht sie keine andere Wahl, als den Pakt einzugehen. Durch diverse Intrigen wird das Verhältnis zwischen Luisa und Sebastian tatsächlich immer mehr geschädigt.
Der um Pauls Gesundheit so verzweifelte Sebastian geht sogar so weit, dass er von Friedrich 100.000 Euro für die Therapie seines Sohnes stiehlt. Allerdings hat Beatrice eine Überwachungskamera installiert, die das Verbrechen gefilmt hat, und erpresst Sebastian. Sollte er sich nicht von Luisa trennen, zeigt sie ihn wegen Diebstahls an. Da dieser nun in einer verklemmten Situation steckt, gesteht er Luisa den Diebstahl und erzählt ihm zeitgleich von Beatrice’ Erpressung. Diese verspricht ihm aber, nichts zu verraten, und versteht seine Tat, da sie ebenfalls um Paul besorgt ist. So kommt es, dass sie sich zum Schein trennen. Allerdings kommt es tatsächlich zu einer Nacht zwischen Isabelle und Sebastian, von der auch Luisa erfährt. Obwohl sie zuerst empört ist, verzeiht sie Sebastian schnell den Fehltritt. Außerdem erzählt Isabelle den beiden, dass sie ebenfalls von Beatrice erpresst wurde. Zur gleichen Zeit kommen auch Davids Erinnerungen an seine Entführung nach und nach hoch und er verspürt nun einen Zorn gegen seine Mutter. Er schmiedet einen Racheplan gegen Beatrice. David täuscht seinen Selbstmord vor, den Isabelle bezeugt. Luisa und Sebastian erfahren auch davon, dass er alles nur vortäuscht – und David entführt schließlich aus Rache nun Beatrice selbst. Luisa erfährt aber durch Isabelle von Davids Entführung und will diesen nun anzeigen. Zusammen mit Friedrich versucht sie Beatrice zu befreien. Dabei bricht jedoch ein Brand aus, aber Beatrice schafft es, Luisa und Friedrich rechtzeitig zu retten. Im Krankenhaus gesteht Beatrice Luisa, dass sie von Anfang an nur Hermanns Geld wollte. David übergibt Beatrice das Geständnis, welches er ihr bei der Entführung entlockt hat, und sie verbrennt es.
Kurz darauf verlässt Isabelle mit dem geheilten Paul den Fürstenhof. Sebastian macht außerdem Luisa wenig später einen Heiratsantrag, den sie überglücklich annimmt. Zu diesem Anlass ruft Luisa Sebastians Cousin Bertram Liebig, genannt Berti, an. Doch leider ahnen die beiden nicht, dass Berti Sebastian bis heute nicht verziehen hat, dass dieser einst mit seiner Freundin geschlafen hat und dadurch ihre Beziehung zerstörte. Der rachsüchtige Berti entführt Luisa am Tag der Hochzeit und droht diese zu ermorden. Doch Sebastian kann mit Adrians und Claras Hilfe gerade noch rechtzeitig retten und Berti wird verhaftet. Nun heiraten Luisa und Sebastian endlich und zu Überraschung von Letzteren ist auch Paul als Gast auf der Hochzeit. Schlussendlich beschließen sie nach Düsseldorf in die Nähe von Paul zu ziehen und verabschieden sich von ihren Freunden am Fürstenhof.

### Folge 2487–2692: Clara Morgenstern und Adrian Lechner
Clara Morgenstern, eine aufstrebende Designerin für Strickmode, kommt an den Fürstenhof, um ihren Großvater ausfindig zu machen, dem das Hotel gehören soll. Da aber weder Werner noch Friedrich der Vater ihrer Mutter Melanie (genannt Melli) ist, will sie wieder abreisen. Durch Zufall stellt sich jedoch heraus, dass Alfons Sonnbichler Mellis Vater ist. Da Clara und Melli am Fürstenhof bleiben wollen, nimmt Clara einen Job als Pagin an. Eines Tages begegnet ihr ein Hotelgast, den sie sofort sympathisch findet. Der Hotelgast entpuppt sich als ihre einstige Sandkastenliebe Adrian Lechner. Dieser ist zum Fürstenhof gereist, weil er dort geboren wurde. Als Adrian erfährt, dass der Fürstenhof in finanziellen Schwierigkeiten steckt, kauft er 20 % der Anteile.
Clara und Adrian verbringen mehr Zeit miteinander, doch leider sieht dieser in ihr nicht mehr als eine kleine Schwester. Zudem zeigt auch Desirée Bramigk, Beatrice Hofers Tochter aus erster Ehe und zudem auch Claras WG-Mitbewohnerin Interesse an Adrian und verbringt sogar eine Nacht mit ihm. Adrian beschließt sogar tatsächlich eine Affäre mit Desirée zu beginnen. Doch diese wird gestört, als deren Ex-Freund Lucien Evers am Fürstenhof auftaucht. Da aber sein Plan Desirée als Schmugglerin einzuschleußen nicht gelingt, plant er das Vertrauen von Clara zu gewinnen, um mit ihr ein antikes Kreuz nach Brasilien zu bringen. Doch Luciens Plan schlägt fehl und er wird verhaftet.
Um Adrian endgültig an sich zu binden, rät Beatrice Desirée, schwanger zu werden. Diese lehnt dies strikt ab, obwohl sie erfährt, dass auch Clara in Adrian verliebt ist. Beatrice setzt sich trotzdem ein Ziel und manipuliert Desirées Pille. Kurz darauf stellt diese fest, dass sie tatsächlich schwanger ist. Ihr Plan, Adrian die Schwangerschaft zu verheimlichen, schlägt fehl, als sie bei einem gemeinsamen Ausritt mit ihm vom Pferd stürzt und die Wahrheit bei ihrer späteren Untersuchung ans Tageslicht kommt. Adrian freut sich sofort darauf, Vater zu werden, und macht Desirée einen Heiratsantrag, den sie überglücklich annimmt. Clara ist dadurch schwer getroffen und lehnt es sogar ab, seine Trauzeugin zu werden. In ihrer völligen Verzweiflung gesteht Clara ihm kurz darauf zudem, dass er ihr Traummann ist. Adrian teilt ihr daraufhin mit, dass er nicht mehr als Freundschaft für sie empfindet und sich das auch niemals ändern wird.
Wenig später stürzt Desirèe aufgrund von Unvorsichtigkeit im Beisein von Beatrice im Fitnessraum vom Laufband und bleibt reglos liegen. Im Krankenhaus wird Desirèe kurz darauf mitgeteilt, dass sie das Kind verloren hat. Spontan entscheidet Desirèe Adrian den „Abgang“ zu verschweigen und stürzt sich stattdessen mit einem unguten Gefühl in die Hochzeitsvorbereitungen. Kurze Zeit später glaubt Clara, herausgefunden zu haben, dass Desirèe nicht mehr schwanger ist. Sie traut sich aber nicht, Adrian ihre „Vermutung“ zu gestehen, da es sich als falsch herausstellen könnte und sie Adrian als guten Freund so für immer verloren hätte. So muss sie verzweifelt mitansehen, wie Adrian und Desirèe im Park des Hotels im engsten Familienkreis heiraten. Kurz nach der Hochzeit gibt Desirée Clara zu verstehen, dass sie sich von Adrian in Zukunft fernhalten soll, da sie die Nähe zwischen den beiden kaum erträgt. Als Desirée Beatrice kurz darauf erzählt, dass sie Adrian vortäuschen möchte, plötzlich das gemeinsame Kind verloren zu haben, bringt diese sie darauf, Clara noch nachhaltiger zu schaden, um die Sandkastenfreundschaft zwischen den beiden endgültig zu zerstören. Als Clara einige Zeit später mit dem Fürstenhof-Shuttle einen Auftrag erledigen soll, entschließt sich Desirée, es so aussehen zu lassen, als hätte sie dadurch, dass sie unter den Wagen geraten sei, das Kind von Adrian und ihr verloren. Clara, die dadurch so geschockt ist, begleitet Desirée ins Krankenhaus. Diese lügt ihr nach ihrer Untersuchung vor, dass sie das Kind bei dem Unfall verloren hätte. Als Adrian davon erfährt, distanziert er sich zu Desirées Gunsten von Clara. Wenig später besticht Beatrice den Koch Sperber, den sie jederzeit wegen Wilderei anzeigen könnte, den Unfall mit dem Shuttle gesehen zu haben und auch gesehen zu haben, dass Clara Desirée absichtlich angefahren hätte, um sie loszuwerden. Aufgrund der Lage, in der er sich befindet, lässt sich Sperber darauf ein, um seine Stelle als Koch im Hotel nicht zu verlieren.
Bald darauf gelingt es Clara mit Davids Hilfe Adrians totgeglaubten Bruder William ausfindig zu machen, dessen Geburtstag kurz bevorsteht. Obwohl Adrian und sie zu diesem Zeitpunkt kein gutes Verhältnis zueinander haben, da Adrian Clara nach dem Vorfall dazu auffordert, ihr Atelier im Fürstenhof zu räumen, ist er überglücklich, als er Williams Stimme am Telefon hört. Clara und Adrian versöhnen sich wieder, sehr zum Missfallen von Desirèe. Bald darauf reist William an den Fürstenhof, wo er auch Clara wiederbegegnet. Irrtümlicherweise denkt er jedoch, dass sein älterer Bruder und Clara ein Paar seien, was Adrian sofort richtigstellt. Bald reist auch die Mutter der beiden Brüder, Susan Newcombe, an den Fürstenhof, um zu verhindern, dass William seinem Bruder die wahre Geschichte über Hagen Lechner erzählt. Als sich Susan wenig später doch dazu entschließt, Adrian die Wahrheit über seinen Vater zu gestehen, hält Desirèe sie davon ab. Nachdem Susan ihren Sohn Adrian angelogen hat, möchte dieser nichts mehr mit ihr zu tun haben. Susan verlässt daraufhin bald den Fürstenhof.
Inzwischen haben Clara und William ihre Freundschaft füreinander wiederentdeckt. Nach einiger Zeit entschließt sich Clara, Adrian zu vergessen. Mit der Zeit entwickelt sie tatsächlich Gefühle für William, und die beiden werden ein Paar. Als William bald darauf überlegt den Fürstenhof zu verlassen und mit Clara nach Australien zu gehen, fällt es ihr schwer Bichlheim, ihre Familie und Freunde zu verlassen. Schließlich bleiben die beiden in Bichlheim, und William macht Clara einen Heiratsantrag, den diese zunächst ablehnt. William arbeitet einige Zeit als zweiter Fitnesstrainer am Fürstenhof, bis eine Knieverletzung dies verhindert.
Einige Zeit später entdeckt Adrian endlich seine Gefühle für Clara und will ihr diese so schnell wie möglich gestehen. Gerade in dem Moment nimmt Clara Williams Heiratsantrag doch an. Adrian ist daraufhin am Boden zerstört und wehrt Zärtlichkeiten seiner Frau bestimmend ab. Er gesteht William, sich in Clara verliebt zu haben. Clara bekommt mit, dass die beiden sich streiten, doch sie weiß nicht worüber. Auch Desirée ahnt, dass Adrian sich von ihr immer mehr distanziert. Jedoch wird sie nach und nach von einem Stalker bedroht, woraufhin er ihr verspricht, sie doch nicht zu verlassen. Desirée findet durch ein Überwachungsvideo jedoch heraus, dass in Wahrheit Beatrice dahintersteckt. Doch sie sieht das Ganze als Trick, um Adrian weiter an sich zu binden.
Bei einem weiteren Gespräch zwischen den Adrian und William findet Clara heraus, dass Adrian Gefühle für sie hat. Einen Tag vor der Hochzeit wirft Clara William vor, dass er ihr Adrians Gefühle verschwiegen hat. Um den Kopf freizubekommen, geht sie spazieren. Ein Schneesturm kommt auf und Clara flüchtet in eine der Romantikhütten. Dort trifft sie auf Adrian, der auch im Schneesturm unterwegs war. Eine Lawine sperrt die beiden dort ein. In der Zwischenzeit sucht William nach Clara, um sich bei ihr zu entschuldigen. Die zu erfrieren drohenden Clara und Adrian kommen sich in der Hütte wieder näher, bis sie jedoch gerettet werden. Trotz der Ereignisse beschließt Clara William trotzdem zu heiraten und Adrian trennt sich von Desirée, die ihn wutentbrannt aus der gemeinsamen Wohnung wirft und die Scheidung will. William schlägt Clara derweil vor eine Blitzhochzeit in Las Vegas zu machen, woraufhin sie ihm gesteht, Adrian zu lieben. Der wutentbrannte William bricht daraufhin mit seinem Bruder. Um auf ihn Rücksicht zu nehmen, gehen sich Clara und Adrian weiterhin aus dem Weg.
Desirée sinnt nach Rache und versucht sogar, Claras Kollektion für den Fashion Award zu zerstören, was aber Oskar Reiter gerade noch verhindert. Clara will zunächst aufgeben, doch bekommt Hilfe von Adrian und William, die sich wieder näherkommen. Zudem macht ihr Adrian einen Heiratsantrag, und sie belegt beim Fashion-Award den 2. Platz. Zudem erhält sie von einer japanischen Designerin, die bei den Awards in der Jury saß, ein Angebot bei ihr anzufangen, wofür sie jedoch den Fürstenhof verlassen müsste. Sie nimmt schließlich an und Clara und Adrian heiraten schließlich. Adrian nimmt derweil den Rat seiner Mutter an, ein bayerisches Restaurant in Japan zu eröffnen, um mit Clara mitzugehen. Nach einer berührenden Abschiedsfeier brechen Adrian und Clara in ihr neues Leben nach Japan auf.

### Folge 2678–2812: Ella Kessler, Rebecca Herz und William Newcombe
Ella und Rebecca sind Freundinnen von Kindheit an. In ihrer Jugend kam es zu einem großen Vertrauensbruch zwischen den beiden, als Ellas Freund Marcel sich in ihre beste Freundin Rebecca verliebte und mit ihr eine Affäre begann. Kurz nach der Trennung von Ella erlitt Marcel allerdings einen tödlichen Motorradunfall. Dieses tragische Unglück, die Schuldgefühle und die gemeinsame Trauer um Marcel ließ die beiden Freundinnen wieder zusammen finden. Außerdem schworen sie sich, dass nie wieder ein Mann zwischen ihnen stehen sollte.
Jahre später fangen Ella und Rebecca als Zimmermädchen im Fürstenhof an um sich ihren großen Traum zu finanzieren: ihre eigene Hochzeitsagentur „Herzkomplizen“. Dort treffen sie auf den jungen Fitnesstrainer William, der gerade von seiner Jugendliebe verlassen wurde. Und während Ella sich sofort in William verliebt, gerät Rebecca am Anfang immer wieder mit ihm aneinander.
Durch Zufall kommen William und Rebecca in den Besitz der Handynummer des jeweils anderen, ohne zu wissen, wem die Nummer gehört. Sie beginnen einen anonymen SMS-Chat als Mr. und Mrs. Wrong, in dem sie flirten und über intime Gedanken sprechen, wie Williams Liebeskummer. Als Rebeccas Hund verstirbt erkennt Rebecca geschockt, dass William Mr. Wrong ist und bricht den Kontakt ab um ihre Freundschaft mit Ella nicht zu gefährden. Als Ella dennoch davon erfährt, werden in ihr Erinnerungen an Marcel wach und es kommt zum Streit. William, der für Mrs. Wrong schwärmt, bekommt dadurch mit, dass eine der Freundinnen hinter dem Pseudonym stecken muss. Kurzerhand stellt Rebecca Ella als Mrs. Wrong hin und ebnet ihrer Freundin damit den Weg für eine Beziehung mit William.
Als Ella erkrankt springt Rebecca mehrfach für sie ein und gibt sich im Rahmen ihrer Hochzeitsagentur mit William als Paar aus. Es kommt bei einem Fotoshooting sogar zu einem Kuss und schließlich erkennt Rebecca, dass auch sie sich in William verliebt hat. Allerdings beschließt sie, Ella zu Liebe, auf ihre Gefühle zu verzichten. Ella schwebt währenddessen auf Wolke 7 und genießt jeden Moment mit ihrer großen Liebe William. Dies gipfelt schließlich darin, dass sie sogar ihr Gelübde bricht und William ihre Jungfräulichkeit schenkt. Im Liebestaumel gesteht sie ihm außerdem, dass nicht sie, sondern Rebecca Mrs. Wrong ist.
Kurz darauf erfährt Ella allerdings, dass der von ihr beschädigte Motorradhelm Schuld an Marcels Tod war. Von Schuldgefühlen geplagt zieht sie sich von ihren Freunden zurück ohne mit jemandem darüber zu sprechen. Als William daraufhin von einer alten Freundin geküsst wird und dies vor ihr geheim halten will, hält Ella ihre Selbstzweifel nicht mehr aus. Sie fordert von William sie zu heiraten, um ihr seine Liebe zu beweisen. Doch William weigert sich und die Beziehung geht zu Bruch.
Etwas später finden Rebecca und William ein verwaistes Entennest und beschließen die Eier selbst auszubrüten. Über dieses Projekt nähern sich die beiden wieder an und William entwickelt schließlich ebenfalls Gefühle für Rebecca. Als die verletzte Ella von beider Gefühlen erfährt, stellt sie Rebecca vor die Wahl: Ihre Freundschaft oder William. Rebecca entscheidet sich für Ella, kann sich Williams Anziehung aber nicht entziehen.
Durch die ständigen Lügen, die Eifersucht und schließlich Ellas Schuldeingeständnis droht die einst innige Freundschaft zu zerbrechen. Der Streit gipfelt schließlich in einem erbitterten Kampf um die gemeinsame Hochzeitsagentur. Als Rebecca das Rennen für sich entscheidet hält Ella nichts mehr und sie kehrt Bichlheim auf unbestimmte Zeit den Rücken.
Rebecca und William sind nun offiziell ein Paar und William ermutigt Rebecca nach ihrer leiblichen Mutter zu suchen, die sie kurz nach der Geburt aussetzte. Nach einigen Falschhinweisen gesteht schließlich Rebeccas Kundin Astrid Westkamp ihre Mutter zu sein. Es dauert etwas bis Astrid die wahren Gründe für das Aussetzen Rebeccas preisgibt, doch Rebecca kann ihrer Mutter verzeihen und die beiden gehen im Guten auseinander.
Etwas später taucht Ella wieder am Fürstenhof auf und bittet Rebecca ihre Hochzeit mit dem Millionärssohn Patrick von Brahmberg auszurichten. Dabei demonstriert sie sowohl Rebecca als auch William demonstrativ ihr neues Glück. Doch der Schein trügt. Ella will nicht aus Liebe heiraten, sondern hat nur einen Deal mit ihrem Verlobten, der ihr ein Leben als Millionärin und ihm als Playboy sichern soll.
Gleichzeitig erhält William ein verlockendes Jobangebot aus Sydney. Er soll die australische Taekwondo Nationalmannschaft für Olympia 2020 trainieren. William ist begeistert, überlegt aber abzusagen, da er sich ein Leben ohne Rebecca nicht mehr vorstellen kann. Als Rebecca mitbekommt, wie nah Williams Traum ist, beschließt sie kurzerhand nach Ellas Hochzeit ihre Zelte in Bichlheim abzubrechen und William nach Australien zu folgen.
Derweil beschleichen Ella Zweifel ob die Hochzeit der richtige Weg ist. Sie erkennt, dass ihr Verhalten falsch war, und besinnt sich auf ihre alten Werte. Sie lässt Patrick am Traualtar stehen und versöhnt sich mit Rebecca und William. Die abgesagte Hochzeit bringt den Fitnesstrainer auf eine Idee und so macht er Rebecca einen spontanen Heiratsantrag, den diese überrumpelt aber überglücklich annimmt. Rebecca und William heiraten noch am selben Tag und so wird aus Mr. und Mrs. Wrong, Mr. und Mrs. Right. Die beiden gehen zusammen nach Sydney.

### Folge 2762–3019: Alicia Lindbergh und Viktor Saalfeld
Dr. Alicia Lindbergh will ihren Lebensgefährten Christoph Saalfeld unverhofft an dessen Familiensitz, dem Fürstenhof, besuchen. Beim Hereinstürmen in sein Hotelzimmer erwartet sie jedoch selbst eine Überraschung, als sie Christoph und Desirée Bramigk inflagranti erwischt. Christoph lässt Desirée sofort links liegen und erklärt Alicia verzweifelt, dass er ihre Ablehnung seines einige Wochen zuvor gemachten Antrags bereits als unausgesprochene Trennung verstanden hat. Nach einem vollen Rückeroberungsprogramm bietet Alicia ihm eine Fernbeziehung an, da die junge Ärztin von der Berliner Charité unter Vertrag genommen werden soll. Kurzerhand sorgt der vermögende Christoph dafür, dass Alicia entgegen allen mündlichen Versprechungen abgesagt wird. Über Michael erhält sie ersatzweise eine Anstellung im örtlichen Spital. Dass Christoph nur ihr gegenüber seine charmante Sonnenseite zeigt und ansonsten im Leben keine Skrupel kennt, fällt Alicia schwer in seiner ganzen Tragweite zu begreifen, weiß sie doch, dass Christoph auch anders sein kann und zumindest für sie aufrichtige Liebe empfindet.
Als Christophs ungeliebter Sohn in sein und damit ihr Leben tritt, dauert es nicht lange und Alicia wird auch von Viktor Saalfeld begehrt. Obwohl sie Viktor klar zu verstehen gibt, dass Christoph der Mann an ihrer Seite und Viktor, selbst ein ehemaliger Straftäter, nicht besser ist, will der Pferdewirt um sie kämpfen und Alicia Christoph bezüglich die Augen öffnen. Der bekommt bald mit, was Sache ist, und peinigt Viktor hinter Alicias Rücken, wo er nur kann. Alicia gibt Christoph doch noch ihr Ja-Wort, der sich zusätzlich darüber freut, seinen Sohn ganz ausgestochen zu haben. Da erfährt Alicia, wie weit Christoph tatsächlich zu gehen bereit ist, um seinen Willen durchzusetzen, und trennt sich von ihm. Christoph versucht Alicias Liebe, wie eh und je auf zweifelhafte Weise, zurückzugewinnen, während Viktor sich nun auch endlich Chancen bei ihr ausrechnet. Dann erlebt Alicia jedoch auch an frühere, unbeschwerte Zeiten erinnernde Momente mit Christoph und erwartet überdies ein Kind von ihm. Christophs rachsüchtige Ex-Frau Xenia verteufelt Alicia genauso wie ihn, weil sie in ihren Augen nur Unfrieden in der Familie stiftet. Als sie Alicia unbemerkt ein Abtreibungsmittel verabreicht, verliert Alicia mit dem Ungeborenen die in Wirklichkeit einzige Verbindung zu Christoph und entwickelt Gefühle für Viktor.
Christoph spürt, dass Alicia ihm entgleitet, und setzt Jessica Bronckhorst auf Viktor an. Jessica ist einst Viktors krimineller Vergangenheit zum Opfer gefallen und nutzt den Umstand, dass dieser sich ihr zunächst gegenüber verantwortlich fühlt, um sich an ihn heranzumachen. Das mag aber nicht so recht klappen. Im falschen Verlassen auf Jessica begibt Christoph sich auf eine längere Geschäftsreise und so kommen Alicia und Viktor in der Nacht nach seinem Sieg auf einem Westernreit-Turnier im Zeltlager zusammen. Zurück in Bichlheim, will Christoph daraufhin den Verrätern das Leben zur Hölle machen. Nun, da er nichts mehr vor Alicia verheimlichen muss, ist der gesamte Fürstenhof vor Christoph unsicher. Zornig und besitzergreifend erpresst er Alicia sogar mit dem Wohl von deren völlig unschuldigen Angehörigen. Sein Geld und Einfluss machen es Viktor unmöglich, Alicia zu helfen, und sie weiß irgendwann keinen anderen Ausweg mehr als ihren Tod vorzutäuschen und heimlich das Land zu verlassen. Christoph kommt hinter ihren Fluchtversuch, nimmt sie gefangen und setzt nun gar eine Schusswaffe als Zwangsmittel ein. Viktor verliert daraufhin seinerseits die Beherrschung und die Männer tragen einen lebensgefährlichen Kampf im See aus, bei dem Christoph einen Herzstillstand erleidet und unterzugehen droht. Von Viktor aus dem Wasser gezogen und Alicia reanimiert, kommt er wieder zu sich und erkennt in den nächsten Tagen, wie tief er gesunken ist. Von Christoph mit einer Härtefallscheidung freigegeben, lassen Alicia und Viktor sich auf einer kleinen, feinen, romantischen Schwedenhochzeit trauen und ziehen anschließend zu Alicias Großmutter in die Wachau, wo sie zusammen ein Mädchen namens Mia bekommen.
Zur Hochzeit von Viktors Bruder Boris und dessen Mann Tobias finden die beiden sich noch einmal im Fürstenhof ein, ebenso wie Viktor allein anlässlich der Eheschließung seiner Schwester Denise.

### Folge 3007–3264: Denise Saalfeld und Joshua Winter
Christophs Töchter Denise Saalfeld und die zweifach geschiedene Annabelle Sullivan reisen aus den Vereinigten Staaten zur Trauerfeier der vermeintlich umgekommenen Alicia an; es ergibt sich, dass sie für längere Zeit am Fürstenhof bleiben. Ihr rücksichtsvoller, unprätentiöser Charakter hat der sensiblen Denise den Status als Papas Liebling eingebracht (was ihr eher unangenehm ist), während Christoph von der älteren und wesentlich selbstbewussteren Annabelle verlangt, dass diese endlich ihr Studium zu Ende bringt und sich nicht nur den schönen Seiten des Lebens zuwendet. Denise darf sich bereits Kunsthistorikerin nennen. Bei der Begutachtung eines alten, sagenumwobenen Spiegels auf einer Bank im Hotelpark erblickt sie in diesem, wie es die Legende besagt, die Liebe ihres Lebens – in Person steht Roberts Sohn Joshua Winter hinter ihr. Denises Schüchternheit macht es ihr schwer, von Joshua nicht nur als gute Freundin angesehen zu werden, was dafür wiederum schnell geschieht. Als Annabelle von dem Zauber des Spiegels Wind bekommt, macht auch sie die Probe, doch statt ihres Traumprinzen zeigt sich bloß ihr eigenes Antlitz, worauf Annabelle den Spiegel erschrocken fallen lässt. Seit ihrer Kindheit plagen Denise Schuldgefühle und ein Badetrauma, denn einst wagte sie sich zu weit aufs Wasser hinaus und musste von dem Kindermädchen Svenja gerettet werden, die dabei selbst ihr Leben verlor. Joshua nimmt sich allerdings viel Zeit, Denise das Schwimmen wieder beizubringen, und am Ende ist sie dabei tatsächlich nicht mehr auf Hilfe angewiesen. Nachdem er für eine in Wahrheit von seinem Adoptivvater begangene Tat die letzten Jahre im Gefängnis verbracht hat und sich die Jobsuche entsprechend schwierig gestaltet, versucht Joshua es mit der ehrlichen Arbeit als Schreiner. So haben Denise und Joshua auch beruflich viel miteinander zu tun; bei der Entrümpelung eines alten Hauses auf dem Gestüt entdecken sie etwa ein staubbedecktes Gemälde, das ihnen einige Rätsel aufgibt.
Annabelle hat ihrer kleinen Schwester noch nie etwas gegönnt, und so verwundert es nicht, dass ihr die Nähe zwischen Denise und Joshua ein Dorn im Auge ist, weiß sie doch von Denises Gefühlen für ihn. Sie darf jedoch schnell triumphieren, als Joshua Interesse an ihr statt an Denise entwickelt. Zunächst kommt Annabelle nur mit ihm zusammen, um Denise eins auszuwischen und um Christophs Anerkennung zu gewinnen, da sie den Jungen zur Schachfigur im Machtspiel gegen die anderen Saalfelds machen soll. Später entwickelt Annabelle noch echte Gefühle für den Mann, der ihr die Wärme und Aufmerksamkeit schenkt, die sie von klein auf vermisst hat. Von da an soll es aber nicht mehr lange dauern, bis Joshua Annabelles Falschheit erkennt und Gefallen an Denise findet, auch wenn Annabelle alles versucht, um Denise schlechtzumachen. Als Joshua ihr endgültig zu verstehen gibt, dass er nichts mehr von ihr wissen will, blitzt Annabelles wahres Ich auf und sie wirft eine Axt nach Joshua, die ihr Ziel nur knapp verfehlt. Joshua ist geschockt und will Denise nun klarmachen, dass sie einen großen Fehler damit macht, vor Annabelle zurückzustecken.
Denise gelingt es, das Porträt eines britischen Offiziers freizulegen, das auf dem Bild aus dem Kutscherhaus zu sehen ist. Offenbar ist das Gemälde zweigeteilt und hier nur eine Hälfte abgebildet. Beim Anblick des vollständigen Werkes soll Denises Funke schließlich ganz auf Joshua überspringen, denn, so wie Joshua dem Duke, gleicht die nun ebenfalls zu erkennende zauberhafte Dame Denise aufs Haar – nur, dass Denise Joshua bereits aufgegeben hat und mit Henry Achleitner in einer Beziehung ist und das Gesamtporträt auftreibt. Es kommt jedoch der Zeitpunkt, da Denise sich eingestehen muss, dass ihre Liebe zu Joshua stärker ist, und sich von Henry trennt.
Für ihre Rache an Christoph nimmt Xenia irgendwann selbst den Tod Dritter in Kauf und sieht sich am Ende ihres Handelns mit einer Gefängnisstrafe konfrontiert. Indem sie Annabelle als Geisel nimmt, kann sie sich mit ihr auf den Dachboden des Kutscherhauses retten. Dort eröffnet Xenia Annabelle, dass diese nicht Christophs Tochter ist. Panisch eingedenk Christophs Vaterliebe nutzt Annabelle einen Moment der Nachlässigkeit auf Xenias Seite. Sie erschießt Xenia mit deren Pistole und tarnt den Mord an ihrer Mutter anschließend als Notwehr. Zu Annabelles Unglück hat Xenia Vorkehrungen dafür getroffen, dass Christoph nach ihrem Tod Aufzeichnungen erhält, auf denen seine Ex-Frau ihm eröffnet, dass eines seiner vier Kinder nicht von ihm abstammt. Annabelle bekommt mit, wie Christoph seinen Gehilfen Schulz mit einem DNA-Abgleich beauftragt, und fängt den Brief mit dem Testresultat ab. Dieses verfälscht sie dahingehend, dass Denise nun als das Kuckuckskind gilt. Zunächst scheint sich Denises und Christophs Verhältnis mit dem Ergebnis unumkehrbar zu verändern, doch nach einigem Hadern macht Christoph Denise klar, dass er immer ihr Vater bleiben wird und Erinnerungen mehr wert sind als Blut.
Am Fürstenhof radikalisiert sich Annabelles Eifersucht auf Denise zunehmend. Mit ihren Gehässigkeiten bringt Annabelle ihre Schwester gar dazu, sich zu vergessen und Annabelle in eine Glasscheibe zu stoßen, deren Scherben in Annabelles rechtes Auge geraten und es kurzfristig erblinden lassen. Das Auge regeneriert sich zwar wieder, jedoch meldet Annabelle dies nicht, sondern versucht anfangs mit Erfolg eine dauerhafte Entstelltheit vorzutäuschen, wofür sie sich zum Ende hin sogar von Jessica Bronckhorst schminken lässt. Die wird gezwungenermaßen zu Annabelles Mitwisserin, da sie einst den Fehler gemacht hat, ihrerseits Annabelles Hilfe bei der Weggabe ihres Babys in Anspruch zu nehmen, und die Frauen sich so gegenseitig mit in den Abgrund ziehen können.
Denises und Christophs Verhältnis bekommt erst Risse, als Denise den anderen Saalfelds verrät, dass Christoph Evas Therapeuten bestochen hat, ihr eine Weiterführung der Ehe mit Robert auszureden. Während Annabelle Christoph darin bestärkt, mit allen Mitteln um Eva zu kämpfen, kann Denise die Machenschaften ihres Vaters nicht mittragen. Für diesen Verrat bricht Christoph mit ihr. Dann engagiert Annabelle auch noch einen Fremden, der sich als Denises leiblicher Vater ausgibt. Joshua ist Denise in diesen Tagen eine große Stütze, zumal er als Adoptivkind weiß, wie es ist, plötzlich seine richtigen Eltern kennenzulernen. Und unerwarteterweise springt Christoph über seinen Schatten und reicht Denise wieder die Hand, nachdem der Betrüger aufgeflogen ist. In einem Augenblick des blanken Hasses will Annabelle ihre Schwester deshalb unbemerkt im Trubel eines Dorffestes vergiften. Das Glas, in das sie die Substanz träufelt, gerät aber unkontrolliert unter die Leute, und Annabelle kann nicht mehr nachvollziehen, wer am Ende daraus trinkt, zumal die Wirkung des Gifts sich erst in einigen Wochen entfaltet. Als Romy Ehrlinger auf ihrer eigenen Hochzeit zusammenbricht, ist es bereits zu spät.
Irgendwann sind es so viele Intrigen, dass Annabelle ein Fehler unterläuft. Christoph kommt hinter ihr Treiben und erfährt von der wahren Identität des Kuckuckskindes. Er will Annabelle vom Hof jagen und enterben; noch bevor er das neu erlangte brisante Wissen mit Dritten teilen kann, wird Christoph jedoch von Valentina angefahren, die von seiner Verantwortlichkeit für die Eheprobleme ihrer Eltern erfahren hat. Das nur von Joshua und Robert gesichtete Dashcam-Video zeigt, wie Valentina absichtlich Gas gibt und Fahrerflucht begeht. Auch Annabelle erhält Kenntnis von Valentinas Straffälligkeit und schafft das Tatfahrzeug an einen den anderen Saalfelds unbekannten Ort. Mit dem Shuttle erpresst sie Joshua dazu, wieder eine Beziehung mit ihr einzugehen, um Denise zu quälen – und in der Hoffnung, ihn irgendwann auch wieder von sich selbst überzeugen zu können. Wegen seiner schweren Verletzungen bleibt Christoph wochenlang komatös. Annabelle schwört ihm, ihn sterben zu lassen, sodass sie sein Erbe antreten kann und Denise niemanden mehr hat, der sie noch vor ihr beschützen kann. Denise aber gibt Christoph nicht auf. Dank ihrer Bemühungen kommt er wieder zu Bewusstsein und Annabelle in Bedrängnis. Nun gibt es für sie kein Zurück mehr. Doch dafür will sie nun auch tatsächlich Denises Leben beenden. Es stellt sich heraus, dass Denise als Mädchen keinen Badeunfall hatte, sondern Annabelle sie umbringen wollte und letztlich Svenja dafür geopfert hat. Nun will Annabelle das damals Misslungene vollbringen, kann jedoch in den letzten Sekunden zum Erfolg von Joshua gestoppt werden. Christoph sorgt dafür, dass Annabelle nicht ins Gefängnis muss, aber dafür in die geschlossene Psychiatrie eingewiesen wird. Als ihr gesetzlicher Vater will er sie entmündigen und so länger als durch eine Haftstrafe möglich in engsten vier Wänden vereinsamen lassen.
Nachdem sie die Schrecken hinter sich gelassen haben, heiraten Denise und Joshua am Fürstenhof. Anschließend soll es für die beiden nach Paris gehen, wo Denise für die Restauration der 2019 abgebrannten Notre-Dame verantwortlich zeichnen darf. Vor der Abreise besucht Denise ihre Schwester in deren Arresttrakt; sie verfällt dem Glauben an Annabelles Schuldunfähigkeit. Mit ganzer Verlogenheit bittet diese sie um Vergebung. Christophs Entscheidung wird noch ein Nachspiel für Annabelle und ihn haben.

### Folge 3225–3515: Franzi Krummbiegl und Tim Saalfeld
Franziska „Franzi“ Krummbiegl ist ein Mädchen vom Land, das nach dem Tod ihrer Eltern auf dem Obsthof ihrer Tante Margit aufgewachsen ist, den sie als Erwachsene zusammen mit ihr führt. Im Dorf kennt man Franzi für ihre Naturverbundenheit und Bodenständigkeit, sie hat einen unübertrefflichen Geschmackssinn. Als sie auf dem Weg zu einem wichtigen Termin mit dem Fahrrad liegen bleibt, kommt es zu einer schicksalhaften Begegnung: Ein unbekannter Reiter eilt ihr, stark und anmutig auf seinem Pferd, zur Hilfe, und sie verliebt sich unsterblich in ihn. Kurz darauf trifft sie anlässlich der Hochzeit ihrer Bekannten Romy Ehrlinger im Fürstenhof auf Boris Saalfeld und erkennt in ihm sofort ihren Kavalier. Doch Boris weiß nicht, wovon Franzi da redet. Dafür erregt die mutmaßliche Verwechslung die Aufmerksamkeit seiner Tante und Christophs Schwester Linda. Sie macht sich auf die Suche und findet Boris' Doppelgänger, seinen Zwillingsbruder Tim. Von ihm hat Christoph nie erfahren. Bloß nach Boris' Geburt in Thailand, bei der er nicht anwesend war und Xenia das Bewusstsein verlor, gab es eine dubiose Lösegeldforderung für ein zweites mit Boris auf die Welt gebrachtes Kind. Da Xenias Zwillingsschwangerschaft unbemerkt geblieben war, nahm Christoph die Erpressung nicht ernst und verweigerte die Zahlung. Doch Linda kann sich an damals erinnern, und es gab und gibt den Jungen, der sich nach einer mehr als abhärtenden Kindheit und Jugend in der Obhut einer Pflegefamilie von seinem alten Leben in Asien lösen konnte und bei der Bundeswehr in Deutschland verpflichtet hat. Tim hat früh lernen müssen, für sich allein zu kämpfen und niemandem zu vertrauen. Seine große Passion ist das Reiten. Auf dem Rücken der Pferde, allen voran seines treuen Begleiters Nero, fühlt er sich frei und unbeschwert.
Christoph eröffnet dem skeptischen Tim seine wahre Herkunft. Von seiner Familie am Fürstenhof aufgenommen, nähert Tim sich ihr langsam an. Aus Angst und Scham lässt Christoph seinem Sohn gegenüber unerwähnt, dass er damals nicht das Lösegeld für ihn ausgeben wollte. Franzi, die am Fürstenhof bei ihrer Freundin Lucy Ehrlinger als Servicekraft anfängt, spürt ihr Herz schneller schlagen, als sie endlich ihrem Traumprinzen wiederbegegnet und der sich ihr auch nicht abgeneigt zeigt. Bei einem sich spontan ergebenden Tanz auf Denises und Joshuas Hochzeit muss Franzi dann extrem ernüchtert feststellen, dass Tim nur auf eine schnelle Nummer aus ist, und sie weist ihn ihrerseits zurück. Tim hat sich vormals eine Fieber verursachende Tropenkrankheit zugezogen. Als es zufällig ausbricht, ist Franzi zur Stelle und kümmert sich um ihn. Tim muss anschließend im Krankenhaus medikamentös neu eingestellt werden. Als die Bundeswehr zwei Kameraden zum Fürstenhof entsendet, um Tim eine Nachricht zu überbringen, erzählt Franzi ihnen, ohne Böses zu ahnen, was passiert ist, und Tim wird in der Konsequenz aus der Armee ausgeschlossen – er hat seine gesundheitlichen Probleme nicht gemeldet. Tim ist stocksauer auf Franzi, reflektiert aber mit etwas Nachhilfe, dass er seine Schuld nicht auf sie abwälzen darf. In der gewonnenen Freizeit geht Tim intensiviert seiner großen Leidenschaft, dem Polo-Sport, nach. Christoph kommt hierzu eine Idee, und er überträgt seinem Sohn die Verantwortung für das Fürstenhof-Gestüt, wo Tim sich um den Aufbau eines Clubhauses kümmern darf. So bleibt er nicht lange ohne Arbeit. Auf Umwegen lernen Franzi und er sich nicht nur besser kennen, sondern doch noch mögen – und bald soll es zwischen ihnen auch knistern.
Geschockt wird Franzi ungewollt Zeuge einer vertraulichen Unterredung zwischen Christoph und Linda und erfährt von der gesamten Geschichte hinter Tims Entführung. Zwiegespalten, da sie sich nicht einmischen will, erzählt sie Tim erst einmal nichts, fordert Christoph aber dazu auf. Da gerät Tante Margit mit dem Obsthof in Schieflage. Ihr zuliebe und eigentlich gegen ihren eigenen Willen lässt Franzi sich verzweifelt von Christoph kaufen. Als Tim selbst hinter die ihm verschwiegene Wahrheit und Franzis Verrat kommt, blitzt seine erlernte Rücksichtslosigkeit auf. Eigenhändig zerstört er im Vollrausch und in seiner Wut den Obsthof, um an Wiesen für ein eigenes Polofeld zu kommen. Franzi und Tim könnten nun nicht weniger voneinander wissen wollen. Für undenkbar gehalten, sorgen Zeit und Winde der Liebe dafür, dass sie ein wenig Verständnis füreinander zeigen und sich irgendwie vergeben. Sogar seinem Vater gibt Tim noch eine Chance. Er nimmt den Namen Saalfeld sowie 10 % von Christophs Hotelanteilen als Geschenk an.
Während sich zwischen Franzi und Tim Größeres entwickelt, macht Christoph Bekanntschaft mit Tims Ex-Verlobter Nadja Holler. Christoph ist sofort von ihr angetan und sieht in ihr genau die richtige Frau für seinen Sohn – anders als in Franzi, die ihn passiv erpresst hat und in seinen Augen sowieso nicht Tims gesellschaftlichem Stand entspricht. Ihm entgeht, was Nadja wirklich zu Tim zurückführt: Geld, von dem er als Saalfeld nun mehr als genug hat. Nadja macht sich verschiedene immer noch auftretende Anlaufschwierigkeiten zwischen Franzi und Tim zunutze und wirft sich Tim an den Hals. Vor seinem Suizid war sie mit Tims bestem Freund Ralf liiert, der Tim in seinem Abschiedsbrief darum bat, auf Nadja aufzupassen; deshalb tut Tim sich schwer damit, Nadja ganz unmissverständlich von sich zu weisen. Nadja muss aber selbst einsehen, dass sie bei Tim nicht weiterkommt. Mit perfiden Mitteln täuscht sie ihm also eine Schwangerschaft nach einem unverbindlich gemeinten Stelldichein vor. Franzi verlässt Tim, und er heiratet Nadja aus einem Pflichtgefühl heraus. In der Hochzeitsnacht machen besondere Umstände eine Hausgeburt für Eva Saalfeld und ihr Kind erforderlich, bei der ihr, sich so ergebend, Franzi und Tim zur Seite stehen. Der kleine Emilio erblickt gesund das Licht der Welt. Überwältigt von dieser Erfahrung, geben Franzi und Tim sich ihrer Liebe hin. Nadja, nichts davon mitbekommend, frohlockt bereits wegen ihrer Heirat und wird über eine Affäre mit Tims Onkel Dirk Baumgartner, wie von ihr zwecks höherer Glaubwürdigkeit gewünscht, tatsächlich schwanger.
Von Dirk mit seiner Vaterschaft unter Druck gesetzt, lockt Nadja ihn in einen Hinterhalt und schlägt ihn von hinten nieder. Dirk überlebt und beschuldigt bei der Polizei Tim als Angreifer, da kurz zuvor ans Licht kommt, dass Dirk für Tims Entführung als Baby verantwortlich war und Tim damit ein Tatmotiv par excellence hat. Als Nadja von dem Verdacht gegen Tim erfährt, sieht sie ihre Chance gekommen, ihn loszuwerden und sich als seine Ehefrau die 10 % vom Hotel unter den Nagel zu reißen. Sie fingiert Beweise für Tims Täterschaft. Verzweifelt tauscht Tim mit seinem zu Besuch angereisten Zwillingsbruder die Identität. Als Boris versucht er, vor Ort den wahren Täter zu überführen, während die Polizei annimmt, dass Tim geflüchtet ist. Auch Christoph wird nicht von ihm eingeweiht, sondern geht davon aus, dass Tim im Umfeld seiner Billighotels in Thailand untertaucht, wo sich aber an Tims Stelle Zwillingsbruder Boris mit seinem Mann eine Auszeit nimmt, damit sich nicht beide Zwillinge in der Bundesrepublik aufhalten. Da erzählt die aus Thailand zurückgekehrte Natascha Schweitzer Christoph, Tobias mit seinem auffälligen Schritt dort am Strand gesehen zu haben. Christoph wird skeptisch, denn eigentlich sollte Boris' Mann bei ihnen zuhause in Hamburg sein. Tim, als Boris, redet sich damit heraus, dass es Ehekrach mit Tobias gegeben habe, der sich wohl ohne Bescheid zu geben einen Single-Urlaub gönne.
Auch wenn Christoph nichts persönlich gegen Nadja als Schwiegertochter hat, bringt er sie nicht wie von Tim verfügt in den Besitz von dessen Anteilen, sondert will sie selbst bis zu einer möglichen Rückkehr verwalten. Vor Ort versucht „Boris“ Tims Willen gegen Christoph durchzusetzen; in das Geheimnis um seine Identität weiht Tim seine Frau allerdings nicht ein. Als Boris, zu dem Franzi ein freundschaftliches Verhältnis pflegt, genießt er ihre Nähe – auch körperlich. Denn als ein Pony auf dem Gestüt Koliken bekommt und Franzi die kalte Winternacht mit, wie sie glaubt, dem auf Männer stehenden Boris im Stall verbringt, spenden Franzi und Tim sich gegenseitig Wärme. Ihr offiziell so fern, muss Tim zähneknirschend mit ansehen, wie Lindas neu an den Fürstenhof gekommener Sohn Steffen Baumgartner Franzi gehörige Avancen macht und zumindest schon einmal ihr Geschäftspartner auf dem Weg zu ihrer eigenen Cidre-Marke wird. Dann verliert auch noch Nadja das Baby. Unter diesen Umständen will Tim die Maskierung vor seiner Frau ablegen, um ihr richtig beizustehen. Bevor er dazu kommt, wird Nadja ihrerseits als diejenige entpuppt, die Dirk umbringen wollte, und sie tritt ihre Flucht an. So darf „Boris“ sich endlich auch vor Franzi als Tim zeigen, die seine wahre Identität tief im Innern stets erahnt hat. Für einen Augenblick vergessen sie alles um sich herum und sind glücklich. Danach wird Nadja im Wald von Franzi gestellt. Beim Versuch, sich loszureißen, verliert Nadja versehentlich das Gleichgewicht und schlägt mit dem Kopf auf einem Steinfelsen auf. Als Tim hinzukommt und er sich zu Nadja hinunterbeugt, während Franzi den Notruf wählt, schwört Nadja ihm beim aus dem Leben geschiedenen Ralf, dass Franzi sie gestoßen habe. Nadja stirbt.
Tim verschweigt Franzi Nadjas letzte Worte zunächst. Doch die Hintergründe vom Tod seiner Frau lassen ihm keine Ruhe. Einerseits hat Nadja ihn betrogen und wollte ihn ins Gefängnis bringen. Andererseits hat er die Liebe zwischen ihr und Ralf erlebt und ist von Nadjas aufrichtigen Gefühlen zumindest für Ralf überzeugt. Tim konfrontiert Franzi. Sie sagt ihm die Wahrheit, dass Nadja ihnen über ihren Tod hinaus ihr Glück nicht gönnen will. Tim würde ihr so gern glauben, doch eine letzte Unsicherheit bleibt. Franzi und Tim trennen sich. Bei Steffen findet Franzi Ablenkung. Als Steffen sich ernsthafte Hoffnungen auf Franzi machen kann, bekommt er eine zufällig von Bela Moser gemachte Drohnenaufnahme zu sehen, die Franzis und Nadjas Auseinandersetzung protokolliert. Aus Angst, Franzi gleich wieder an Tim zu verlieren, zögert Steffen einen Moment, zeigt das Video seinem Kontrahenten dann aber doch – nicht ohne den Hintergedanken, mit dieser Ehrlichkeit bei Franzi punkten zu können. Tim bittet Franzi um Verzeihung, was für sie zu spät kommt. Tim hätte ihr glauben müssen, weil sie ihm die Wahrheit gesagt hat, und nicht, weil es nun einen Beweis für ihre Unschuld gibt.
Franzi und Tim bleiben auf getrennten Wegen, sie geht eine Beziehung mit Steffen ein, Tim lernt irgendwann Amelie Limbach kennen, die als Pferdepflegerin bei ihm auf dem Gestüt anfängt. Obwohl Franzi mit Steffen nicht unglücklich ist und Tim seinen Spaß mit Amelie hat, können sie einander nicht vergessen; ein gewisses Band zwischen ihnen bleibt unterschwellig bestehen. Ihren beiden Partnern entgeht das nicht. Seine Eifersucht treibt Steffen so weit, dass er sein und Franzis Unternehmen sabotiert, nur um dies erfolgreich Tim anzuhängen. Als er selbst danach noch Verlustängste hat, verabreicht er Franzi heimlich ihr Aggressionspotenzial massiv steigernde Drogen. Kombiniert mit ihrer Wut auf Tim, zerstört Franzi mit einem Bagger das Baumaterial für Tims Polo-Clubhaus und macht dabei Anstalten, auch Tim mit dem Fahrzeug zu attackieren. Als Franzi nicht mehr unter dem Einfluss der Substanzen steht, bereut sie ihre Tat und fleht Tim um Vergebung an. Tim aber ist fertig mit ihr.
Durch die als solche wahrgenommene Magie eines Amuletts, eine Nahtoderfahrung und weitere schicksalhafte Ereignisse beginnt Tims Herz, wieder für Franzi zu schlagen. Auch der von den beiden gemeinsam mit Christoph geführte Kampf gegen die rachsüchtige Ariane Kalenberg, der in einen in letzter Minute vereitelten Sprengstoffanschlag auf das Hotel mündet, lehrt Franzi und Tim, sich noch immer aufeinander verlassen zu können, wenn es darauf ankommt. Und so muss Tim ehrlich zu sich selbst sein und in der Folge von Amelie trennen. Obwohl tiefverletzt, will Amelie keine schlechte Verliererin sein: Nachdem sie Steffen lange gedeckt hat, klärt sie Tim über sein Falschspiel auf. Steffen will Franzi Amelie als eifersüchtige Lügnerin verkaufen, doch die kann zumindest ein Stück Wiedergutmachung leisten, indem sie Steffen überlistet und Franzi die Augen öffnet.
Ganz am Ende finden Franzi und Tim für immer zusammen, heiraten (mit Christophs Segen) und reiten in ihr Glück nach London, wo Tim in eine der berühmtesten Polo-Mannschaften aufgenommen wird und die schwangere Franzi mit ihrem Cidre den Markt erobert.

### Folge 3491–3729: Maja von Thalheim und Florian Vogt
Maja von Thalheim ist eine lebenslustige, humorvolle, schlagfertige und zuweilen etwas verträumte junge Frau. Durch ihre Sprunghaftigkeit lässt sie sich schnell von Dingen begeistern, neigt aber dazu, diese nicht zu Ende zu bringen. Jüngst hat sie die Fotografie für sich entdeckt. Der Verlust ihres Vaters vor einigen Jahren schmerzt Maja nach wie vor sehr, wobei sie diesbezüglich ein Geheimnis zu wahren scheint. Betrogen von ihrem Verlobten und ihrer besten Freundin Shirin hat sie vorerst den Männern abgeschworen. Sie will sich auf einen Neuanfang bei ihrer Adoptivmutter Selina am Fürstenhof konzentrieren. Sie fängt im Hotel als Kellnerin an und zieht bei Lucy Ehrlinger im Dorf ein. Ausgerechnet da taucht Shirin in Bichlheim auf, die ihre Freundschaft retten zu wollen erklärt.
Florian Vogt zieht beruflich bedingt nach Bichlheim. Als Nachzügler in der Familie haben seine Eltern sich nie großartig für ihn interessiert. Sein Bruder Erik, der ihn an den Fürstenhof begleitet, hat trotz der schwierigen Verhältnisse damals alles dafür getan, ihm schöne Kindheitsmomente zu ermöglichen. Vor allem schweißt sie ein traumatisches Erlebnis zusammen, das bis heute starke Auswirkungen auf Florians Leben hat. Florian ist fasziniert von der Natur. So verwundert es nicht, dass die Arbeit als Förster von ihm als wahre Berufung empfunden und sehr gewissenhaft verrichtet wird. Der Wald bietet ihm genau das richtige Maß an Chaos und Ordnung. Mit Amelie Limbach und dem neuen Fitnesstrainer Max Richter gründet er eine WG im gleichen Haus wie Maja.
Zwischen Florian und Maja deuten sich beiderseitig schnell tiefergehende Gefühle an, aber ihre Liebe scheitert an einem Finanzskandal, bei dem Erik den Vater von Maja in Schwierigkeiten bringt, und als Majas Jugendliebe Hannes ihr wieder näherzukommen versucht, geht sie mit Hannes eine Beziehung ein. Seinen nach wenigen Wochen ausgesprochenen Heiratswunsch weist sie allerdings zurück. Stattdessen umarmt sie Florian, als sie ihm einmal beim Holzhacken hilft, und schließlich erfolgen zunächst die Trennung von Hannes und später die Hochzeit mit Florian.

### Folge 3713–3957: Josie Klee und Paul Lindbergh
Die schusselige Brillenträgerin Josephine Klee kommt nach Bichlheim in der Hoffnung, als Küchen-Azubi von ihrem großen Vorbild André Konopka ausgebildet zu werden. Doch Josie ist Vegetarierin und bereitet beim Probekochen ein Kohlrabi-Schnitzel zu, als André von ihr ein Schnitzel verlangt. André ist sofort abgeneigt, doch sie wird trotzdem zum Vorstellungsgespräch bei Werner Saalfeld eingeladen. Auf dem Weg dorthin verläuft sie sich und zu allem Überfluss stürzt sie auch noch und verliert dabei ihre Brille. Während Josie nach ihrer Brille sucht, ohne die sie so gut wie nichts sehen kann, kommt ein junger Mann auf dem Motorroller vorbeigefahren, hebt ihre Brille auf und gibt sie ihr zurück. Als die auf dem Boden kniende Josie ihre Brille wieder aufsetzt und ihren gutaussehenden Retter sieht, ist es um sie geschehen.
Der Mann auf dem Roller ist Paul Lindbergh, der ehemalige Fitnesstrainer des Fürstenhofs, der mit seiner Freundin Michelle einst nach München zog, um dort eine eigene Physiopraxis zu leiten. Mit einem Geschäftspartner baute er diese zu einem Therapiezentrum aus und meisterte nebenbei ein Management-Studium. Da er währenddessen wenig Zeit für seine Freundin aufbringen konnte, verließ diese ihn. Des Weiteren stellte sich heraus, dass sein Geschäftspartner Gelder des Therapiezentrums abgezweigt hat, weshalb dieses den Bach herunterging. Zu allem Überfluss sind Jessica und Henry, Mutter und Stiefvater seiner unehelichen Tochter Luna, mit dieser nach Portugal gezogen. Nun kommt Paul an den Fürstenhof zurück und bekommt von seinem Ex-Schwager Christoph Saalfeld die Stelle des Geschäftsführers angeboten. Unterdessen wirft Constanze von Thalheim ein Auge auf ihn und er scheint nicht abgeneigt zu sein.
Bald stellt sich heraus, dass Erik Vogt vermeintlich Josies lange Zeit unbekannter Vater ist. Damit würde sie ebenfalls zum Familienkreis Saalfeld gehören. Die beiden entwickeln ein enges Vater-Tochter-Verhältnis, doch dann stellt sich die vermeintliche Vaterschaft als Irrtum heraus. Dies ist ein großer Schock für beide. Doch sie einigen sich darauf, an ihrer engen Bindung nichts ändern zu wollen. Deshalb adoptiert Erik Josie und wird dadurch auch offiziell ihr Vater.
Josie und Paul heiraten und Paul entscheidet sich dafür, Josies Nachnamen anzunehmen. Anschließend ziehen die beiden nach Lissabon, wo Paul wieder bei seiner Tochter Luna sein kann. Josie tritt dort eine Stelle als Schokoladensommelière an und Paul wird Geschäftsführer eines Hotels.

### Folge 3956–4151: Eleni Schwarzbach und Leander Saalfeld
Eleni Schwarzbach kommt an den Fürstenhof, um ihren vermeintlichen Vater Markus anlässlich seines Geburtstags zu überraschen. Markus ist wie seine Ehefrau Alexandra, Elenis Mutter, ein neuer Anteilseigner des Fürstenhofs. Schnell kommt die Tochter hinter die Betrügereien und Lügen der beiden und muss außerdem miterleben, wie Markus und Christoph Saalfeld, der vor vielen Jahren mit Alexandra liiert war, um Alexandras Zuneigung konkurrieren. Eleni stürzt bei einem Streit zwischen ihnen eine Treppe hinunter und fällt ins Koma. Alexandra gesteht Christoph, dass er in Wahrheit Elenis Vater ist. Nun konkurrieren Christoph und Markus sowohl um Eleni als auch um Alexandra.
Leander Saalfeld kommt nach Bichlheim, um seine Stelle als Assistenzarzt anzutreten. Ihm erscheint im Traum mehrmals eine Frau, die ihn in seinen Bann zieht. Er ahnt nicht, dass es sich um Eleni handelt, die er zuvor tatsächlich noch nie gesehen hat. Als er eines Tages an ihrem Krankenzimmer vorbeiläuft, hört er plötzlich das Lied A Million Dreams. Er betritt das Zimmer und erkennt in Eleni die Frau aus seinen Träumen. Da wacht Eleni in Leanders Gegenwart auf – und er verliebt sich sofort. Nach einer gemeinsamen Wanderung, bei der sie vergeblich einen weißen Hirsch suchen, werden die beiden ein Paar.
Schon bald steht der Tod von Vroni, Elenis Halbschwester, zwischen den beiden. Leander musste bei Vroni eine Not-OP durchführen, am folgenden Tag verstirbt Vroni. Eleni macht ihm keine Vorwürfe, dennoch zieht sich der sensible Leander von ihr zurück, da er glaubt, dass Vronis Tod eine zu große Belastung für eine Beziehung wäre. Vronis Eltern Alexandra und Markus Schwarzbach führen gegen Leander eine Zivilklage, weil dieser Vroni angeblich nicht darüber aufgeklärt habe, sich nach der OP körperlich schonen zu müssen. Die Klage stützt sich auf die Falschaussage der Krankenschwester Gesine, die dafür von Alexandra Geld erhält. In Markus, den Alexandra stets abweist, regt sich wegen der Bestechung sein schlechtes Gewissen gegenüber Eleni, doch er hofft noch auf Alexandras Gunst und klärt Eleni nicht auf. Leander gelingt es, Gesine zum Eingeständnis ihrer Falschaussage zu bringen, und um deren Erscheinen bei der Staatsanwaltschaft zu vereiteln, spendiert ihr Alexandra eine lange Reise in die Karibik. Sowohl Leander als auch Eleni betrachten ihre Beziehung zueinander für beendet. Gemeinsam engagieren sie sich für ein Charity-Projekt und nur gelegentlich denken sie aneinander, wenn sie sich nicht sehen.
Im Gewächshaus küsst Eleni den Chauffeur Julian und innerhalb weniger Tage wird aus den beiden ein Paar. Markus gesteht Leander, dass Gesine von Alexandra zu einer Falschaussage gedrängt wurde, doch solle sich Leander unabhängig vom Ausgang des Prozesses wegen fahrlässiger Tötung keine Hoffnungen mehr auf eine Liaison mit Eleni machen. Da erwidert Leander, er liebe diese mehr als je zuvor. Der Prozess gegen ihn wird schließlich nicht geführt und der junge Arzt nähert sich erleichtert wieder Eleni an, doch sie macht ihm deutlich, dass sie mit Julian zusammen ist. Später hat Eleni Probleme, ein Sanierungsprojekt für den Fürstenhof so zu kalkulieren, dass dessen Finanzierung möglich ist. Leander schlägt vor, das Wasser aus der Fürstenhof-Heilquelle überregional abzusetzen. Eleni freut sich: Mit den zusätzlichen Einnahmen könnte der Fürstenhof das Sanierungsprojekt stemmen. Eines Tages suchen Eleni und Leander auf einer Wiese eine bestimmte Heilpflanze, Eleni findet sie und in der kommenden Nacht träumen beide von dieser Suche. In dem Traum offenbart sich ungestört die starke Verliebtheit der beiden. Nachdem Julian hört, dass Eleni kurz vor dem Aufwachen Leanders Namen sagt, stellt er sie zur Rede. Eleni zeigt nun Julian, dass er ihr sehr wichtig ist, doch sie und Leander gehen bei jedem Treffen etwas zuneigungsvoller miteinander um.
Markus hat unverändert große Angst, Eleni an Christoph zu verlieren, und er vergiftet die Heilquelle. Ausgerechnet Eleni wird deshalb schwer krank. An einem im Wald gefundenen Manschettenknopf erkennt sie, dass der Verursacher ihr „Papa“ Markus war. Sie nimmt Abstand von ihm. Wenig später drängt Leander Markus wegen Auffälligkeiten an dessen Gehirn zu einer MRT-Untersuchung. Eleni sucht Markus im Krankenhaus auf und beweist damit, dass sie der Mensch ist, der ihm am nächsten steht. Nach der notwendigen, erfolgreich verlaufenden OP an Markus' Gehirn bittet nun Alexandra bei Leander um Entschuldigung und Eleni umarmt Leander. Es kommt zur zärtlichen Berührung ihrer Nasen. Ein paar Tage später sagt sie ihm, dass sie ihn noch immer liebe und ihn immer geliebt habe. Eleni und Leander sind sich einig, dass sie wieder ein Paar sein wollen. Zunächst plant sie die Trennung von Julian, aber sie verspürt auf einem Spaziergang Übelkeit und entdeckt, dass sie schwanger ist, daher kommt es zur Verlobung von Julian und Eleni. Leander ist frustriert und Eleni bedauert, dass sie weiterhin starke Gefühle für Leander verspürt, wenn sie ihm, zum Beispiel im Wäschekeller, begegnet. Christoph befragt Julian zu dessen Zukunftsplänen und will ihn als Assistent in der Geschäftsführung des Fürstenhofs installieren. Als Julian seine Verlobte, die starke Schmerzen hat, ins Krankenhaus bringt, wird Eleni sofort operiert und sie verlieren ihr „Pünktchen“ genanntes Kind wegen eines gerissenen Eileiters.
Leander trifft auf seine alte Freundin Jasmin, die ihn verführen will, doch er sagt: „Sorry, ich kann das nicht.“ Eleni wird später Ohrenzeugin eines Gesprächs zwischen Jasmin und Leander, in dem er sagt, dass Eleni für ihn „die Eine“ sei. Julian fragt Leander, warum er nicht abhaue, und packt ihn dabei am Hemdkragen. Leander fragt: „Wieso sollte ich?“ Darauf erwidert Julian u. a., dass sich Eleni für ihn entschieden habe und er der Vater ihrer Kinder sein werde. Leander schlägt zu, danach schlägt Julian ihn. Eleni will später nicht wissen, wer anfing, denn sie findet die Prügelei an sich abstoßend. Leander will eine Stelle als Arzt in Tansania annehmen, um seinen Liebeskummer zu überwinden. Als er in seinem Smartphone den Kontakt zu Eleni löscht, bekommt die reale Eleni unter mystischen Umständen einen Erstickungsanfall. Leander ist zu Fuß auf dem Weg zur Bushaltestelle, denn er will zum Flughafen. Ein Schwan versperrt ihm den Weg. Zur selben Zeit berichtet Alfons Eleni, dass Leander nach Afrika zu fliegen beabsichtigt. Ein Schwan fliegt über Eleni hinweg. Sie fängt eine Feder auf und rennt ihm hinterher. An einem Bootssteg trifft sie Leander, der den Schwan, der ihm den Weg versperrte, gerade zu Wasser lässt. Eleni gesteht Leander noch einmal ihre Liebe. Dann macht sie mit Julian Schluss. Julian zieht aus, sagt die Hochzeit ab, bleibt aber als Chauffeur erhalten.
Leander und Eleni kommen wieder zusammen und Leander verspricht Alexandra sogar, gegenüber Eleni nicht zu erwähnen, dass Alexandra die Krankenschwester Gesine bestach. Er sehe ein, dass der Verlust von Vroni sehr schmerzhaft gewesen sein müsse. Eleni macht Leander in einer Romantikhütte des Fürstenhofs einen Heiratsantrag und Leander nimmt ihn an. Markus ist einverstanden, Eleni auf deren Hochzeit gemeinsam mit Christoph zum Altar zu geleiten, aber Christoph akzeptiert das nicht und er versucht wieder einmal erfolglos, den Abgang seines ehemaligen Freunds vom Fürstenhof herbeizuführen. Niemand weiß, dass Markus inzwischen Robert Saalfelds Anteile am Hotel über einen Strohmann gekauft hat. Leander fragt, ermuntert durch Eleni, noch einmal in Tansania nach einer Stelle an. Er ist auf Anhieb erfolgreich. Eleni erhält in einem Traum von Vroni den Tipp, dass ein Ort existiert, an dem sie heiraten müsse, um auf ewig mit Leander glücklich zu sein. Leander und Eleni forschen im Wald nach diesem Ort. Sie finden einen Wegweiser, den Eleni schon in ihrem Traum gesehen hat. Während er dort noch ohne Aufschrift erschien, lesen die Verlobten jetzt darauf das Wort „Schwanenwinkel“. Sie suchen in einem Wanderbuch danach und finden das Ausflugsziel „Zum Schwanenwinkel“. Alexandra und Markus werden inzwischen rechtskräftig geschieden. Erfreulicherweise gelingt es Werner Saalfeld, einen Pfarrer zu verpflichten, und Eleni und Leander können noch vor ihrer Abreise nach Afrika einander auf der Terrasse des Lokals „Zum Schwanenwinkel“ das Ja-Wort geben. An diesem Tag zeigen sich Elenis „zwei Väter“ von ihrer harmonischen Seite, obwohl Christoph noch kurz zuvor der Ansicht war, seine leibliche Tochter gehöre „zur Familie Saalfeld“ und nicht „zu den Schwarzbachs“.

### Folge 4143–4332: Ana Alves, Philipp Brandes und Vincent Ritter
Im Mittelpunkt dieser Staffel steht die Dreiecksbeziehung zwischen Ana Alves und ihren beiden Traummännern Philipp Brandes und Dr. Vincent Ritter. Ana, Philipp und Vincent haben alle Verbindungen zur Familie Schwarzbach – Anas Mutter arbeitete als Haushälterin der Familie, Philipp ist Noahs bester Freund und Vincent ist Markus’ unehelicher Sohn. Die freigeistige Ana hat die Universität verlassen und sucht nun in Bichlheim nach ihrer wahren Berufung. Warmherzig und intelligent der Tierarzt Vincent kommt nach Bichlheim, seine Karriere weiter vorantreiben und um seinen leiblichen Vater zu treffen. Der gerissene, kluge und immer gut gekleidete Philipp kommt nach Bichlheim, entschlossen, das zu bekommen, was er seiner Meinung nach er verdient: das Erbe seiner Großtante Wilma von Zweigen. Trotz ihrer Unterschiede haben Vincent und Philipp zwei große Dinge gemeinsam. Erstens hatten sie beiden eine schwierige Kindheit, mit alleinerziehenden Müttern, nicht viel Geld und Vätern, die kein Interesse an ihnen hatten. An zweiter Stelle steht Ana, die zur Liebe beide ihres Lebens werden wird. Die Frage ist : Für wen wird sich Ana entscheiden?
Ana kommt in Bichlheim an und lässt sich im Haus der Sonnbichlers nieder, um einen Teil ihrer Semesterferien bei ihrer dort lebenden Mutter Nicole zu verbringen. Dass sie kürzlich ihr Maschinenbaustudium abgebrochen und ihren geliebten Hengst Apollo mitgebracht hat, damit ein berühmter Tierheiler ihn untersuchen kann, erwähnt sie zunächst nicht. Überraschenderweise trifft sie in Bichlheim auf ihren Jugendfreund Philipp Brandes. Ana war schon immer in Philipp verliebt und ihre Gefühle werden neu entfacht, als sie ihn wiedersieht, doch Philipp sieht Ana nur als Freundin. Philipp möchte das Hotel Fürstenhof als dauerhafte Unterkunft für seine erkrankte Großtante Wilma nutzen, da diese nicht in ein Altersheim ziehen möchte. Markus gibt Philipp auch einen Job im Hotel. Dr. Vincent Ritter kommt ins Dorf, um die Tierarztpraxis seines Arztvaters zu leiten und das Hotel Fürstenhof stellt ihn auch als Tierarzt für das Gestüt ein. Vincent verliebt sich schnell in Ana, aber sie nimmt keine Notiz davon. Vincent versetzt Markus den Schock seines Lebens, als er sich als sein leiblicher Sohn zu erkennen gibt. Markus hatte gewusst, dass Vincents Mutter mit ihm schwanger war, wollte aber seine Ehe nicht durch die Enthüllung seines unehelichen Kindes ruinieren.
Ana ist total verliebt in Philipp und hofft, endlich mit ihm zusammen zu sein. Vincent sehnt sich heimlich nach Ana und versteht nicht, was sie in Philipp sieht, den er für gemein und unhöflich hält. Während Philipp in Vincents Wohnung einzieht, stolpert Ana über eine halb aufgeblasene Luftmatratze und küsst Philipp impulsiv, was Vincent miterlebt. Philipp erzählt Ana, dass der Kuss für ihn keine Bedeutung hatte. Philipp versucht mit aller Kraft, seine Großtante Wilma davon zu überzeugen, ihm ihren Nachlass zu hinterlassen, doch sie macht deutlich, dass er nicht in ihr Testament aufgenommen wird. Wilma empfindet großes Mitgefühl für Ana und nutzt sie als ihre persönliche Begleiterin.
Vincent trägt Philipps ausrangiertes Kostüm auf einem Maskenball, wo Ana ihn mit Philipp verwechselt und sie einen magischen Tanz veranstalten, doch als Vincent merkt, dass sie ihn für Philipp hält, rennt er weg. Ana ist schockiert, als sie später die Identität ihres Tanzpartners erfährt und sie nun ihre unbestreitbare Verbindung zu Vincent erkennen muss. Philipp beginnt eine Beziehung mit Ana, um seiner Tante eine Freude zu machen, während er gleichzeitig eine Affäre mit Zoe de Lavalle hat, einem Hotelgast aus dem französischen Adel. Vincent vermutet, dass Philipp ein falsches Spiel mit Ana spielt. Ana zweifelt an Philipps Gefühlen für sie und trennt sich von ihm. Philipp ist eifersüchtig auf Vincents Verbindung zu Markus und zeigt ihn anonym an, weil er die Tiere eines Bauern mit abgelaufenen Medikamenten behandelt hat. Während seine Tierarztlizenz vorübergehend entzogen ist, operiert Vincent den Rücken von Apollo und riskiert seine gesamte Karriere. Zum Glück wird Vincent von jeglichem Fehlverhalten freigesprochen. Ana ist Vincent für alles, was er getan hat, dankbar und stellt fest, dass sie sich in ihn verliebt hat.
Wilma stirbt traurig und hinterlässt Ana am Boden zerstört. Philipp ist wütend, als er erfährt, dass Wilma ihn nicht nur aus ihrem Testament gestrichen hat, sondern auch den größten Teil ihres Vermögens Ana hinterlassen hat. Philipp beschließt, dass es nur einen Weg gibt, an das Erbe zu kommen: Er muss Ana heiraten! Ana und Vincent genießen ihre Liebe, während Philipp entschlossen ist, ihre Beziehung zu zerstören. Philipp bringt Vincents heimliche Frau Nathalie Junghans ins Dorf, um ihm bei seinen Plänen zu helfen. Mit einigen cleveren Manipulationen gelingt es Philipp schließlich, Ana und Vincent zu trennen.
Ein Wendepunkt für Philipp kommt, als Ana ihm das Leben rettet, nachdem er versehentlich von einer Klippe gestürzt ist. Philipp erkennt, dass er in Ana verliebt ist und ihr Erbe nicht mehr will. Unterdessen entdeckt Nathalie ihre Gefühle für Vincent, doch er hat erkannt, dass Ana die Liebe seines Lebens ist und bittet sie, ihm noch eine Chance zu geben. Ana entscheidet sich gegen Vincent und beginnt eine neue Beziehung mit Philipp. Vincent beginnt eine lockere Beziehung mit Natalie. Natalie liebt Vincent und hofft auf mehr mit ihm. Ana erfährt, dass Wilma ihr Gut Thalheim und die Hälfte ihres Privatvermögens vererbt hat. Ana kann nicht glauben, dass sie jetzt eine reiche Frau ist. Vincent hat schlagartig den Verdacht, dass Philipp schon lange von Anas Erbe wusste und nur hinter ihrem Geld her ist. Ana weist Vincents Bedenken jedoch zurück. Philipp macht Ana einen Heiratsantrag, den sie gerne annimmt. Natalie kann Vincent nicht länger belügen und erzählt ihm die ganze Wahrheit. Vincent ist am Boden zerstört und deckt Ana gegenüber Philipps Lügen auf. Völlig untröstlich weigert sich Ana, Philipps Behauptung zu glauben, dass er sie wirklich liebt, und erklärt, dass sie ihn nie wieder sehen will.
Doch schlussendlich erkennt Ana, dass Philipp ihr Traummann ist und sich tatsächlich geändert hat. Die beiden heiraten auf Gut Thalheim und ziehen dorthin.

### Folge 4326–: Maxi Saalfeld und Henry Sydow
→ Protagonisten und Hauptfiguren der aktuellen Staffel

## Hintergrund
Initiiert von Produzentin Bea Schmidt und anfangs unter dem Arbeitstitel Projekt Aschenputtel konzipiert, produziert die Bavaria Fiction (bis 2017: Bavaria Fernsehproduktion) die Serie seit dem 1. August 2005 in den Studios der Bavaria Film GmbH in Grünwald bei München. Pro Drehtag entsteht eine komplette Folge (Lauflänge 50 Minuten). Um durch Ausfälle der Dreharbeiten, etwa an Feiertagen oder erholungspausenbedingt, nicht in Produktionsrückstand zu geraten, gab es in den Sommern 2009 bis 2013 kurze Sendeunterbrechungen von zwei Wochen. In dieser Zeit wurden u. a. von Sepp Schauer und Antje Hagen moderierte Zusammenfassungen früherer Geschichten ausgestrahlt, die unter Dachtiteln wie „Die schönsten Momente“ oder „Best of …“ nach Staffeln aufbereitet waren. Im Sommer 2020 pausierte die Erstausstrahlung aufgrund der Corona-Pandemie in Deutschland für drei Wochen; ersatzweise wurden Episoden aus der 9. Staffel gezeigt.
Sturm der Liebe wird digital produziert: Beim Außendreh werden die Aufnahmen direkt auf Festplatte gespeichert, beim Innendreh wird auf eine MAZ aufgezeichnet. Seit Folge 447 wird die Serie im Breitbildformat 16:9 ausgestrahlt, seit dem 5. Oktober 2011 ist sie zudem in der High-Definition-Qualität 720p zu sehen. Chefautor der Serie war von Produktionsbeginn an Peter Süß, von Oktober 2016 bis Oktober 2019 bekleidete Björn Firnrohr diese Funktion, dem wiederum die wie er seit 2006 an der Telenovela mitgewirkt habende Claudia Köhler nachfolgte. Die Produktion der Serie wurde von Beginn an von Bea Schmidt und Producerin Julia Bachmann verantwortet. Anfang 2023 verließ Schmidt die Bavaria Fiction; als Produzentin abgelöst wurde sie von Jonas Baur. Dieser gab den Posten jedoch wenige Wochen später wieder auf, woraufhin Marcus Ammon, Geschäftsführer Content der Bavaria Fiction, als Produzent nachfolgte. Unterstützt wird dieser seitdem vom ausführenden Produzenten (Executive Producer) Peter Proske, der zuvor als Produktionsleiter für die Serie tätig war. Wenige Monate später verließ auch Julia Bachmann die Produktion und wurde als Producerin von Janine Gondi abgelöst, die zuvor in der Regieassistenz der Serie mitgewirkt hatte. ARD Degeto ist verantwortlich für die redaktionelle Arbeit, die sie auch dem WDR und teilweise dem BR überträgt.
Sturm der Liebe ist nach Bianca – Wege zum Glück (ZDF) und Verliebt in Berlin (Sat.1) die dritte deutschsprachige Telenovela. Ursprünglich dem Genre entsprechend mit einer begrenzten Folgenzahl von 100 Episoden angelegt, wurde die Serie bisher mehrmals verlängert; inzwischen sind bereits weit über 4500 Folgen bis 2027 vorgesehen. Dadurch wurde das Genremerkmal der Endlichkeit einer Telenovela tendenziell aufgehoben.
Jeder Haupthandlungsbogen der Serie erhält durch eine weibliche Hauptrolle und deren Voice-over, ein von der ursprünglichen Telenovela ererbtes Konzept, einen inneren Zusammenhalt. Diese Voice-over sprachen die bisherigen Hauptdarstellerinnen, von der ersten Staffel angefangen Henriette Richter-Röhl (Folgen 1–312), Inez Bjørg David (Folgen 320–520), Dominique Siassia (Folgen 527–702), Ivanka Brekalo (Folgen 704–914), Ute Katharina Kampowsky (Folgen 915–933) und Sarah Stork (Folgen 935–1117) als zwei aufeinanderfolgende Protagonistinnen in einer Staffel, Uta Kargel (Folgen 1118–1391), Ines Lutz (Folgen 1392–1600), Lucy Scherer (Folgen 1601–1813), Liza Tzschirner (Folgen 1815–2066), Jennifer Newrkla (Folgen 2067–2265), Magdalena Steinlein (Folgen 2266–2502), Jeannine Michèle Wacker (Folgen 2503–2692), Julia Alice Ludwig (Folgen 2693–2811) und Victoria Reich (Folgen 2693–2812) als zwei Protagonistinnen nebeneinander, Larissa Marolt (Folgen 2812–3019), Helen Barke (Folgen 3020–3264), Léa Wegmann (Folgen 3265–3515), Christina Arends (Folgen 3516–3724), Lena Conzendorf (Folgen 3725–3957), Dorothée Neff (Folgen 3957–4151) sowie Soluna-Delta Kokol (Folgen 4152–4332). Seit Folge 4333 erhält man Einblick in die Gefühlswelt der von Katharina Scheuba gespielten Maxi.
Einige Jubiläumsfolgen werden dramaturgisch besonders ausgestaltet. So mussten Miriam und die Saalfelds in der 500. Folge am 19. November 2007 um Roberts Leben bangen. Für die am 15. Dezember 2008 erstausgestrahlte Folge 750 gab es ein Heubodenfest. Anlässlich der 1000. Folge am 26. Januar 2010 wurde eine große Feier mit krönendem Feuerwerk zu „250 Jahren Fürstenhof“ veranstaltet, im Anschluss folgte als Sondersendung ein von Sepp Schauer (Alfons Sonnbichler) und Judith Hildebrandt (Tanja Liebertz) moderiertes 50-minütiges Jubiläums-Special „Sturm der Liebe – Glück und Tränen am Fürstenhof“ auf ARD und ORF 2. Das fünfjährige Serienjubiläum wurde mit im November 2010 gezeigten Episoden begangen, die teilweise in Verona gedreht wurden. Im Mittelpunkt der 1500. Folge der Telenovela am 28. März 2012 standen die Feierlichkeiten zum 100-jährigen Bestehen von Theresas Brauerei Burger Bräu. Am 10. Juni 2014 wurde die 2000. Folge von Sturm der Liebe ausgestrahlt, in der der Fürstenhof in Wien mit entsprechend dort gedrehten Szenen als bestes Alpenhotel des Jahres 2014 ausgezeichnet wurde. Am 22. September 2015 war eine besondere Musical-Folge (Teil 2305) zu sehen, die zur Feier des 10-jährigen Bestehens der Serie neben den normalen Dreharbeiten produziert wurde. Auf die 2500. Folge am 27. Juli 2016 wurde der Beginn der zwölften Staffel – drei Folgen vor Abreise des vorangegangenen Staffeltraumpaars Luisa und Sebastian, das in der Jubiläumsfolge nach abgeschlossener Trauung in vorheriger Episode seine Hochzeitsfeier beging – inklusive Premiere des neuen Vorspanns mit erstmals veränderter Titelmusik formal vorgezogen. Am 20. September 2018 wurde die 3000. Folge gesendet, in der Werner gemeinsam mit seinen Liebsten seinen 75. Geburtstag beging. Zu diesem Anlass reisten viele bekannte Gesichter der zurückliegenden Staffeln für ein kurzes Gastspiel an. Die Folge mit der Schnapszahl 3333 am 3. März 2020 wurde mit der Geburt von Evas Sohn Emilio inhaltlich besonders ausgestaltet. Das 15-jährige Jubiläum wurde mit den am 21. und 22. Oktober 2020 gezeigten Folgen 3473 und 3474 begangen, die Arianes versuchten Bombenanschlag und eine Rafting-Tour als Highlights beinhalteten. Die 4000. Folge am 23. März 2023 enthielt einen Running Gag: Verschiedene Personen benutzten die Zahl 4000 in unterschiedlichen Gesprächen insgesamt 17-mal.
Am 24. Dezember 2010 gab es zudem ein 25-minütiges Weihnachtsspecial mit dem Titel „Weihnachten bei den Sonnbichlers“, das um 16:15 Uhr im Ersten ausgestrahlt wurde.
Dramaturgisch umgesetzt wurde mit Folge 1383 (27. September 2011) außerdem die Neugestaltung des Fürstenhofs, nachdem Barbara einen Sprengsatz auf Roberts und Evas Hochzeit detonieren ließ. Die Umbau- und Säuberungsarbeiten dauerten bis einschließlich Folge 1387 an, ehe die neuen Kulissen in Episode 1388 (5. Oktober 2011) nach einem Zeitsprung dann eingeweiht und das Hotel wiedereröffnet wurde. Hintergrund dessen war ein produktionsinterner Studiowechsel und die Einführung von HD-Bildqualität in der Serie ab Oktober 2011.
Zum Umfeld der Telenovela und zu deren Vermarktung gehören Fan-Tage und Öffentlichkeitsveranstaltungen von „Das Erste“ und der Produktionsgesellschaft „Bavaria“.

### Vorspann
Mit jeder neuen Staffel wird ein neuer Vorspann zusammengesetzt, der die jeweiligen Folgen einleitet und die meisten Hauptrollen der Staffel vorstellt. Kriterien für das Vorkommen einer Rolle sind ihre Relevanz für die Hauptgeschichte und die Dauer ihres bisherigen Vorkommens in der Serie. Innerhalb der Staffel wird der Vorspann nur selten und dann auch nur geringfügig verändert. Die von Sängerin Curly gesungene Vorspannmusik wurde von Leslie Mandoki komponiert und in dieser Version mit Abwandlungen in Staffel 12 und 13 bis Ende ebendieser als Einstieg in die Episoden verwendet. Allen bisher gelaufenen Intros ist gemein, dass bei der Charaktervorstellung links von den in weißem Schriftzug eingeblendeten Darstellernamen deren Anfangsbuchstabe in zum Aussehen des Fürstenhofs passender roter Farbe (in den ersten beiden Staffeln auch blaue Kolorierung) und Schriftart erscheint. Manche weiblichen Hauptprotagonistinnen werden bei ihrer Eindrehung mit wehendem Haar gezeigt. Bis einschließlich Staffel 9 wurde die Charaktervorstellung von zwischendurch gezeigten Aufnahmen vom Hotelbetrieb begleitet. Jeder Opener beinhaltet vor der ersten Charaktervorstellung Sequenzen mit Landschaftsaufnahmen, nach denen zur Titelmelodie Gesang einsetzt. Im Anschluss an die Bekanntmachung mit dem Hauptcast wird in weiteren, symbolisch eindrücklichen Bildern die Handlung der Hauptprotagonistengeschichte angedeutet; bis einschließlich zur 19. Staffel war immer jeweils eine Einstellung zu sehen, in der die Traumfrau eine silbern schimmernde Träne verliert. Ab Staffel 6 kommt dabei einem bestimmten, in aller Regel auch eine Rolle in der Geschichte einnehmenden Gegenstand oder Ort eine besondere Bedeutung zu: In Staffel 6 ist dies ein Zeichenblock, in Staffel 7 der Fluss, in den Moritz stürzt, in Staffel 8 ein in den Alpen stehendes Klavier, in Staffel 9 eine Schneekugel mit Fürstenhof-Motiv, in Staffel 10 ein goldener Käfig, in Staffel 11 eine Spieluhr mit Ballerina, in Staffel 12 eine Kissenfeder, in Staffel 13 ein Brautstrauß, in Staffel 14 ein Spiegel, in Staffel 15 der See, in dem Denise ihr Badetrauma besiegt, in Staffel 16 ein Apfel, in Staffel 17 ein Sofa inmitten der Natur, in Staffel 18 ein Schokoladenbrunnen, in Staffel 19 eine Schwanenfeder, in Staffel 20 ein Oldtimer und in Staffel 21 sowohl ein Roulettetisch als auch der Wunschbrunnen, an dem sich Maxi ihren Traummann herbeiwünscht.

### Abspann
Bis einschließlich Staffel 11 war für jede Staffel ein individueller Abspann zu sehen, in dem links von einer Vorschau auf den Inhalt der nächsten Episode das jeweilige Traumpaar vom Sturm der Liebe über den Wolken getragen in Liebe vereint gezeigt wird. Seit Staffel 12 ist ein von solchen Elementen freies Outro zu sehen, das zur Vereinheitlichung mit dem anderer ARD-Sendungen gewählt wird. Als musikalische Untermalung dient seit der ersten Folge mit Abwandlungen ab Staffel 12 die Instrumentalversion des originalen Stay-Liedes.

### Außendrehorte

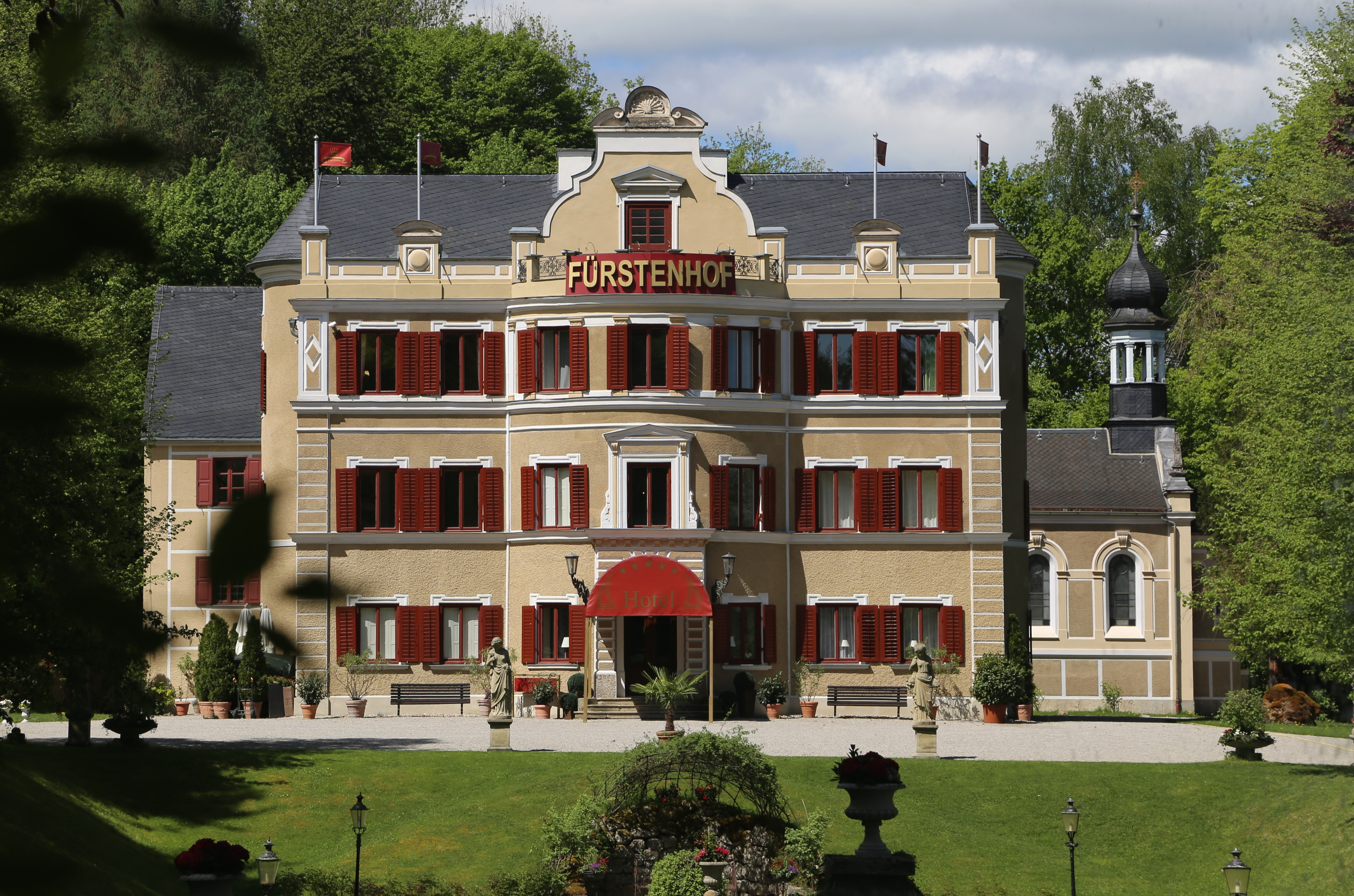
Schloss Vagen während Dreharbeiten 2018

Das Außenmotiv für das fiktive Hotel Fürstenhof – speziell für dessen Frontseite – ist ein privates Schloss () im oberbayerischen Dorf Vagen bei Rosenheim, Gemeinde Feldkirchen-Westerham. Von August 2005 bis November 2022 wurde hier aktiv gedreht. Seit Abschluss der letzten Dreharbeiten dort ist das Motiv noch in den Zwischensequenzen und Landschaftsaufnahmen zu sehen, wird jedoch nicht mehr in den eigentlichen Szenen bespielt.

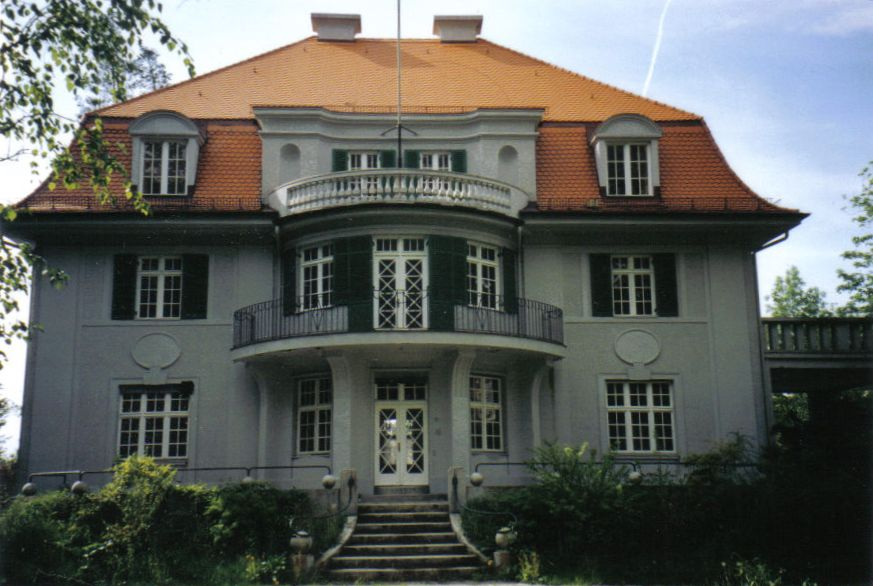
Die Villa Mann vor dem Einsatz als „Westflügel“ des Fürstenhofs (2005)

Auf dem Gelände der Bavaria Film GmbH in Grünwald-Geiselgasteig steht eine weitere Drehvilla (). Seit Ende 2005/Anfang 2006 wird hier für den renovierten Westflügel des Fürstenhofs gedreht. Dazu wird die Fassade der Villa Mann genutzt, die im Jahr 2000 als Kulisse für den historischen Fernsehfilm Die Manns – Ein Jahrhundertroman erbaut wurde. Nach dem Vorbild der Originalkulisse wurde renoviert und umgebaut, das Motiv kann daher auch von innen bespielt werden. Bei schwierigen Wetterverhältnissen in den Wintermonaten wird wegen der Nähe zum Studio hauptsächlich hier gedreht. Seit dem Wegfallen des Vagener Schlosses als Außendrehmotiv entstehen alle unmittelbar zum Fürstenhof-Gebäude gehörigen Außenaufnahmen bei der Villa. In die Szene um die unmittelbare Bombendetonation in Folge 1383 wurden einige kurze Sequenzen der ebenfalls von der Bavaria produzierten Serie Marienhof geschnitten, die bereits im Jahr 2004 in der Mann-Villa entstanden waren. Als es anlässlich der 2500. Folge hier zu einem Hauseinsturz kam, versuchten sich die Bewohner durch eben jenes Treppenhaus in Sicherheit zu bringen, welches mit dem des Fürstenhof-Westflügels identisch ist. Durch das montierte Bildmaterial waren mit Alfonso Losa und Sven Thiemann kurzzeitig zwei Fremddarsteller in Rollen zu sehen, die nicht dem eigentlich gezeigten Serienkosmos angehören.

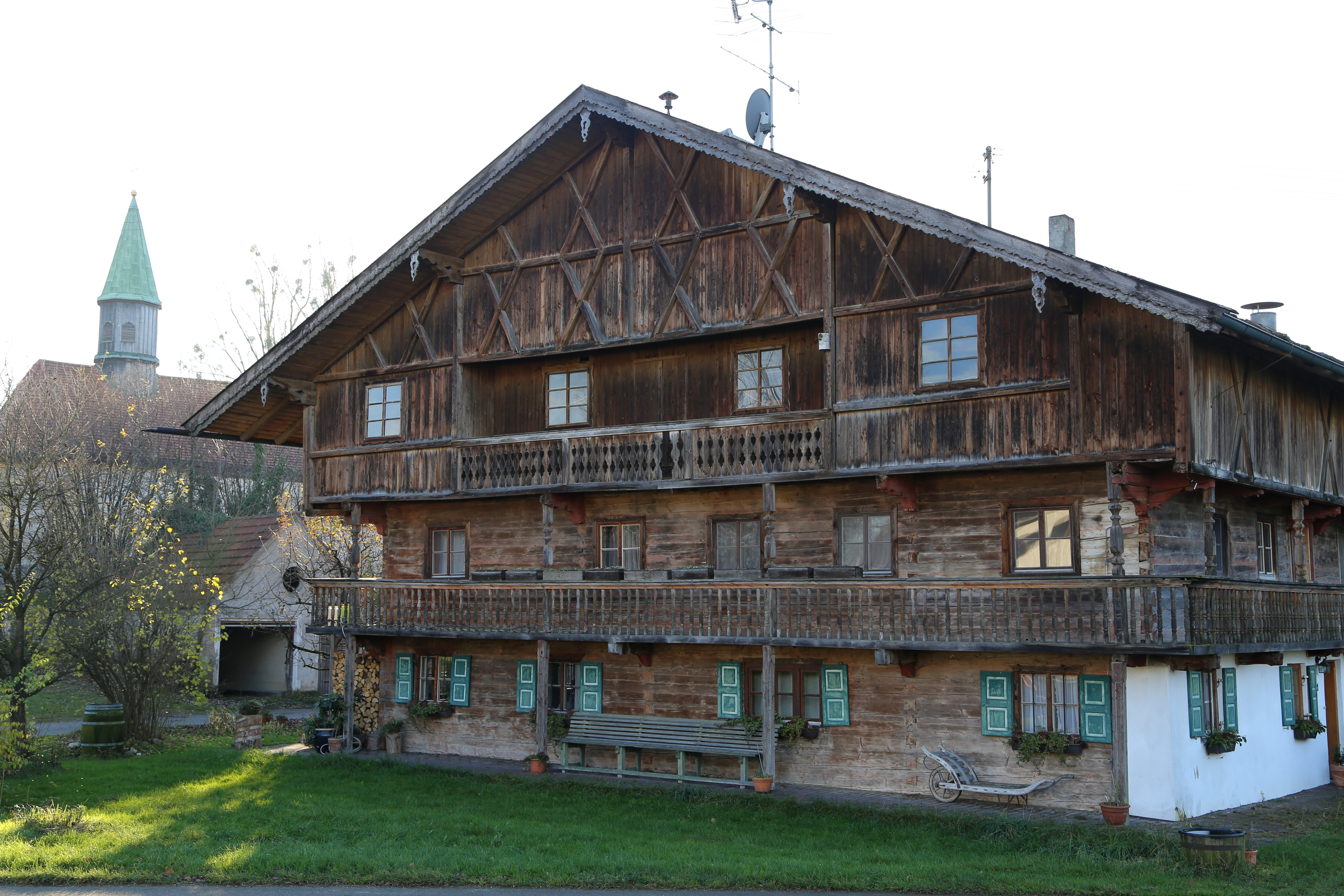
Das als Sonnbichler-Wohnhaus dienende Baudenkmal in Geilertshausen (2014)

Zu den regelmäßigen Außendrehorten der Serie gehören auch der Eglinger Ortsteil Geilertshausen in Oberbayern, wo sich das Drehmotiv für das Wohnhaus der Sonnbichlers – ein baudenkmalgeschütztes Bauernhaus () – befindet, sowie die oberbayerische Gemeinde Iffeldorf.
Zwischen den Szenen der Telenovela werden Landschaftsstudien eingespielt, die dem jahreszeitlichen Ablauf angepasst sind. Die Aufnahmen entstammen dem Voralpenland. Dabei werden auch Sequenzen gezeigt, die bspw. das Bergmassiv Zahmer Kaiser in Tirol zeigen. Diese Zwischenszenen wechseln und trennen die einzelnen Szenen im Handlungsablauf.
In Folge 1 sind Laura und Alexander in München unterwegs. In den Folgen 1193 bis 1195 verbringen Eva, Robert, Alfons und Hildegard einige Tage in Verona, Norditalien. Die deutschen und italienischen Darsteller spielten dabei jeweils in ihrer Landessprache, die in der Postproduktion entsprechend synchronisiert wurde. Für die Folgen 1999 bis 2001 wurde in Wien gedreht.

### Musikalische Liebesmotive (Auswahl)
Jedes Protagonistenpaar bei Sturm der Liebe hat ein gemeinsames, verbindendes Liebeslied.
- In der ersten Staffel bei Laura und Alexander war dies Bridge over Troubled Water von Simon & Garfunkel.
- Alexanders Nebenbuhler Gregor verband das Lied Stand by Me von Ben E. King mit Laura.
- In der zweiten Staffel, die die Liebesgeschichte von Miriam und Robert erzählte, war das verbindende Lied Your Song von Elton John.
- Während der zweiten Staffel war Miriam ebenfalls mit Felix Tarrasch zusammen und später verheiratet. Deren gemeinsames Lied war Total Eclipse of the Heart in einer Liveversion von Tori Amos.
- Als Liebeslied für die dritte Staffel mit Samia und Gregor fand I Will Always Love You von Whitney Houston Verwendung, das schon zum Soundtrack des Films Bodyguard gehörte.
- In der vierten Staffel begleitete Moon River in der Version von Barbra Streisand die Liebesgeschichte von Emma und Felix.
- Daneben entwickelte Emma auch Gefühle für ihren besten Freund Ben, musikalisch thematisiert durch I Got You Babe von Sonny & Cher sowie in einer Coverversion von Johannes Hauer.
- Sandra und Lukas, das Paar der fünften Staffel, verband das Lied Without You, das innerhalb der Serienhandlung zwar auf die Version von Harry Nilsson bezogen, eigentlich aber von Musiker und Komponist Ron van Lankeren neu eingesungen wurde.
- Bevor Lukas Sandra kennenlernte, war er mit Annika Bruckner liiert. Ihre Liebe fand Anklang in Because of You von Kelly Clarkson.
- In der sechsten Staffel stand der Fürstenhof für einen Moment still, wenn Evas und Roberts Song When You Say Nothing at All von Ronan Keating gespielt wurde.
- Die Wirren der Liebe um Eva und Markus wurden dagegen von dem Song Leaving on a Jet Plane in der Version von Peter, Paul and Mary begleitet.
- In der siebten Staffel wurde die Liebesgeschichte des Paares Theresa und Moritz von Billy Joels Honesty untermalt.
- Die Geschichte von Theresa und Konstantin wurde dagegen von dem Lied Just the Way You Are (ebenfalls Billy Joel) begleitet.
- Die Liebe zwischen Marlene und Konstantin in der achten Staffel fand Ausdruck in Elvis Presleys Can’t Help Falling in Love.
- Das Liebesmotiv von Pauline und Leonard, Protagonisten der neunten Staffel, war Summer Wine in der Version von Lee Hazlewood und Nancy Sinatra.
- Daniel warb als Nebenbuhler ebenfalls um Pauline. Fly Me to the Moon in der Version von Frank Sinatra begleitete ihre Geschichte.
- Wenn Debby Boones Coverversion des Songs You Light Up My Life erklang, fühlten Julia und Niklas in der zehnten Staffel ihre Liebe zueinander.
- Die ebenfalls in dieser Staffel dargestellte Beziehung von Julia und Nils wurde dagegen von Jeanettes Porque te vas umrahmt.
- Musikalisches Leitmotiv der Liebesgeschichte der elften Staffel zwischen Luisa und Sebastian war Always on My Mind, eine Coverversion gesungen von Elvis Presley.
- Daneben verband Luisa der Song You Are the Sunshine of My Life von Stevie Wonder mit Ex-Ehemann David Hofer.
- Claras und Adrians gemeinsames Lied Angels von Robbie Williams leitete durch die zwölfte Staffel.
- In der 13. Staffel warben zwei Frauen um William. Der Song Love Is All Around in der Version von Wet Wet Wet verband ihn mit Ella, das im Original von Bill Withers stammende Ain’t No Sunshine (in der Serie in einer eigens arrangierten Coverversion zu hören) mit Rebecca.
- Das Liebesmotiv zwischen Alicia und Viktor in der 14. Staffel war With or Without You, sowohl im Original von U2 als auch in der Coverversion des Chores Scala & Kolacny Brothers.
- Daneben untermalte All of Me von John Legend in der 14. und 15. Staffel die zarten Bande zwischen Romy und Paul.
- Als Liebeslied von Boris und Tobias diente Wonderful World von Sam Cooke.
- Die Liebe zwischen Denise und Joshua loderte in der 15. Staffel zu Eternal Flame. Verwendet wurde hierbei erneut eine Eigenproduktion.
- Auch für Henry wäre Denise Perfect gewesen. Beide träumten zu Ed Sheerans Song von einer Zukunft miteinander.
- Stürmische Zeiten durchlebten in der 16. Staffel Franzi und Tim zu ihrem gemeinsamen Song Right Here Waiting von Richard Marx, der daneben auch in einer Instrumentalversion eingespielt wurde.
- Franzi und Steffen empfanden dagegen zu Take My Breath Away von Berlin ein gemeinsames Band.
- In der 17. Staffel fanden Maja und Florian trotz aller Widerstände durch das Lied Stay von Hurts immer wieder zueinander.
- In Staffel 18 kämpfte Josie um das Herz von Paul und spürte die gemeinsame Verbindung durch den Song Run in der Version von Leona Lewis.
- Die Beziehung zwischen Josie und Leon wurde musikalisch mit dem Lied Someone You Loved von Lewis Capaldi untermalt.
- Die Herzen von Eleni und Leander schlugen in Staffel 19 höher zu dem Song A Million Dreams in der Version von P!nk.
- Zwischenzeitlich war Eleni jedoch mit Julian liiert, dem sie sich mit dem gemeinsamen Duett Until I Found You von Stephen Sanchez und Em Beihold nahe fühlte.
- In Staffel 20 wurde Ana von zwei Männern angezogen. Von Jugendschwarm Philipp träumte sie zu dem Song A Thousand Years von Christina Perri, während Vincent bei Falling von Harry Styles ihr Herz berührte.
- Die Liebesbande von Maxi und Henry werden in Staffel 21 dank You Are the Reason von Calum Scott sicher durch alle stürmischen Zeiten getragen.

Darüber hinaus haben auch die zwei alteingesessenen Ehepaare Saalfeld und Sonnbichler durchgehend durch alle Staffeln ihr gemeinsames Liebeslied:
- Charlotte und Werner Saalfeld verbindet My Way von Frank Sinatra.
- Hildegard und Alfons Sonnenbichlers gemeinsames Lied ist Immer wieder geht die Sonne auf von Udo Jürgens.

## Regie (Auswahl)
Immer fünf Episoden werden in einem Block von fünf Tagen produziert. An jedem Block arbeiten zwei Regisseure, der eine ist für den Studiodreh verantwortlich, der andere für die parallel entstehenden Außenaufnahmen.
| Regisseur(in)              | Studiodreh | Außendreh |
| Gunter Friedrich           | (383–387) (447–451) (530–534) (540–544) | (348–352) (457–461) |
| Dietmar „Didi“ Gassner     | (51–55) (66–70) (200–204) (343–347) (378–382) (521–524) (545–549)                                                                                                   | (36–40) (116–120) (215–219) (275–279) (285–289) (Burgszenen: 299–311) (304–308) (314–318) (363–367) (437–441) (447–451) (530–534)            |
| Sebastian Grobler          | | (442–446) (550–554) |
| Siegi Jonas                | (156–160) (195–199) (245–249) (280–284) (363–367) (442–446) (457–461)                                                                                               | (151–155) (166–170) (176–180) (235–239) (255–259) (309–313) (343–347) (378–382) (393–396)                                                    |
| Stefan Jonas               | (136–140) (190–194) (255–259) (290–293) (294–298) (329–332) (353–357) (373–377) (393–396) (535–539)                                                                 | (101–105) (126–130) (181–184) (205–209) (225–229) (240–244) (270–274) (299–303) (324–328) (432–436) (545–549)                                |
| Klaus Knoesel              | (151–155) (181–184) (225–229) (250–254) | (16–20) (46–50) (61–65) (76–80) (96–100) (106–110) (121–125) (131–135) (161–165) (190–194) (200–204) (210–214) (265–269) (294–298) (373–377) |
| Carsten Meyer-Grohbrügge   | (6–10) (36–40) (96–100) (106–110) (121–125) (131–135) (146–150) (161–165) (176–180) (240–244) (265–269) (348–352) (397–401) (437–441) (452–456) (525–529) (550–554) | (21–25) (51–55) (66–70) (81–85) (185–189) (250–254) (358–362) (368–372) (383–387) (535–539)                                                  |
| Cornelia „Connie“ Pfeiffer | (304–308) (319–323) (368–372) (388–392) | (195–199) (220–224) (230–234) (245–249) (280–284) (290–293) (333–337) (353–357) (525–529)                                                    |
| Markus Schmidt-Märkl       | (76–80) (101–105) (210–214) (338–342) (358–362) | (1–5) (31–40) (136–140) (319–323) (452–456)                                                                                                  |
| Dieter Schlotterbeck       | (26–30) (56–60) (86–90) (111–115) (171–175) (185–189) (220–224) (235–239) (260–264) (275–279) (309–313) (324–328) (333–337) (432–436)                               | (11–15) (41–45) (71–75) (141–145) (397–401) (540–544)                                                                                        |
| Volker Schwab              | | (338–342) (388–392) |
| Jürgen R. Weber            | (21–25) (81–85) (116–120) (126–130) (166–170) (205–209) (215–219) (230–234) (270–274) (285–289) (299–303) (314–318)                                                 | (6–10) (91–95) (146–150) (156–160) |
| Esther Wenger              | | (521–524) |
| Alexander Wiedl            | (11–15) (41–45) (71–75) (141–145) | (26–30) (56–60) (86–90) (111–115) (171–175) (260–264) (329–332)                                                                              |
| Klaus Witting              | (1–5) (16–20) (31–40) (61–65) (91–95) | |

## Einschaltquoten und Streaming
Nach Anlaufen der Serie stieg der Marktanteil kontinuierlich auf über 30 Prozent bei meist etwa 3 Millionen Zuschauern. Nach selbst darüber liegenden Ausreißern, ebenfalls in den Anfangsjahren, konnte auch im Verlauf der 2010er Jahre ein weit über dem Senderschnitt liegender Wert gehalten werden. In den ersten 6½ Monaten des Jahres 2020 war die Telenovela mit nach ARD-Angaben 56 Millionen Mediathekaufrufen das erfolgreichste Streamingangebot aller deutschen Fernsehsender. In Italien besonders reüssierend, wird Tempesta d'amore von Rete 4 zur abendlichen Primetime gesendet. Sturm der Liebe gilt innerhalb des Genres als erfolgreichstes Format Europas.

„Regelmäßig holt die ARD-Telenovela «Sturm der Liebe» Marktanteile von mehr als 25 Prozent beim Publikum seit drei Jahren ab – der Platz in den Top 5 des öffentlich-rechtlichen Programms ist der Produktion der Bavaria Film demnach sicher.“

„Die Quoten der ARD-Telenovela «Sturm der Liebe» sind weiterhin spitze – regelmäßig schauen mehr als 20 Prozent die Geschichten rund um Eva und Robert. Allerdings waren sie vor einigen Jahren deutlich besser. In Zeiten, als RTL den Nachmittag noch nicht mit Scripted Realitys dominierte, holte die tägliche Serie gut und gerne knapp 30 Prozent. Den Fall der Zahlen möchte man auf jeden Fall aufhalten.“

„Da die Produktion in ein anderes Studio verlegt wurde, ließ man die Innenkulissen des Fürstenhofes explodieren. Das tat auch den Einschaltquoten gut, denn es sahen 2,72 Millionen Bundesbürger zu, sodass respektable 28,2 Prozent Marktanteil erreicht wurden.“

Auswahl von Einschaltquoten
- 20. April 2006 (Folge 132): 2,66 Millionen Zuschauer bei 29,1 % Gesamtmarktanteil.[48]
- 6. August 2007 (Folge 432): Die bis September 2009 erfolgreichste Folge mit 3,03 Millionen Zuschauern, ein Marktanteil von 32,0 %.[49][50]
- 12. Oktober 2009 (Folge 934): 3,35 Millionen Zuschauer und ein Marktanteil von 28,7 %.[51]
- 26. Januar 2010 (Folge 1000): 3,13 Millionen Zuschauer und ein Marktanteil von 24,1 %. Das Special Sturm der Liebe – Glück und Tränen am Fürstenhof sahen 2,20 Millionen Zuschauer, Marktanteil 15,2 %.[52] Mit durchschnittlich 3,46 Millionen Zuschauern erwies sich die erste Januar-Woche als eine der erfolgreichsten Wochen in der Geschichte von Sturm der Liebe.
- 13. April 2011 (Folge 1280): 2,63 Millionen Zuschauer mit einer Einschaltquote von 22,1 % und bei den 14- bis 49-Jährigen eine Quote von 9,0 %, absolut entspricht dies 380.000 Zuschauern.[53]
- 27. September 2011 (Folge 1383): 2,72 Millionen Zuschauer, mit einer Quote von 28,2 %. Bei den 14- bis 49-Jährigen brachten 0,45 Millionen Zuschauer einen Marktanteil von 13,0 Prozent.[54]
- 17. Mai 2017 (Folge 2689): 1,81 Millionen Zuschauer, entsprechend 19,2 % Gesamt-Marktanteil und einer Einschaltquote von 10,8 % bei den 14- bis 49-Jährigen.[55]
- Staffel 3: Der Bestwert dieser Staffel lag bei einem Marktanteil von 29,7 %. Mit 3,44 Millionen Zuschauern wurde der Reichweitenrekord aufgestellt, bei der zweiten Staffel waren es noch 3,95 Millionen Zuschauer, die die Spitze markierten[56]
- Staffel 5: Sie begann mit 24,9 Prozent Marktanteil, was 2,70 Millionen Zuschauern entspricht. Danach pendelte sich die Quote auf durchschnittlich 24 % ein.[57]
- Staffel 7: Es wurden Zuschauerzahlen über 2,5 Millionen erreicht.[58]
- Staffel 10: Die durchschnittliche Zuschauerzahl lag bei 2,05 Millionen, entsprechend 19,5 % Marktanteil.[59]

Relevanz nach Sendezeit
Die aktuelle Folge wird am nächsten Werktag nach der Erstausstrahlung auch von diversen Dritten Programmen gezeigt, zudem werden ältere Folgen auf One und im MDR wiederholt.
Online-Performance
Mit knapp 56 Millionen Aufrufen der in den verschiedenen ARD-Mediatheken verfügbaren Folgen innerhalb von sechs Monaten verbuchte Sturm der Liebe Mitte 2020 den Sieg als erfolgreichstes Streaming-Format aller deutschen Fernsehsender für sich.

## Bücher und DVDs
Von Januar 2006 bis Juli 2013 erschien monatlich im Cora Verlag die Taschenheftreihe Sturm der Liebe. Hier wurden von Johanna Theden an die Drehbücher angelehnte Romane geschrieben. Als Titelbilder wurden Szenenfotos aus der TV-Serie verwendet.
Ab Juli 2006 erschien Sturm der Liebe – Fotoroman. Im ersten Band der gedruckten Serie mit anonymem Autor wurde der Fotoroman die romantische Liebesgeschichte von Laura und Alexander auf den Markt gebracht. Die zweite Ausgabe erschien im August 2007 und zeigte die Stars der Serie in aufregenden Szenen. Ergänzt werden die Romane durch Hintergrundinformationen zur Serie.
2010 erschien ein Kochbuch zur Telenovela beim Verlag Die Werkstatt. Herausgegeben wurde es von Stefanie Oestreich, die für die Serie als Dramaturgin und sporadisch auftretende Schauspielerin tätig ist. Im Buch wird sich auf die Darsteller der Serie und ihre Lieblingsgerichte fokussiert. 2022 erschien ein weiteres Kochbuch zur Serie, diesmal beim Verlag Gräfe und Unzer. Dieses Kochbuch präsentiert die Rezepte von fiktionalen Gerichten aus der Serie selbst.
Es sind auch DVDs zur Telenovela im Handel erhältlich.

### Hintergrundromane
Eine zwölfteilige Reihe von Hintergrundromanen zur Serie erschien von März 2006 bis Dezember 2008 im Abstand weniger Monate im Taschenbuchformat beim Cora Verlag. Geschrieben wurden die Bücher von Valerie Schönfeld. Jeder Roman erzählt die Vorgeschichte eines Hauptcharakters der Telenovela, die in der Serie oftmals angedeutet, aber nicht in diesem Ausmaß erzählt wurde.
1. Bittersüße Küsse (Vorgeschichte von Laura Saalfeld)
2. Der Traum vom Abenteuer (Vorgeschichte von Alexander Saalfeld)
3. Triumph der Rache (Vorgeschichte von Cora Franke)
4. Sommer voller Liebe (Vorgeschichte von Charlotte Saalfeld)
5. Der Geschmack des Erfolgs (Vorgeschichte von Robert Saalfeld)
6. Schmerzliches Glück (Vorgeschichte von Elisabeth Gruber)
7. Gefährliche Wahrheit (Vorgeschichte von Miriam Saalfeld)
8. Flucht in die Freiheit (Vorgeschichte von Samia Bergmeister)
9. Sehnsucht nach Liebe (Vorgeschichte von Simon Konopka)
10. Trügerische Hoffnung (Vorgeschichte von André Konopka)
11. Ein großer Herzenswunsch (Vorgeschichte von Emma Saalfeld)
12. Ein sehr riskantes Spiel (Vorgeschichte von Felix Saalfeld)

## Preise und Auszeichnungen
2007
- Premio Napoli Cultural Classic für Lorenzo Patané als Robert Saalfeld[61]
- Rauchfrei-Siegel für Sturm der Liebe wegen des bewussten Verzichts auf rauchende Charaktere[62]

2008
- Premio Napoli Cultural Classic für Susan Hoecke und Martin Gruber als Viktoria und Felix Tarrasch[63]

2009
- Am Fantag erhielt Sepp Schauer den Fan-Award (aus 50.000 Stimmen) auf dem Gelände der Bavaria.[64]

2010
- Deutscher Fernsehpreis 2010 in der Kategorie Beste tägliche Serie

2011
- Diverse Nominierungen beim German Soap Award in den Kategorien:
  - Beste Darstellerin Telenovela – Antje Hagen, Mona Seefried
  - Bester Darsteller Telenovela – Dirk Galuba, Sepp Schauer
  - Bestes Liebespaar – Lorenzo Patané und Uta Kargel
  - Bösester Fiesling – Nicola Tiggeler
  - Bester Newcomer – Andreas Thiele
  - Sexiest Woman – Natalie Alison
  - Sexiest Man – Erich Altenkopf

2012
- Diverse Nominierungen beim German Soap Award in den Kategorien:
  - Beste Schauspielerin – Lucy Scherer, Antje Hagen
  - Bester Schauspieler – Dirk Galuba, Erich Altenkopf
  - Bestes Liebespaar – Daniel Fünffrock und Ines Lutz
  - Bösester Fiesling – Simone Ritscher
  - Bester Newcomer – Moritz Tittel
  - Sexiest Woman – Judith Hildebrandt, Lili Gesler
  - Sexiest Man – Florian Stadler, Moritz Tittel

2013
- European Soap Award in der Kategorie Beste ausländische Serie

2019
- „Grüner Drehpass“ der Filmförderung Hamburg Schleswig-Holstein für umweltfreundliche und nachhaltige Produktionsmaßnahmen[65]